# 2021 a jogalkotásban
2021-ben a következő jogszabályokat alkották meg:

## Magyarország (Forrás:Magyar Közlöny)

### Törvények
- 2021. évi I. törvény A koronavírus-világjárvány elleni védekezésről[1]
- 2021. évi II. törvény Egyes energetikai és hulladékgazdálkodási tárgyú törvények módosításáról[2]
- 2021. évi III. törvény Az adóalap-erózió és nyereségátcsoportosítás megelőzése érdekében hozott, adóegyezményekhez kapcsolódó intézkedések végrehajtásáról szóló Multilaterális Egyezmény kihirdetéséről[3]
- 2021. évi IV. törvény A Montrealban, 1999. május 28-án kelt, a nemzetközi légi fuvarozásra vonatkozó egyes jogszabályok egységesítéséről szóló Egyezmény 2019. évi módosításáról szóló, a Nemzetközi Polgári Repülési Szervezet által kiadott, 2019. június 28-án kelt, LE 3/38.1-19/50 számú Tagállami Értesítő és a Montrealban, 1999. május 28-án kelt, a nemzetközi légi fuvarozásra vonatkozó egyes jogszabályok egységesítéséről szóló Egyezmény 2019. évi módosításáról szóló, a Nemzetközi Polgári Repülési Szervezet által kiadott, 2019. október 11-én kelt, LE 3/38.1-19/70 számú Tagállami Értesítő kihirdetéséről[3]
- 2021. évi V. törvény A Magyarország Kormánya és a Finn Köztársaság Kormánya között a Magyar Népköztársaság Kormánya és a Finn Köztársaság Kormánya között a beruházások védelméről szóló megállapodás megszűnéséről szóló megállapodás kihirdetéséről[3]
- 2021. évi VI. törvény A Magyarország Kormánya és a Koszovói Köztársaság Kormánya között a beruházások ösztönzéséről és kölcsönös védelméről szóló megállapodás kihirdetéséről[3]
- 2021. évi VII. törvény A Magyarország Kormánya és a Szlovák Köztársaság Kormánya között a katonai repülés területén folytatott együttműködésről szóló Megállapodás kihirdetéséről[3]
- 2021. évi VIII. törvény A felsőoktatás szabályozására vonatkozó és egyes kapcsolódó törvények módosításáról[4]
- 2021. évi IX. törvény A közfeladatot ellátó közérdekű vagyonkezelő alapítványokról[4]
- 2021. évi X. törvény A Budapesti Gazdasági Egyetemért Alapítványról, a Budapesti Gazdasági Egyetemért Alapítvány és a Budapesti Gazdasági Egyetem részére történő vagyonjuttatásról[4]
- 2021. évi XI. törvény A Dunaújvárosi Egyetemért Alapítványról, a Dunaújvárosi Egyetemért Alapítvány és a Dunaújvárosi Egyetem részére történő vagyonjuttatásról[4]
- 2021. évi XII. törvény Az Eszterházy Károly Egyetem fenntartói jogának az Egri Főegyházmegye részére történő átadásáról és az ehhez kapcsolódó vagyonjuttatásról[4]
- 2021. évi XIII. törvény A Gróf Tisza István Debreceni Egyetemért Alapítványról, a Gróf Tisza István Debreceni Egyetemért Alapítvány és a Debreceni Egyetem részére történő vagyonjuttatásról[4]
- 2021. évi XIV. törvény A Hauszmann Alapítványról és a Hauszmann Alapítvány részére történő vagyonjuttatásról[4]
- 2021. évi XV. törvény A Jövő Nemzedék Földje Alapítványról, a Jövő Nemzedék Földje Alapítvány részére történő vagyonjuttatásról és az ezzel összefüggésben egyes törvények módosításáról[4]
- 2021. évi XVI. törvény A Magyar Kultúráért Alapítvány létrehozásáról, valamint a Magyar Kultúráért Alapítvány és a Petőfi Irodalmi Ügynökség Nonprofit Korlátolt Felelősségű Társaság részére történő vagyonjuttatásról[4]
- 2021. évi XVII. törvény A Magyar Táncművészeti Egyetemért Alapítványról, a Magyar Táncművészeti Egyetemért Alapítvány és a Magyar Táncművészeti Egyetem részére történő vagyonjuttatásról[4]
- 2021. évi XVIII. törvény A Makovecz Campus Alapítványról, a Makovecz Campus Alapítvány részére történő vagyonjuttatásról, valamint állami tulajdonban álló ingatlan ingyenesen történő tulajdonba adásáról[4]
- 2021. évi XIX. törvény A MOL Új Európa Alapítvány létrehozásáról és a részére történő vagyonjuttatásról[4]
- 2021. évi XX. törvény A Nemzeti Egészségügyi és Orvosképzésért Alapítványról, a Nemzeti Egészségügyi és Orvosképzésért Alapítvány és a Semmelweis Egyetem részére történő vagyonjuttatásról[4]
- 2021. évi XXI. törvény A Nyíregyházi Egyetemért Alapítványról, a Nyíregyházi Egyetemért Alapítvány és a Nyíregyházi Egyetem részére történő vagyonjuttatásról[4]
- 2021. évi XXII. törvény A Rudolf Kalman Óbudai Egyetemért Alapítványról, a Rudolf Kalman Óbudai Egyetemért Alapítvány és az Óbudai Egyetem részére történő vagyonjuttatásról[4]
- 2021. évi XXIII. törvény A Szegedi Tudományegyetemért Alapítványról, a Szegedi Tudományegyetemért Alapítvány és a Szegedi Tudományegyetem részére történő vagyonjuttatásról[4]
- 2021. évi XXIV. törvény A Testnevelési Egyetemért Alapítványról, a Testnevelési Egyetemért Alapítvány és a Testnevelési Egyetem részére történő vagyonjuttatásról[4]
- 2021. évi XXV. törvény A Tokaj-Hegyalja Egyetemért Alapítványról, a Tokaj-Hegyalja Egyetemért Alapítvány és a Tokaj-Hegyalja Egyetem részére történő vagyonjuttatásról[4]
- 2021. évi XXVI. törvény Az Universitas Quinqueecclesiensis Alapítványról, az Universitas Quinqueecclesiensis Alapítvány és a Pécsi Tudományegyetem részére történő vagyonjuttatásról[4]
- 2021. évi XXVII. törvény az Egységes Szanálási Rendszerhez kapcsolódó kormányközi megállapodás módosításáról szóló megállapodás kihirdetéséről[5]
- 2021. évi XXVIII. törvény A Lisszaboni Megállapodás Eredetmegjelölésekről és Földrajzi Jelzésekről Szóló Genfi Szövegének kihirdetéséről[5]
- 2021. évi XXIX. törvény A nemzetközi polgári repülésről szóló, Chicagóban, az 1944. évi december hó 7. napján aláírt Egyezmény 19. Függelékének és annak 1. módosításának egységes szerkezetben történő kihirdetéséről[5]
- 2021. évi XXX. törvény A Magyarország Kormánya és Svédország Kormánya között a Magyar Népköztársaság Kormánya és a Svéd Királyság Kormánya között a beruházások elősegítéséről és kölcsönös védelméről szóló megállapodás megszűnéséről szóló megállapodás kihirdetéséről[5]
- 2021. évi XXXI. törvény A közbiztonság erősítése érdekében egyes rendészeti igazgatási törvények módosításáról[5]
- 2021. évi XXXII. törvény A Szabályozott Tevékenységek Felügyeleti Hatóságáról[5]
- 2021. évi XXXIII. törvény Egyes vagyongazdálkodási tárgyú rendelkezésekről, valamint egyes vagyongazdálkodást és nemzeti pénzügyi szolgáltatásokat érintő törvények módosításáról[5]
- 2021. évi XXXIV. törvény A személyi jövedelemadóról szóló 1995. évi CXVII. törvény, valamint az adózás rendjéről szóló 2017. évi CL. törvény módosításáról[5]
- 2021. évi XXXV. törvény A megváltozott munkaképességű személyek ellátásairól és egyes törvények módosításáról szóló 2011. évi CXCI. törvény módosításáról[5]
- 2021. évi XXXVI. törvény A védjegyek és a földrajzi árujelzők oltalmáról szóló 1997. évi XI. törvény módosításáról[5]
- 2021. évi XXXVII. törvény A szerzői jogról szóló 1999. évi LXXVI. törvény és a szerzői jogok és a szerzői joghoz kapcsolódó jogok közös kezeléséről szóló 2016. évi XCIII. törvény jogharmonizációs célú módosításáról[5]
- 2021. évi XXXVIII. törvény Veszélyes pszichotróp anyag kábítószerlistára vétele érdekében az emberi alkalmazásra kerülő gyógyszerekről és egyéb, a gyógyszerpiacot szabályozó törvények módosításáról szóló 2005. évi XCV. törvény módosításáról[5]
- 2021. évi XXXIX. törvény A településtervezéssel összefüggő egyes törvények módosításáról[6]
- 2021. évi XL. törvény A koronavírus-világjárvány elleni védekezésről szóló 2021. évi I. törvény módosításáról[7]
- 2021. évi XLI. törvény Az Unió területére belépő, illetve az Unió területét elhagyó készpénz ellenőrzéséről és az 1889/2005/EK rendelet hatályon kívül helyezéséről szóló 2018/1672 európai parlamenti és tanácsi rendelet végrehajtásáról[7]
- 2021. évi XLII. törvény Az áruknak TIR-igazolvánnyal történő nemzetközi fuvarozására vonatkozó, Genfben, 1975. november 14-én kelt vámegyezmény módosításának kihirdetéséről[7]
- 2021. évi XLIII. törvény A pénzügyi és egyéb szolgáltatók azonosítási feladatához kapcsolódó adatszolgáltatási háttér megteremtéséről és működtetéséről[7]
- 2021. évi XLIV. törvény A Magyarország 2021. évi központi költségvetéséről szóló 2020. évi XC. törvény módosításáról[8]
- 2021. évi XLV. törvény Az Európai Unió saját forrásainak rendszeréről és a 2014/335/EU, Euratom határozat hatályon kívül helyezéséről szóló, 2020. december 14-i (EU, Euratom) 2020/2053 tanácsi határozat kihirdetéséről[8]
- 2021. évi XLVI. törvény A Magyarország Kormánya és a Kirgiz Köztársaság Kormánya között a nemzetközi közúti személyszállításról és árufuvarozásról szóló Megállapodás kihirdetéséről[8]
- 2021. évi XLVII. törvény A Magyarország Kormánya és Románia Kormánya között a Mátészalka - Csenger (H) és Oar (Óvári) - Satu Mare (Szatmárnémeti) (RO) közötti gyorsforgalmi úti kapcsolat létesítéséről szóló Megállapodás kihirdetéséről[8]
- 2021. évi XLVIII. törvény A Közép- és Kelet-európai Történelem és Társadalom Kutatásáért Alapítványról[8]
- 2021. évi XLIX. törvény A közélet befolyásolására alkalmas tevékenységet végző civil szervezetek átláthatóságáról[8]
- 2021. évi L. törvény Az egyes hatósági eljárásokat érintő egyszerűsítések érdekében szükséges törvénymódosításokról[8]
- 2021. évi LI. törvény Egyes törvényeknek a kézbesítéssel és az igazságügyi ágazati szabályozással összefüggő módosításáról
- 2021. évi LII. törvény Egyes köznevelést érintő törvények módosításáról[8]
- 2021. évi LIII. törvény A nemzeti felsőoktatásról szóló 2011. évi CCIV. törvény és egyes kapcsolódó törvények módosításáról[8]
- 2021. évi LIV. törvény Az Európai Unió Bírósága C-66/18. számú ügyben hozott ítéletének végrehajtása érdekében a nemzeti felsőoktatásról szóló 2011. évi CCIV. törvény módosításáról[8]
- 2021. évi LV. törvény Egyes törvényeknek a megújuló energiaforrásokból előállított energia használatának előmozdításáról szóló irányelvvel összefüggő módosításáról[8]
- 2021. évi LVI. törvény A köziratokról, a közlevéltárakról és a magánlevéltári anyag védelméről szóló 1995. évi LXVI. törvény és a kulturális örökség védelméről szóló 2001. évi LXIV. törvény módosításáról[8]
- 2021. évi LVII. törvény A köziratokról, a közlevéltárakról és a magánlevéltári anyag védelméről szóló 1995. évi LXVI. törvény és a Nemzeti Kulturális Tanácsról, a kultúrstratégiai intézményekről, valamint egyes kulturális vonatkozású törvények módosításáról szóló 2019. évi CXXIV. törvény módosításáról[8]
- 2021. évi LVIII. törvény A fedezett kötvények szabályozásával összefüggő, valamint egyéb, a pénzügyi közvetítőrendszert érintő jogharmonizációs célú törvénymódosításokról[9]
- 2021. évi LIX. törvény Egyes közlekedési tárgyú törvények módosításáról[9]
- 2021. évi LX. törvény Egyes agrártárgyú törvények módosításáról[9]
- 2021. évi LXI. törvény A szakosított intézmények kiváltságairól és mentességeiről szóló egyezmény és Függelékei egységes szerkezetű kihirdetéséről[10]
- 2021. évi LXII. törvény A szülői felelősséget érintő nemzetközi igazságügyi együttműködésről[10]
- 2021. évi LXIII. törvény A fővárosi és megyei kormányhivatalok elektronikus ügyintézésével, valamint a kormányhivatali adatszolgáltatással összefüggő egyes törvények módosításáról[10]
- 2021. évi LXIV. törvény A szerkezetátalakításról és egyes törvények jogharmonizációs célú módosításáról[10]
- 2021. évi LXV. törvény A Magyar Export-Import Bank Részvénytársaságról és a Magyar Exporthitel Biztosító Részvénytársaságról szóló 1994. évi XLII. törvény módosításáról[10]
- 2021. évi LXVI. törvény A Magyarország Kormánya és az Egyesült Nemzetek képviseletében eljáró, az Afrikai-eurázsiai vándorló vízimadarak védelméről szóló megállapodás UNEP által ellátott Titkársága (UNEP/AEWA Titkárság) között az Afrikai-eurázsiai vándorló vízimadarak védelméről szóló megállapodásban részes felek találkozója 8. ülésének megrendezéséről (2021. október 5-9., Budapest, Magyarország) szóló megállapodás kihirdetéséről[11]
- 2021. évi LXVII. törvény A Magyarország Kormánya és Románia Kormánya között, a Magyarország Kormánya és Románia Kormánya között Bukarestben, 2014. július 24-én aláírt, a magyar−román államhatáron átvezető közúti kapcsolatokról szóló megállapodás módosításáról szóló megállapodás kihirdetéséről[11]
- 2021. évi LXVIII. törvény Egyes energetikai és közszolgáltatási tárgyú törvények módosításáról[11]
- 2021. évi LXIX. törvény Egyes adótörvények módosításáról[12]
- 2021. évi LXX. törvény A kényszertörlési eljárásra és a felszámolási eljárásra vonatkozó és kapcsolódó egyes törvények módosításáról[13]
- 2021. évi LXXI. törvény 	A Magyarország Kormánya és az Oroszországi Föderáció Kormánya között a Magyarország Kormányának a magyarországi atomerőmű építésének finanszírozásához nyújtandó állami hitel folyósításáról szóló, 2014. március 28-án kelt megállapodás módosításáról szóló jegyzőkönyv kihirdetéséről[14]
- 2021. évi LXXII. törvény	A Magyarország és a Tádzsik Köztársaság között létrejött, az elítélt személyek átszállításáról szóló egyezmény kihirdetéséről[14]
- 2021. évi LXXIII. törvény A Magyarország és a Tádzsik Köztársaság között létrejött kiadatási egyezmény kihirdetéséről[14]
- 2021. évi LXXIV. törvény Egyes törvényeknek az egyszülős családok életkörülményeinek javítása érdekében történő módosításáról[14]
- 2021. évi LXXV. törvény A pártalapítványokat érintő egyes törvények módosításáról[14]
- 2021. évi LXXVI. törvény Az atomenergiáról szóló 1996. évi CXVI. törvény módosításáról[14]
- 2021. évi LXXVII. törvény A fogyatékos személyek jogairól és esélyegyenlőségük biztosításáról szóló 1998. évi XXVI. törvény és a magyar jelnyelvről és a magyar jelnyelv használatáról szóló 2009. évi CXXV. törvény módosításáról[14]
- 2021. évi LXXVIII. törvény	Az állami projektértékelői jogviszonyról, valamint egyes kapcsolódó törvények módosításáról szóló 2016. évi XXXIII. törvény módosításáról[14]
- 2021. évi LXXIX. törvény A pedofil bűnelkövetőkkel szembeni szigorúbb fellépésről, valamint a gyermekek védelme érdekében egyes törvények módosításáról[15]
- 2021. évi LXXX. törvény A Budapest Diákváros megvalósításáról[16]
- 2021. évi LXXXI. törvény A Fudan Hungary Egyetemért Alapítványról, a Fudan Hungary Egyetemért Alapítvány részére történő vagyonjuttatásról[16]
- 2021. évi LXXXII. törvény A természetes személyek adósságrendezéséről szóló 2015. évi CV. törvény módosításáról[16]
- 2021. évi LXXXIII. törvény Egyes törvényeknek a szakképzéssel és a felnőttképzéssel összefüggő módosításáról[16]
- 2021. évi LXXXIV. törvény Az állami vagyonnal való fenntartható gazdálkodás megteremtése érdekében egyes vagyongazdálkodást érintő törvények módosításáról, valamint egyéb vagyongazdálkodási rendelkezésekről[16]
- 2021. évi LXXXV. törvény Egyes törvényeknek a kisgyermekkel otthon lévők szövetkezete létrehozásával összefüggő módosításáról[16]
- 2021. évi LXXXVI. törvény Egyes otthonteremtési állami feladatok karitatív szervezetek általi átvállalásáról[16]
- 2021. évi LXXXVII. törvény A játékosügynöki tevékenység szabályozásával összefüggésben a sportról szóló 2004. évi I. törvény módosításáról[16]
- 2021. évi LXXXVIII. törvény A Magyarország 2021. évi központi költségvetéséről szóló 2020. évi XC. törvény módosításáról[16]
- 2021. évi LXXXIX. törvény Magyarország 2022. évi központi költségvetésének megalapozásáról[16]
- 2021. évi XC. törvény Magyarország 2022. évi központi költségvetéséről[17]
- 2021. évi XCI. törvény a nemzeti adatvagyonról[17]
- 2021. évi XCII. törvény A jogi személyek nyilvántartásáról és a nyilvántartási eljárásról[17]
- 2021. évi XCIII. törvény A védelmi és biztonsági tevékenységek összehangolásáról[17]
- 2021. évi XCIV. törvény A polgári peres eljárás elhúzódásával kapcsolatos vagyoni elégtétel érvényesítéséről[17]
- 2021. évi XCV. törvény A Polgári Törvénykönyvről szóló 2013. évi V. törvény módosításáról[17]
- 2021. évi XCVI. törvény A Polgári Törvénykönyvről szóló 2013. évi V. törvény hatálybalépésével összefüggő átmeneti és felhatalmazó rendelkezésekről szóló 2013. évi CLXXVII. törvény módosításáról[17]
- 2021. évi XCVII. törvény A nemzetiségek jogairól szóló 2011. évi CLXXIX. törvény módosításáról[17]
- 2021. évi XCVIII. törvény Egyes törvényeknek a turizmus-vendéglátás ágazatot érintő stratégiai célú módosításáról[17]
- 2021. évi XCIX. törvény A veszélyhelyzettel összefüggő átmeneti szabályokról[18]
- 2021. évi C. törvény az ingatlan-nyilvántartásról[18]
- 2021. évi CI. törvény Egyes vagyongazdálkodási kérdésekről, illetve egyes törvényeknek a jogrendszer koherenciájának erősítése érdekében történő módosításáról[18]
- 2021. évi CII. törvény A koronavírus-világjárvány elleni védekezésről szóló 2021. évi I. törvény módosításáról[19]
- 2021. évi CIII. törvény A felsőoktatási intézmények versenyképes működését elősegítő szabályokról, valamint egyes vagyongazdálkodási, kormányzati igazgatási és büntetőjogi tárgyú törvények módosításáról[19]
- 2021. évi CIV. törvény A szövetkezeti hitelintézetek integrációjáról és egyes gazdasági tárgyú jogszabályok módosításáról szóló 2013. évi CXXXV. törvény módosításáról[20]
- 2021. évi CV. törvény A Magyarország Kormánya és Belize Kormánya között a diplomata-, szolgálati és hivatalos útlevéllel rendelkező állampolgáraik kölcsönös vízummentességéről szóló Megállapodás kihirdetéséről[21]
- 2021. évi CVI. törvény A Francia Köztársaság Kormánya és a Nigeri Köztársaság Kormánya között a francia haderő Száhel-övezet biztonsága érdekében Nigerben történő beavatkozásának jogi szabályozásáról szóló, 2013. március 25-én Niameyben aláírt megállapodáshoz és a Francia Köztársaság Kormánya és a Nigeri Köztársaság Kormánya között a Száhel-övezet biztonságát szolgáló francia beavatkozás keretében Nigerben tartózkodó francia katonai állomány jogállásának szabályozásáról szóló, 2013. július 19-én Niameyben aláírt megállapodáshoz kapcsolódó, a Francia Köztársaság Kormánya és a Nigeri Köztársaság Kormánya közötti, a TAKUBA erők nem francia erőinek jogállásának szabályozásáról szóló Kiegészítő Jegyzőkönyvhöz Elfogadó Nyilatkozattal történő csatlakozás kihirdetéséről[21]
- 2021. évi CVII. törvény A Francia Köztársaság Kormánya és a Mali Köztársaság Kormánya között levélváltás formájában létrehozott, Bamakóban 2013. március 7-én és Kouloubában 2013. március 8-án aláírt, a SERVAL erők jogállásáról szóló Megállapodáshoz kapcsolódó, a Francia Köztársaság Kormánya és a Mali Köztársaság Kormánya közötti, a TAKUBA erők nem francia erőinek jogállásának szabályozásáról szóló Kiegészítő Jegyzőkönyvhöz Elfogadó Nyilatkozattal történő csatlakozás kihirdetéséről[21]
- 2021. évi CVIII. törvény A Magyarország Kormánya és az Egyesült Arab Emírségek Kormánya között a beruházások ösztönzéséről és kölcsönös védelméről szóló megállapodás kihirdetéséről[21]
- 2021- évi CIX. törvény A Magyarország Kormánya és Ukrajna Miniszteri Kabinetje között a végzettséget és tudományos fokozatokat tanúsító okiratok kölcsönös elismeréséről szóló Egyezmény kihirdetéséről[21]
- 2021. évi CX. törvény Az 1965. évi 4. törvényerejű rendelettel kihirdetett, a New-Yorkban, 1961. március 30-án kelt Egységes Kábítószer Egyezmény módosításának kihirdetéséről[22]
- 2021. évi CXI. törvény Az 1979. évi 25. törvényerejű rendelettel kihirdetett, a pszichotróp anyagokról szóló, Bécsben, az 1971. évi február hó 21. napján aláírt egyezmény módosításának kihirdetéséről[22]
- 2021. évi CXII. törvény Az emberi alkalmazásra kerülő gyógyszerekről és egyéb, a gyógyszerpiacot szabályozó törvények módosításáról szóló 2005. évi XCV. törvény módosításáról[22]
- 2021. évi CXIII. törvény Egyes közjogi tárgyú törvények módosításáról[22]
- 2021. évi CXIV. törvény Az atomenergia-felügyeleti szerv jogállásával összefüggésben egyes törvények módosításáról[22]
- 2021. évi CXV. törvény A veszélyhelyzettel összefüggő átmeneti szabályokról szóló 2021. évi XCIX. törvény hatálybalépéséről[23]
- 2021. évi CXVI. törvény A Magyarország 2020. évi központi költségvetéséről szóló 2019. évi LXXI. törvény végrehajtásáról[23]
- 2021. évi CXVII. törvény Egyes választási tárgyú törvények módosításáról[23]
- 2021. évi CXVIII. törvény Az országos népszavazási eljárás módosításáról[23]
- 2021. évi CXIX. törvény Az Adatváltozás-kezelési szolgáltatás bevezetésével, továbbá az állampolgárok adminisztratív terheinek csökkentésével összefüggő egyes törvények módosításáról[23]
- 2021. évi CXX. törvény Egyes eljárások korszerűsítését és a polgárok biztonságának további megerősítését célzó intézkedésekről[23]
- 2021. évi CXXI. törvény Egyes belügyi tárgyú törvényeknek az Alaptörvény kilencedik módosításával, valamint a védelmi és biztonsági tevékenységek összehangolásáról szóló 2021. évi XCIII. törvénnyel összefüggő módosításáról[23]
- 2021. évi CXXII. törvény Egyes igazságügyi tárgyú, valamint kapcsolódó törvények módosításáról[23]
- 2021. évi CXXIII. törvény A lakások és helyiségek bérletére, valamint az elidegenítésükre vonatkozó egyes szabályokról szóló 1993. évi LXXVIII. törvény, valamint a nemzeti vagyonról szóló 2011. évi CXCVI. törvény módosításáról[23]
- 2021. évi CXXIV. törvény A tőkeegyesítő társaságok határokon átnyúló átalakulásáról, egyesüléséről, szétválásáról és egyéb jogharmonizációs célú törvénymódosításról[23]
- 2021. évi CXXV. törvény Az Európa Tanács kulturális örökséggel kapcsolatos bűncselekményekről szóló, Nikóziában, 2017. május 19-én kelt egyezménye kihirdetéséről[23]
- 2021. évi CXXVI. törvény A Magyarország Kormánya és a Szlovák Köztársaság Kormánya között a közös államhatáron lévő közúti határhidak és határút-szakaszok üzemeltetéséről, fenntartásáról és rekonstrukciójáról szóló 2017. szeptember 14-én, Budapesten aláírt Megállapodást módosító 1. Kiegészítés kihirdetésé[23]
- 2021. évi CXXVII. törvény A Nemzeti Média- és Hírközlési Hatóság 2022. évi egységes költségvetéséről[24]
- 2021. évi CXXVIII. törvény Az állatok védelme érdekében szükséges egyes büntetőjogi tárgyú törvények módosításáról[24]
- 2021. évi CXXIX. törvény egyes egészségügyi, egészségbiztosítási és gyógyszerészeti tárgyú, valamint kapcsolódó törvények jogharmonizációs és egyéb célú módosításáról[24]
- 2021. évi CXXX. törvény a veszélyhelyzettel összefüggő egyes szabályozási kérdésekről[25]
- 2021. évi CXXXI. törvény a minimálbér és a garantált bérminimum 2022. évi emelésével összefüggésben szükséges adóintézkedésekről, valamint egyes más intézkedésekről[25]
- 2021. évi CXXXII. törvény egyes állami tulajdonú vagyontárgyak ingyenes tulajdonba adásáról, valamint az egyes otthonteremtési állami feladatok karitatív szervezetek általi átvállalásával összefüggő törvények módosításáról[25]
- 2021. évi CXXXIII. törvény egyes vagyongazdálkodási tárgyú rendelkezésekről, valamint egyes vagyon-gazdálkodást és nemzeti pénzügyi szolgáltatásokat érintő törvények módosításáról[25]
- 2021. évi CXXXIV. törvény egyes büntetőjogi tárgyú és ehhez kapcsolódóan egyéb törvények módosításáról[25]
- 2021. évi CXXXV. törvény egyes pénzügyi és gazdasági tárgyú törvények módosításáról[25]
- 2021. évi CXXXVI. törvény az egyes energetikai és közlekedési tárgyú, valamint kapcsolódó törvények módosításáról[25]
- 2021. évi CXXXVII. törvény a tengerészek képzéséről, képesítéséről és az őrszolgálat ellátásáról szóló 1978. évi nemzetközi egyezmény 2014-ben, 2015-ben és 2016-ban elfogadott módosításainak kihirdetéséről[25]
- 2021. évi CXXXVIII. törvény Az egyrészről az Európai Unió és tagállamai, és másrészről Ukrajna között a közös légtér létrehozásáról szóló megállapodás kihirdetéséről[26]
- 2021. évi CXXXIX. törvény A Magyarország és az Iráni Iszlám Köztársaság között a beruházások ösztönzéséről és kölcsönös védelméről szóló Megállapodás kihirdetéséről[26]
- 2021. évi CXL. törvény A honvédelemről és a Magyar Honvédségről[26]
- 2021. évi CXLI. törvény Egyes törvények honvédelemmel és rendvédelemmel összefüggő módosításáról[26]
- 2021. évi CXLII. törvény A határok, a vízumügy, a rendőrségi és igazságügyi együttműködés, valamint a menekültügy és a migráció területén működő uniós információs rendszerek együttműködő képességének megteremtése érdekében egyes törvények jogharmonizációs célú módosításáról[26]
- 2021. évi CXLIII. törvény Az agrárgazdaságok átadásáról[26]
- 2021. évi CXLIV. törvény A Földmegfigyelési Információs Rendszerről, valamint ezzel összefüggésben egyes törvények módosításáról[26]
- 2021. évi CXLV. törvény Az egykori Rozmaring Mezőgazdasági Termelőszövetkezet működési területén kárpótlásra váró személyek helyzetének rendezéséről[26]
- 2021. évi CXLVI. törvény Az ingatlan-nyilvántartásról szóló 2021. évi C. törvény hatálybalépésével összefüggő átmeneti rendelkezésekről, valamint egyes, az ingatlan-nyilvántartással, területrendezéssel, településrendezéssel kapcsolatos és kulturális tárgyú törvények módosításáról[26]
- 2021. évi CXLVII. törvény Az egyes képzéseket és a foglalkoztatást érintő törvények módosításáról[26]
- 2021. évi CXLVIII. törvény Egyes kulturális tárgyú és egyéb törvények módosításáról[26]
- 2021. évi CXLIX. törvény A Nemzeti Média- és Hírközlési Hatóság 2020. évi egységes költségvetésének végrehajtásáról[26]
- 2021. évi CL. törvény Egyes agrártárgyú törvények módosításáról[27]
- 2021. évi CLI. törvény Az élelmiszerláncról és hatósági felügyeletéről szóló 2008. évi XLVI. törvény és a kiskereskedelmi adóról szóló 2020. évi XLV. törvény módosításáról[27]

### Kormányrendeletek

#### Január (1–34)
- 1/2021. (I. 5.) Korm. rendelet a Nagy-Britannia és Észak-Írország Egyesült Királysága területéről induló polgári légjárművek leszállási tilalmának feloldásáról[28]
- 2/2021. (I. 7.) Korm. rendelet A Steindl Imre Program megvalósításával kapcsolatban egyes kormányrendeletek módosításáról[29]
- 3/2021. (I. 8.) Korm. rendelet A védelmi intézkedések alkalmazhatóságának meghosszabbításáról[30]
- 4/2021. (I. 14.) Korm. rendelet A veszélyhelyzettel összefüggésben a huszonötezer főnél nem nagyobb lakosságszámú települési önkormányzatok támogatási programjáról[31]
- 5/2021. (I. 14.) Korm. rendelet Az egyrészről Izland, a Liechtensteini Hercegség, a Norvég Királyság, és másrészről Magyarország között az EGT Finanszírozási Mechanizmus 2014–2021-es időszakának végrehajtásáról szóló együttműködési megállapodás kihirdetéséről[31]
- 6/2021. (I. 14.) Korm. rendelet A Norvég Királyság és Magyarország között a Norvég Finanszírozási Mechanizmus 2014–2021-es időszakának végrehajtásáról szóló együttműködési megállapodás kihirdetéséről[31]
- 7/2021. (I. 14.) Korm. rendelet A Magyar Köztársaság Kormánya, Románia Kormánya, a Szlovák Köztársaság Kormánya és Ukrajna Kormánya között a többnemzetiségű műszaki zászlóalj létrehozásáról szóló Megállapodás Jegyzőkönyvének kihirdetéséről[31]
- 8/2021. (I. 14.) Korm. rendelet Az OPTICON Telekommunikációs Hálózati Szolgáltató Korlátolt Felelősségű Társaság „felszámolás alatt” reorganizációjához szükséges kormányzati intézkedésekről[31]
- 9/2021. (I. 18.) Korm. rendelet Egyes közlekedési tárgyú kormányrendeletek módosításáról[32]
- 10/2021. (I. 20.) Korm. rendelet Egyes gyermekvédelmi tárgyú kormányrendeletek módosításáról[33]
- 11/2021. (I. 20.) Korm. rendelet A honvédelmi szervezetek működésének az államháztartás működési rendjétől eltérő szabályairól szóló 346/2009. (XII. 30.) Korm. rendelet módosításáról[33]
- 12/2021. (I. 20.) Korm. rendelet Az egyes gazdaságfejlesztési célú és munkahelyteremtő beruházásokkal összefüggő közigazgatási hatósági ügyek nemzetgazdasági szempontból kiemelt jelentőségű üggyé nyilvánításáról, valamint egyes nemzetgazdasági szempontból kiemelt jelentőségű üggyé nyilvánításról szóló kormányrendeletek módosításáról szóló 141/2018. (VII. 27.) Korm. rendelet módosításáról[33]
- 13/2021. (I. 22.) Korm. rendelet A veszélyhelyzet ideje alatt a központi költségvetésre vonatkozó szabályoktól eltérő rendelkezésekről[34]
- 14/2021. (I. 22.) Korm. rendelet A veszélyhelyzet idején az egyes közigazgatási perekben alkalmazandó illetékességi szabályokról[34]
- 15/2021. (I. 22.) Korm. rendelet A veszélyhelyzet ideje alatt a polgármesteri feladatok ellátásának egyes kérdéseiről[34]
- 16/2021. (I. 22.) Korm. rendelet A veszélyhelyzet ideje alatt a külföldről érkező hallgatók egészségügyi alkalmassági vizsgálatát érintő egyes szabályokról[34]
- 17/2021. (I. 22.) Korm. rendelet A vadászjegy kiállítására vagy érvényesítésére irányuló eljárás sajátos szabályairól[34]
- 18/2021. (I. 27.) Korm. rendelet A közúti árufuvarozáshoz, személyszállításhoz és a közúti közlekedéshez kapcsolódó egyes rendelkezések megsértése esetén kiszabható bírságok összegéről, valamint a bírságolással összefüggő hatósági feladatokról szóló 156/2009. (VII. 29.) Korm. rendelet és a díj ellenében végzett közúti árutovábbítási, a saját számlás áruszállítási, valamint az autóbusszal díj ellenében végzett személyszállítási és a saját számlás személyszállítási tevékenységről, továbbá az ezekkel összefüggő jogszabályok módosításáról szóló 261/2011. (XII. 7.) Korm. rendelet módosításáról[35]
- 19/2021. (I. 28.) Korm. rendelet A biztonságos veszélyhelyzeti gyógyszerellátáshoz szükséges egyes intézkedésekről szóló 488/2020. (XI. 11.) Korm. rendelet módosításáról[36]
- 20/2021. (I. 28.) Korm. rendelet A kötelező legkisebb munkabér (minimálbér) és a garantált bérminimum megállapításáról[36]
- 21/2021. (I. 28.) Korm. rendelet A minimálbérhez kapcsolódó jogosultságok felülvizsgálatáról[36]
- 22/2021. (I. 28.) Korm. rendelet A veszélyhelyzet ideje alatt igénybe vehető szakképzésihozzájárulás-fizetési kedvezményről[36]
- 23/2021. (I. 28.) Korm. rendelet Egyes kormányrendeletek járványügyi készültségi tárgyú módosításáról[36]
- 24/2021. (I. 28.) Korm. rendelet A Zalaegerszegi Szakképzési Centrum egyes intézményeinek 21. századi elvárásoknak megfelelő fejlesztését célzó beruházással összefüggő közigazgatási hatósági ügyek nemzetgazdasági szempontból kiemelt jelentőségű üggyé nyilvánításáról[36]
- 25/2021. (I. 28.) Korm. rendelet A Nemzeti Cirkuszművészeti Központ létesítményei elhelyezését célzó beruházásokkal összefüggő közigazgatási hatósági ügyek nemzetgazdasági szempontból kiemelt jelentőségű üggyé és a beruházás kiemelten közérdekű beruházássá nyilvánításáról[36]
- 26/2021. (I. 29.) Korm. rendelet A veszélyhelyzet kihirdetéséről szóló 478/2020. (XI. 3.) Korm. rendelettel kihirdetett veszélyhelyzet megszüntetéséről[37]
- 27/2021. (I. 29.) Korm. rendelet A veszélyhelyzet kihirdetéséről és a veszélyhelyzeti intézkedések hatálybalépéséről[37]
- 28/2021. (I. 29.) Korm. rendelet A veszélyhelyzet idején alkalmazandó védelmi intézkedések második üteméről szóló 484/2020. (XI. 10.) Korm. rendelet és más kormányrendeletek veszélyhelyzeti módosításáról[37]
- 29/2021. (I. 29.) Korm. rendelet A határellenőrzés ideiglenes visszaállításáról szóló 407/2020. (VIII. 30.) Korm. rendelet [37]
- 30/2021. (I. 29.) Korm. rendelet A veszélyhelyzet idejére eső időközi választásokra, valamint az országos és helyi népszavazásokra vonatkozó átmeneti rendelkezésekről[37]
- 31/2021. (I. 29.) Korm. rendelet A veszélyhelyzet idején az általános közigazgatási rendtartásról szóló 2016. évi CL. törvény 49. §-a szerinti szünetelésre vonatkozó eltérő szabályokról[37]
- 32/2021. (I. 29.) Korm. rendelet A veszélyhelyzet ideje alatt egyes gazdaságvédelmi intézkedésekről szóló kormányrendeletek módosításáról[37]
- 33/2021. (I. 29.) Korm. rendelet Egyes orvos- és egészségtudományi felsőoktatási intézmények veszélyhelyzet idején történő működésével összefüggő intézkedésekről[37]
- 34/2021. (I. 29.) Korm. rendelet Az egészségügyi szolgálati jogviszonyról szóló 2020. évi C. törvény végrehajtásáról szóló 528/2020. (XI. 28.) Korm. rendelet módosításáról[37]

#### Február (35–101)
- 35/2021. (II. 2.) Korm. rendelet A Nemzetközi Tudományos és Műszaki Tájékoztatási Központ jogállásáról és kiváltságairól szóló, Moszkvában, 1973. június hó 26. napján aláírt Egyezmény felmondásáról[38]
- 36/2021. (II. 2.) Korm. rendelet A Magyarország Kormánya és az Ománi Szultánság Kormánya közötti gazdasági és műszaki együttműködésről szóló Megállapodás kihirdetéséről[38]
- 37/2021. (II. 2.) Korm. rendelet Egyes műszaki szabályozási tárgyú kormányrendeletek módosításáról[38]
- 38/2021. (II. 2.) Korm. rendelet A pilóta nélküli állami légijárművek repüléséről[38]
- 39/2021. (II. 2.) Korm. rendelet Egyes légiközlekedési tárgyú kormányrendeletek módosításáról[38]
- 40/2021. (II. 2.) Korm. rendelet Egyes közbeszerzési tárgyú kormányrendeletek módosításáról[38]
- 41/2021. (II. 2.) Korm. rendelet A központosított közbeszerzési rendszerről, valamint a központi beszerző szervezet feladat- és hatásköréről szóló 168/2004. (V. 25.) Korm. rendelet, valamint a Nemzeti Kommunikációs Hivatal jogállásáról és a kormányzati kommunikációs beszerzésekről szóló 162/2020. (IV. 30.) Korm. rendelet módosításáról[38]
- 42/2021. (II. 2.) Korm. rendelet A veszélyhelyzet idején alkalmazandó további védelmi intézkedésekről szóló 479/2020. (XI. 3.) Korm. rendelet módosításáról[38]
- 43/2021. (II. 2.) Korm. rendelet A veszélyhelyzet ideje alatt egyes gazdaságvédelmi intézkedésekről szóló 485/2020. (XI. 10.) Korm. rendelet módosításáról[38]
- 44/2021. (II. 5.) Korm. rendelet A Mosonmagyaróvár város közigazgatási területén különleges gazdasági övezet kijelöléséről[39]
- 45/2021. (II. 5.) Korm. rendelet  A veszélyhelyzet idején alkalmazandó további védelmi intézkedésekről szóló 479/2020. (XI. 3.) Korm. rendelet módosításáról[40]
- 46/2021. (II. 5.) Korm. rendelet A közfoglalkoztatási bér és a közfoglalkoztatási garantált bér, valamint egyes szociális ellátások megállapításával kapcsolatos kormányrendeletek módosításáról[40]
- 47/2021. (II. 5.) Korm. rendelet Egyes gazdaságfejlesztési tárgyú kormányrendeletek módosításáról[40]
- 48/2021. (II. 5.) Korm. rendelet Egyes egészségügyi dolgozók és egészségügyben dolgozók illetmény- vagy bérnövelésének, valamint az ahhoz kapcsolódó támogatás igénybevételének részletes szabályairól szóló 256/2013. (VII. 5.) Korm. rendelet módosításáról[40]
- 49/2021. (II. 5.) Korm. rendelet A Közszolgálati Döntőbizottságról szóló 69/2019. (IV. 4.) Korm. rendelet módosításáról[40]
- 50/2021. (II. 5.) Korm. rendelet Az egyes közlekedésfejlesztési projektekkel összefüggő közigazgatási hatósági ügyek nemzetgazdasági szempontból kiemelt jelentőségű üggyé nyilvánításáról és az eljáró hatóságok kijelöléséről szóló 345/2012. (XII. 6.) Korm. rendelet módosításáról[40]
- 51/2021. (II. 5.) Korm. rendelet A Magyar Testgyakorlók Köre Budapest létesítményfejlesztési programjának megvalósításával összefüggő közigazgatási hatósági ügyek nemzetgazdasági szempontból kiemelt jelentőségű üggyé nyilvánításáról és az eljáró hatóságok kijelöléséről szóló 150/2019. (VI. 25.) Korm. rendelet módosításáról[40]
- 52/2021. (II. 9.) Korm. rendelet A bérletidíj-fizetési mentességről[41]
- 53/2021. (II. 9.) Korm. rendelet A praxisközösségekről[41]
- 54/2021. (II. 9.) Korm. rendelet A Puskás Aréna működtetésével és üzemeltetésével kapcsolatos egyes feladatokról[41]
- 55/2021. (II. 9.) Korm. rendelet A Budapest-Kelenföld vasútállomás volt felvételi épületének átalakítását és felújítását célzó beruházás megvalósításával összefüggő közigazgatási hatósági ügyek nemzetgazdasági szempontból kiemelt jelentőségű üggyé nyilvánításáról és az eljáró hatóságok kijelöléséről[41]
- 56/2021. (II. 9.) Korm. rendelet Az egyes gazdaságfejlesztési célú és munkahelyteremtő beruházásokkal összefüggő közigazgatási hatósági ügyek nemzetgazdasági szempontból kiemelt jelentőségű üggyé nyilvánításáról, valamint egyes nemzetgazdasági szempontból kiemelt jelentőségű üggyé nyilvánításról szóló kormányrendeletek módosításáról szóló 141/2018. (VII. 27.) Korm. rendelet módosításáról[41]
- 57/2021. (II. 10.) Korm. rendelet A veszélyhelyzet idején biztosított arcképes azonosítást lehetővé tevő videotechnológián alapuló telemedicináról[42]
- 58/2021. (II. 10.) Korm. rendelet A településrendezési és az építészeti-műszaki tervtanácsokról szóló 252/2006. (XII. 7.) Korm. rendelet és a kulturális örökség védelmével kapcsolatos szabályokról szóló 68/2018. (IV. 9.) Korm. rendelet módosításáról[42]
- 59/2021. (II. 10.) Korm. rendelet Az állami vagyonnal való gazdálkodásról szóló 254/2007. (X. 4.) Korm. rendelet módosításáról[42]
- 60/2021. (II. 12.) Korm. rendelet A koronavírus elleni védettség igazolásáról[43]
- 61/2021. (II. 12.) Korm. rendelet A térítési díj ellenében igénybe vehető egyes egészségügyi szolgáltatások térítési díjáról szóló 284/1997. (XII. 23.) Korm. rendelet módosításáról[43]
- 62/2021. (II. 12.) Korm. rendelet A Gazdaság-újraindítási Akcióterv keretében a kistelepülési üzletek támogatásáról[43]
- 63/2021. (II. 12.) Korm. rendelet A veszélyhelyzet idején az okmányokra, továbbá az ügyintézésre vonatkozó egyes szabályok megállapításáról szóló 500/2020. (XI. 13.) Korm. rendelet módosításáról[43]
- 64/2021. (II. 12.) Korm. rendelet A veszélyhelyzet ideje alatt érvényesülő egyes egyszerűsített közjegyzői eljárási szabályokról szóló 732/2020. (XII. 31.) Korm. rendelet módosításáról[43]
- 65/2021. (II. 15.) Korm. rendelet Egyes köznevelési és szakképzési tárgyú, valamint a jelnyelvoktatói névjegyzék vezetésével összefüggő kormányrendeletek módosításáról[44]
- 66/2021. (II. 16.) Korm. rendelet A veszélyes áruk szállításának ellenőrzésével és szankcionálásával összefüggő egyes kormányrendeletek módosításáról[45]
- 67/2021. (II. 19.) Korm. rendelet A népszámlálás elhalasztásával összefüggő rendelkezésekről[46]
- 68/2021. (II. 19.) Korm. rendelet A veszélyhelyzet ideje alatt a gyógyszertáron kívül történő gyógyszerforgalmazás egyes szabályainak eltérő alkalmazásáról[46]
- 69/2021. (II. 19.) Korm. rendelet Egyes, az egészségügyi szolgálati jogviszonnyal összefüggő veszélyhelyzeti szabályokról[46]
- 70/2021. (II. 19.) Korm. rendelet Egyes, az egészségügyi szolgálati jogviszonnyal és az Országos Kórházi Főigazgatóság létrejöttével összefüggő kormányrendeletek módosításáról[46]
- 71/2021. (II. 19.) Korm. rendelet A kötelező egészségbiztosítás ellátásairól szóló 1997. évi LXXXIII. törvény végrehajtásáról szóló 217/1997. (XII. 1.) Korm. rendelet módosításáról[46]
- 72/2021. (II. 19.) Korm. rendelet Az egészségügyi dolgozók és egészségügyben dolgozók jogviszonyával kapcsolatos egyes kérdésekről szóló 530/2020. (XI. 28.) Korm. rendelet módosításáról[46]
- 73/2021. (II. 19.) Korm. rendelet A felsőoktatási minőségértékelés és -fejlesztés egyes kérdéseiről szóló 19/2012. (II. 22.) Korm. rendelet módosításáról[46]
- 74/2021. (II. 19.) Korm. rendelet A Kossuth-díj, a Széchenyi-díj adományozásának rendjéről, valamint a Magyar Köztársaság Kiváló Művésze, a Magyar Köztársaság Érdemes Művésze, a Magyar Köztársaság Babérkoszorúja díj alapításáról és adományozásáról szóló 271/2008. (XI. 18.) Korm. rendelet módosításáról[46]
- 75/2021. (II. 19.) Korm. rendelet A 2014–2020 programozási időszakban az egyes európai uniós alapokból származó támogatások felhasználásának rendjéről szóló 272/2014. (XI. 5.) Korm. rendelet módosításáról[46]
- 76/2021. (II. 19.) Korm. rendelet A Déli összekötő vasúti Duna-híd korszerűsítése és a Kelenföld–Keleti vasúti vonalszakasz fejlesztése beruházás kiemelten közérdekűvé nyilvánításáról[46]
- 77/2021. (II. 19.) Korm. rendelet A debreceni velodrom beruházással összefüggő közigazgatási hatósági ügyek nemzetgazdasági szempontból kiemelt jelentőségű üggyé nyilvánításáról és az eljáró hatóságok kijelöléséről[46]
- 78/2021. (II. 19.) Korm. rendelet A nemzetgazdaság működőképességének megőrzése céljából a nyersanyag-ellátás veszélyhelyzet időszaka alatt történő megfelelő biztosítása érdekében a bányászatról szóló 1993. évi XLVIII. törvény és kapcsolódó kormányrendeletek, valamint a termőföld védelméről szóló 2007. évi CXXIX. törvény egyes rendelkezéseinek eltérő alkalmazásáról[46]
- 79/2021. (II. 22.) Korm. rendelet Az egyes kimagasló sporteredmények állami jutalmáról szóló 200/2013. (VI. 13.) Korm. rendelet módosításáról[47]
- 80/2021. (II. 22.) Korm. rendelet A 2021. február 8. napjával kihirdetett veszélyhelyzettel összefüggő rendkívüli intézkedések hatályának meghosszabbításáról[1]
- 81/2021. (II. 23.) Korm. rendelet Egyes beruházásokkal kapcsolatos intézkedésekről[48]
- 82/2021. (II. 23.) Korm. rendelet Egyes veszélyhelyzettel összefüggő kormányrendeletek módosításáról[48]
- 83/2021. (II. 23.) Korm. rendelet Egyes beruházásokkal összefüggő közigazgatási hatósági ügyek nemzetgazdasági szempontból kiemelt jelentőségű üggyé nyilvánításáról, valamint egyes nemzetgazdasági szempontból kiemelt jelentőségű beruházásokkal összefüggő kormányrendeletek módosításáról[48]
- 84/2021. (II. 24.) Korm. rendelet A Nemzeti Oltóanyaggyár és a Nemzeti Koronavírus-Oltóanyaggyár megvalósításával és az ahhoz kapcsolódó építmények, infrastrukturális fejlesztések megvalósítására irányuló beruházás megvalósításával összefüggő közigazgatási hatósági ügyek nemzetgazdasági szempontból kiemelt jelentőségű üggyé nyilvánításáról[49]
- 85/2021. (II. 27.) Korm. rendelet A veszélyhelyzet idején alkalmazandó védelmi intézkedések második üteméről szóló 484/2020. (XI. 10.) Korm. rendelet módosításáról[50]
- 86/2021. (II. 27.) Korm. rendelet Egyes veszélyhelyzeti kormányrendeletek módosításáról[50]
- 87/2021. (II. 27.) Korm. rendelet A határellenőrzés ideiglenes visszaállításáról szóló 407/2020. (VIII. 30.) Korm. rendelet módosításáról[50]
- 88/2021. (II. 27.) Korm. rendelet A járványügyi készültségi időszak utazási korlátozásairól szóló 408/2020. (VIII. 30.) Korm. rendelet módosításáról[50]
- 89/2021. (II. 27.) Korm. rendelet A veszélyhelyzet ideje alatt a járvány elleni védekezést elősegítő egyes intézkedésekről[50]
- 90/2021. (II. 27.) Korm. rendelet Az egészségügyi szolgáltatások Egészségbiztosítási Alapból történő finanszírozásának részletes szabályairól szóló 43/1999. (III. 3.) Korm. rendelet módosításáról[50]
- 91/2021. (II. 27.) Korm. rendelet A munkaerő-kölcsönzés egészségügyi szolgáltatókra irányadó veszélyhelyzeti szabályairól[50]
- 92/2021. (II. 27.) Korm. rendelet A Kormány tagjainak feladat- és hatásköréről szóló 94/2018. (V. 22.) Korm. rendelet módosításáról[50]
- 93/2021. (II. 27.) Korm. rendelet A tömeges bevándorlás okozta válsághelyzet Magyarország egész területére történő elrendeléséről, valamint a válsághelyzet elrendelésével, fennállásával és megszüntetésével összefüggő szabályokról szóló 41/2016. (III. 9.) Korm. rendelet módosításáról[50]
- 94/2021. (II. 27.) Korm. rendelet Egyes kormányrendeleteknek az örökbefogadással összefüggő módosításáról[50]
- 95/2021. (II. 27.) Korm. rendelet A szakképzéssel és a felnőttképzéssel összefüggő egyes kormányrendeletek módosításáról[50]
- 96/2021. (II. 27.) Korm. rendelet A közterületek és az állami tulajdonban álló ingatlanok filmforgatási célú használatának részletes szabályairól szóló 302/2016. (X. 13.) Korm. rendelet módosításáról[50]
- 97/2021. (II. 27.) Korm. rendelet Az AKI Agrárközgazdasági Intézet Nonprofit Korlátolt Felelősségű Társaság alapításával összefüggő egyes kormányrendeletek módosításáról[50]
- 98/2021. (II. 27.) Korm. rendelet Az egyes gazdaságfejlesztési célú és munkahelyteremtő beruházásokkal összefüggő közigazgatási hatósági ügyek nemzetgazdasági szempontból kiemelt jelentőségű üggyé nyilvánításáról, valamint egyes nemzetgazdasági szempontból kiemelt jelentőségű üggyé nyilvánításról szóló kormányrendeletek módosításáról szóló 141/2018. (VII. 27.) Korm. rendelet módosításáról[50]
- 99/2021. (II. 27.) Korm. rendelet A 2014–2020 programozási időszakra rendelt források felhasználására vonatkozó uniós versenyjogi értelemben vett állami támogatási szabályokról szóló 255/2014. (X. 10.) Korm. rendelet módosításáról[50]
- 100/2021. (II. 27.) Korm. rendelet A foglalkoztatást elősegítő szolgáltatásokról és támogatásokról[50]
- 101/2021. (II. 27.) Korm. rendelet A foglalkoztatást elősegítő szolgáltatásokról és támogatásokról szóló Korm. rendelet hatálybalépésével összefüggő módosításokról[50]

#### Március (102–159)
- 102/2021. (III. 3.) Korm. rendelet A Budapest–Kelebia határátkelő közti 150. számú vasútvonal fejlesztésével összefüggő közigazgatási hatósági ügyek nemzetgazdasági szempontból kiemelt jelentőségű üggyé nyilvánításáról és az eljáró hatóságok, valamint a beruházás helyszínével, közvetlen környezetével érintett ingatlanok kijelöléséről[51]
- 103/2021. (III. 3.) Korm. rendelet A Magyar Nemzeti Táncegyüttes állandó játszóhelyének kialakítását célzó beruházás megvalósításával összefüggő közigazgatási hatósági ügyek nemzetgazdasági szempontból kiemelt jelentőségű üggyé és a beruházás kiemelten közérdekű beruházássá nyilvánításáról[51]
- 104/2021. (III. 5.) Korm. rendelet A védelmi intézkedések ideiglenes szigorításáról[52]
- 105/2021. (III. 5.) Korm. rendelet A veszélyhelyzet ideje alatt egyes gazdaságvédelmi intézkedésekről szóló kormányrendeletek módosításáról[53]
- 106/2021. (III. 5.) Korm. rendelet Az egészségügyi szolgálatra berendelés és az egészségügyi szolgáltatás biztosításának veszélyhelyzeti különös szabályairól[53]
- 107/2021. (III. 5.) Korm. rendelet A rezidenseknek a veszélyhelyzeti betegellátásban történő részvételével kapcsolatos egyes kérdésekről[53]
- 108/2021. (III. 5.) Korm. rendelet A koronavírus elleni védettség igazolásáról szóló 60/2021. (II. 12.) Korm. rendelet módosításáról[53]
- 109/2021. (III. 5.) Korm. rendelet A veszélyhelyzet idején alkalmazandó védelmi intézkedések második üteméről szóló 484/2020. (XI. 10.) Korm. rendelet és a honvédek jogállásáról szóló 2012. évi CCV. törvény hatálya alá tartozókra vonatkozó rendkívüli intézkedésekről szóló 548/2020. (XII. 2.) Korm. rendelet módosításáról[53]
- 110/2021. (III. 5.) Korm. rendelet A halgazdálkodási és a halvédelmi bírságról szóló 314/2014. (XII. 12.) Korm. rendelet, valamint a földművelésügyi hatósági és igazgatási feladatokat ellátó szervek kijelöléséről szóló 383/2016. (XII. 2.) Korm. rendelet módosításáról[53]
- 111/2021. (III. 6.) Korm. rendelet A védelmi intézkedések ideiglenes szigorítása idején a gyermekfelügyeletről[54]
- 112/2021. (III. 6.) Korm. rendelet A veszélyhelyzet során érvényesülő egyes eljárásjogi intézkedések újbóli bevezetéséről[54]
- 113/2021. (III. 10.) Korm. rendelet A veszélyhelyzet ideje alatt az építkezések megkönnyítését szolgáló egyes előírások megállapításáról[55]
- 114/2021. (III. 10.) Korm. rendelet Az építésügyi és építésfelügyeleti hatósági eljárásokról és ellenőrzésekről, valamint az építésügyi hatósági szolgáltatásról szóló 312/2012. (XI. 8.) Korm. rendelet és a lakóépület építésének egyszerű bejelentéséről szóló 155/2016. (VI. 13.) Korm. rendelet módosításáról[55]
- 115/2021. (III. 10.) Korm. rendelet A foglalkoztatás-felügyeleti hatóság tevékenységéről[55]
- 116/2021. (III. 10.) Korm. rendelet A foglalkoztatást elősegítő szolgáltatásokról és támogatásokról, valamint a foglalkoztatás felügyeletéről szóló törvény hatálybalépésével összefüggően a foglalkoztatás-felügyeleti hatóságot érintő módosító és hatályon kívül helyező rendelkezésekről[55]
- 117/2021. (III. 10.) Korm. rendelet A honvédelmi foglalkoztatók tekintetében a különös hatáskörű foglalkoztatás-felügyeleti hatóság kijelöléséről és a hatóság eljárására vonatkozó részletes szabályokról[55]
- 118/2021. (III. 10.) Korm. rendelet A rendvédelmi szervek személyi állománya tekintetében a foglalkoztatás-felügyeletet ellátó különös hatáskörű foglalkoztatás-felügyeleti hatóság kijelöléséről és a hatóság eljárására vonatkozó részletes szabályokról[55]
- 119/2021. (III. 10.) Korm. rendelet A Rendőrség által alkalmazott kényszerítő eszközök rendszeresítésének szakmai követelményeiről és eljárási szabályairól szóló 384/2007. (XII. 23.) Korm. rendelet módosításáról[55]
- 120/2021. (III. 10.) Korm. rendelet A Nemzeti Agrárkutatási és Innovációs Központ megszűnésével összefüggő egyes kormányrendeletek módosításáról[55]
- 121/2021. (III. 10.) Korm. rendelet Az EGT Finanszírozási Mechanizmus és a Norvég Finanszírozási Mechanizmus 2014–2021-es időszakának végrehajtási rendjéről[55]
- 122/2021. (III. 10.) Korm. rendelet A levegő védelméről szóló 306/2010. (XII. 23.) Korm. rendelet módosításáról[55]
- 123/2021. (III. 10.) Korm. rendelet A Citadella erőd és környezete megújításához és értékőrző fenntartásához szükséges beruházásokkal összefüggő közigazgatási hatósági ügyek nemzetgazdasági szempontból kiemelt jelentőségű üggyé nyilvánításáról, valamint az eljáró hatóságok kijelöléséről szóló 339/2020. (VII. 10.) Korm. rendelet módosításáról[55]
- 124/2021. (III. 12.) Korm. rendelet A hulladékgazdálkodási hatóság kijelöléséről[56]
- 125/2021. (III. 12.) Korm. rendelet Az ásványi nyersanyagok és a geotermikus energia fajlagos értékének, valamint az értékszámítás módjának meghatározásáról szóló 54/2008. (III. 20.) Korm. rendelet módosításáról[56]
- 126/2021. (III. 12.) Korm. rendelet Az Uniós fejlesztések fejezetbe tartozó fejezeti kezelésű előirányzatok felhasználásának rendjéről szóló 549/2013. (XII. 30.) Korm. rendelet módosításáról[56]
- 127/2021. (III. 13.) Korm. rendelet Az egészségügyi tevékenység végzésének veszélyhelyzeti szabályairól[57]
- 128/2021. (III. 13.) Korm. rendelet A gyermek gondozására, nevelésére tekintettel járó egyes egészségbiztosítási és családtámogatási ellátásokra való jogosultságok meghosszabbításáról[57]
- 129/2021. (III. 13.) Korm. rendelet A koronavírus-világjárvány nemzetgazdaságot érintő hatásának enyhítése érdekében szükséges egyes intézkedésekről szóló 639/2020. (XII. 22.) Korm. rendelet szerinti intézkedés uniós jogi állami támogatási szabályokkal való összeegyeztethetőségéről szóló 640/2020. (XII. 22.) Korm. rendelet módosításáról[57]
- 130/2021. (III. 17.) Korm. rendelet A Záhony közúti határátkelőhely fejlesztését célzó beruházással összefüggő közigazgatási hatósági ügyek nemzetgazdasági szempontból kiemelt jelentőségű üggyé nyilvánításáról, valamint a beruházás kiemelten közérdekű beruházássá nyilvánításáról[58]
- 131/2021. (III. 18.) Korm. rendelet A biztonságos veszélyhelyzeti gyógyszerellátáshoz szükséges egyes intézkedésekről szóló 488/2020. (XI. 11.) Korm. rendelet módosításáról[59]
- 132/2021. (III. 18.) Korm. rendelet A veszélyhelyzet idején alkalmazandó további védelmi intézkedésekről szóló 479/2020. (XI. 3.) Korm. rendelet módosításáról[59]
- 133/2021. (III. 19.) Korm. rendelet A védelmi intézkedések egy héttel történő meghosszabbításáról[60]
- 134/2021. (III. 19.) Korm. rendelet Az egyes beruházásokkal összefüggő közigazgatási hatósági ügyek nemzetgazdasági szempontból kiemelt jelentőségű üggyé nyilvánításáról, valamint egyes nemzetgazdasági szempontból kiemelt jelentőségű beruházásokkal összefüggő kormányrendeletek módosításáról szóló 83/2021. (II. 23.) Korm. rendelet módosításáról[60]
- 135/2021. (III. 22.) Korm. rendelet A kulturális örökség védelmével kapcsolatos szabályokról szóló 68/2018. (IV. 9.) Korm. rendelet módosításáról[61]
- 136/2021. (III. 22.) Korm. rendelet Az egyes gazdaságfejlesztési célú és munkahelyteremtő beruházásokkal összefüggő közigazgatási hatósági ügyek nemzetgazdasági szempontból kiemelt jelentőségű üggyé nyilvánításáról, valamint egyes nemzetgazdasági szempontból kiemelt jelentőségű üggyé nyilvánításról szóló kormányrendeletek módosításáról szóló 141/2018. (VII. 27.) Korm. rendelet módosításáról[61]
- 137/2021. (III. 23.) Korm. rendelet Egyes, az egészségügyi szolgáltatók irányításával összefüggő veszélyhelyzeti szabályokról és a honvédelemért felelős miniszter irányítása alá tartozó egészségügyi szolgáltató, valamint az ennek irányítása alá tartozó egyéb egészségügyi szolgáltató irányításának veszélyhelyzeti rendjéről szóló 691/2020. (XII. 29.) Korm. rendelet módosításáról[62]
- 138/2021. (III. 23.) Korm. rendelet A veszélyhelyzet ideje alatt a digitális oktatással érintett családokat segítő intézkedésekről szóló 501/2020. (XI. 14.) Korm. rendelet módosításáról[62]
- 139/2021. (III. 23.) Korm. rendelet A 2014–2020 programozási időszakban az egyes európai uniós alapokból származó támogatások felhasználásának rendjéről szóló 272/2014. (XI. 5.) Korm. rendelet és az európai uniós forrásból finanszírozott egyes projektek költségnövekménye támogathatóságáról szóló 17/2017. (II. 1.) Korm. rendelet módosításáról[63]
- 140/2021. (III. 24.) Korm. rendelet Egyes kulturális finanszírozási szabályok veszélyhelyzet ideje alatti eltérő alkalmazásáról[64]
- 141/2021. (III. 24.) Korm. rendelet A társadalombiztosítási nyugellátásról szóló 1997. évi LXXXI. törvény végrehajtásáról szóló 168/1997. (X. 6.) Korm. rendelet módosításáról[64]
- 142/2021. (III. 24.) Korm. rendelet A 2014–2020 programozási időszakban az egyes európai uniós alapokból származó támogatások felhasználásának rendjéről szóló 272/2014. (XI. 5.) Korm. rendelet, valamint a 2014–2020 közötti programozási időszakban a Belső Biztonsági Alapból és a Menekültügyi, Migrációs és Integrációs Alapból származó támogatások felhasználásáról szóló 135/2015. (VI. 2.) Korm. rendelet módosításáról[64]
- 143/2021. (III. 27.) Korm. rendelet A védelmi intézkedések meghosszabbításáról[65]
- 144/2021. (III. 27.) Korm. rendelet A védelmi intézkedések lépcsőzetes feloldásának első fokozatáról[65]
- 145/2021. (III. 27.) Korm. rendelet A köznevelési intézményekben és a szakképző intézményekben rendes oktatásra történő visszatérésről és óvodákban elrendelt rendkívüli szünet megszüntetésről[65]
- 146/2021. (III. 27.) Korm. rendelet A veszélyhelyzet idején alkalmazandó további védelmi intézkedésekről szóló 479/2020. (XI. 3.) Korm. rendeletnek a köznevelési intézményekben, a szakképző intézményekben és a bölcsődei ellátásban foglalkoztatottak koronavírus elleni védőoltásával kapcsolatos módosításáról[66]
- 147/2021. (III. 27.) Korm. rendelet A veszélyhelyzet ideje alatt egyes gazdaságvédelmi intézkedésekről szóló kormányrendeletek módosításáról[66]
- 148/2021. (III. 27.) Korm. rendelet A folyamatos belföldi gyógyszer-, gyógyászatisegédeszköz- és orvostechnikaieszköz-ellátás [66]
- 149/2021. (III. 27.) Korm. rendelet A szabadság kiadásának egyes jogviszonyokban alkalmazandó veszélyhelyzeti szabályairól[66]
- 150/2021. (III. 27.) Korm. rendelet A Széchenyi Pihenő Kártya felhasználásának veszélyhelyzettel kapcsolatos különös szabályainak újbóli bevezetéséről[66]
- 151/2021. (III. 27.) Korm. rendelet A veszélyhelyzetre tekintettel a köznevelési intézményeket érintő egyes fenntartói döntésekhez kapcsolódó véleményezési eljárások 2021. évi rendkívüli szabályairól[66]
- 152/2021. (III. 27.) Korm. rendelet A honvédelmi alkalmazottak jogállásáról szóló 2018. évi CXIV. törvény hatálya alá tartozókra vonatkozó rendkívüli intézkedésekről[66]
- 153/2021. (III. 27.) Korm. rendelet A Magyar Agrár-, Élelmiszergazdasági és Vidékfejlesztési Kamara egyes eljárásainak a veszélyhelyzet ideje alatti sajátos szabályairól[66]
- 154/2021. (III. 27.) Korm. rendelet A Pénzügyi Békéltető Testület eljárása során a veszélyhelyzet idején érvényesülő egyes eljárásjogi intézkedések újbóli bevezetéséről[66]
- 155/2021. (III. 27.) Korm. rendelet A veszélyhelyzet során a személy- és vagyonegyesítő szervezetek működésére vonatkozó eltérő rendelkezések újbóli bevezetéséről szóló 502/2020. (XI. 16.) Korm. rendelet, valamint a gyermek gondozására, nevelésére tekintettel járó egyes egészségbiztosítási és családtámogatási ellátásokra való jogosultságok meghosszabbításáról szóló 128/2021. (III. 13.) Korm. rendelet módosításáról[65]
- 156/2021. (III. 29.) Korm. rendelet Egyes kormányrendeleteknek a hallgatói és képzési hitelekkel összefüggő módosításáról[67]
- 157/2021. (III. 29.) Korm. rendelet A központi kórházi integrált gazdálkodási rendszerrel kapcsolatos egyes szabályokról szóló 588/2020. (XII. 17.) Korm. rendelet módosításáról[67]
- 158/2021. (III. 31.) Korm. rendelet A körforgásos gazdaságra történő átállás érdekében egyes kormányrendeletek módosításáról[68]
- 159/2021. (III. 31.) Korm. rendelet A Kormányzati Személyügyi Döntéstámogató Rendszerről szóló 2020. évi CLXII. törvény végrehajtásáról szóló 673/2020. (XII. 28.) Korm. rendelet módosításáról[68]

#### Április (160–218)
- 160/2021. (IV. 1.) Korm. rendelet A veszélyhelyzet során érvényesülő egyes eljárásjogi intézkedések újbóli bevezetéséről szóló 112/2021. (III. 6.) Korm. rendelet módosításáról, valamint a Pénzügyi Békéltető Testület eljárása során a veszélyhelyzet idején érvényesülő egyes eljárásjogi intézkedések újbóli bevezetéséről szóló 154/2021. (III. 27.) Korm. rendelet módosításáról[69]
- 161/2021. (IV. 2.) Korm. rendelet egyes államháztartási szabályok veszélyhelyzet ideje alatti eltérő alkalmazásáról, valamint az egyes államháztartási szabályok veszélyhelyzet ideje alatti eltérő alkalmazásáról szóló 709/2020. (XII. 30.) Korm. rendelet módosításáról[70]
- 162/2021. (IV. 2.) Korm. rendelet az egyes beruházásokkal összefüggő közigazgatási hatósági ügyek nemzetgazdasági szempontból kiemelt jelentőségű üggyé nyilvánításáról, valamint egyes nemzetgazdasági szempontból kiemelt jelentőségű beruházásokkal összefüggő kormányrendeletek módosításáról szóló 83/2021. (II. 23.) Korm. rendelet módosításáról[70]
- 163/2021. (IV. 6.) Korm. rendelet A Magyar Államkincstárról szóló 310/2017. (X. 31.) Korm. rendelet módosításáról[71]
- 164/2021. (IV. 7.) Korm. rendelet A villamosmű, termelői vezeték, magánvezeték és a közvetlen vezeték építésére adott engedélyre vonatkozó veszélyhelyzeti szabályokról[72]
- 165/2021. (IV. 7.) Korm. rendelet A médiaszolgáltatásokról és a tömegkommunikációról szóló 2010. évi CLXXXV. törvény médiaszolgáltatási díjfizetési kötelezettségre vonatkozó szabályainak a veszélyhelyzet során történő eltérő alkalmazásáról[72]
- 166/2021. (IV. 7.) Korm. rendelet A védelmi intézkedések meghosszabbításáról[72]
- 167/2021. (IV. 9.) Korm. rendelet A veszélyhelyzet során az érettségi vizsgák 2021. május−júniusi vizsgaidőszakban történő megszervezéséről, valamint egyes köznevelést érintő eltérő szabályokról[73]
- 168/2021. (IV. 9.) Korm. rendelet A Magyarország Kormánya és az Ománi Szultánság Kormánya között a felsőoktatás területén megkötött Együttműködési Megállapodás kihirdetéséről[73]
- 169/2021. (IV. 9.) Korm. rendelet A Stratégiai Légiszállítási Képességről szóló többoldalú Egyetértési Megállapodás második módosításáról szóló Megállapodás kihirdetéséről[73]
- 170/2021. (IV. 9.) Korm. rendelet A minimális vagyonvédelmi szolgáltatási rezsióradíj 2021. évi mértékéről[73]
- 171/2021. (IV. 9.) Korm. rendelet A Felsőbbfokú Tanulmányok Intézete létrehozásáról szóló 311/2015. (X. 28.) Korm. rendelet módosításáról[73]
- 172/2021. (IV. 9.) Korm. rendelet A barlangok nyilvántartásáról szóló 392/2017. (XII. 13.) Korm. rendelet módosításáról[73]
- 173/2021. (IV. 9.) Korm. rendelet Egyes sportcélú beruházásokat érintő kormányrendeletek módosításáról[73]
- 174/2021. (IV. 9.) Korm. rendelet Egyes gazdaságfejlesztési célú és munkahelyteremtő beruházásokkal összefüggő közigazgatási hatósági ügyek nemzetgazdasági szempontból kiemelt jelentőségű üggyé nyilvánításáról szóló kormányrendeletek módosításáról[73]
- 175/2021. (IV. 15.) Korm. rendelet A védelmi intézkedések lépcsőzetes feloldásának második fokozatára tekintettel a veszélyhelyzet idején alkalmazandó védelmi intézkedéseket szabályozó kormányrendeletek módosításáról[74]
- 176/2021. (IV. 15.) Korm. rendelet Egyes veszélyhelyzeti intézkedésekről[74]
- 177/2021. (IV. 15.) Korm. rendelet A köznevelési intézményekben, a szakképző intézményekben, valamint a felnőttképzésben a rendes oktatásra történő visszatérésről és az óvodákban elrendelt rendkívüli szünet megszüntetéséről[74]
- 178/2021. (IV. 15.) Korm. rendelet A Széchenyi Pihenő Kártya kibocsátásának és felhasználásának szabályairól szóló 76/2018. (IV. 20.) Korm. rendelet módosításáról[74]
- 179/2021. (IV. 16.) Korm. rendelet A veszélyhelyzet során a vállalkozások reorganizációjáról[75]
- 180/2021. (IV. 16.) Korm. rendelet A csődeljárásról és a felszámolási eljárásról szóló 1991. évi XLIX. törvény, valamint a cégnyilvánosságról, a bírósági cégeljárásról és a végelszámolásról szóló 2006. évi V. törvény egyes rendelkezéseinek eltérő alkalmazásáról[75]
- 181/2021. (IV. 16.) Korm. rendelet A veszélyhelyzet során a felszámolási eljárásban történő vagyonértékesítés eltérő szabályairól[75]
- 182/2021. (IV. 16.) Korm. rendelet A veszélyhelyzet során érvényesülő egyes eljárásjogi intézkedések újbóli bevezetéséről szóló 112/2021. (III. 6.) Korm. rendelet módosításáról[75]
- 183/2021. (IV. 16.) Korm. rendelet A családok otthonteremtésével összefüggő egyes kormányrendeletek módosításáról[75]
- 184/2021. (IV. 16.) Korm. rendelet Az egyes beruházásokkal összefüggő közigazgatási hatósági ügyek nemzetgazdasági szempontból kiemelt jelentőségű üggyé nyilvánításáról, valamint egyes nemzetgazdasági szempontból kiemelt jelentőségű beruházásokkal összefüggő kormányrendeletek módosításáról szóló 83/2021. (II. 23.) Korm. rendelet módosításáról[75]
- 185/2021. (IV. 21.) Korm. rendelet Az egyes egészségügyi dolgozók és egészségügyben dolgozók illetmény- vagy bérnövelésének, valamint az ahhoz kapcsolódó támogatás igénybevételének részletes szabályairól szóló 256/2013. (VII. 5.) Korm. rendelet módosításáról[76]
- 186/2021. (IV. 21.) Korm. rendelet Az egyes, az egészségügyi katonák és az egészségügyi honvédelmi alkalmazottak jogállására vonatkozó veszélyhelyzeti szabályokról szóló 601/2020. (XII. 18.) Korm. rendelet és a honvédelemért felelős miniszter irányítása alá tartozó egészségügyi szolgáltató, valamint az ennek irányítása alá tartozó egyéb egészségügyi szolgáltató irányításának veszélyhelyzeti rendjéről szóló 691/2020. (XII. 29.) Korm. rendelet módosításáról[76]
- 187/2021. (IV. 21.) Korm. rendelet A rendvédelmi feladatokat ellátó szerveknél működő egészségügyi szolgáltatóknál foglalkoztatottakra vonatkozó veszélyhelyzeti szabályokról szóló 644/2020. (XII. 22.) Korm. rendelet módosításáról[76]
- 188/2021. (IV. 21.) Korm. rendelet A magyarországi székhelyű gazdasági társaságok gazdasági célú védelméhez szükséges tevékenységi körök meghatározásáról szóló 289/2020. (VI. 17.) Korm. rendelet módosításáról[76]
- 189/2021. (IV. 21.) Korm. rendelet Az élet- és vagyonbiztonságot veszélyeztető tömeges megbetegedést okozó humánjárvány megelőzése, illetve következményeinek elhárítása érdekében a magyarországi székhelyű gazdasági társaságok gazdasági célú védelméhez szükséges intézkedések veszélyhelyzetben történő eltérő alkalmazásáról[76]
- 190/2021. (IV. 21.) Korm. rendelet Az országos településrendezési és építési követelményekről szóló 253/1997. (XII. 20.) Korm. rendelet módosításáról[76]
- 191/2021. (IV. 23.) Korm. rendelet A kijárási tilalom kezdetének este 11 órára történő módosításáról[77]
- 192/2021. (IV. 23.) Korm. rendelet Az állami vagyonnal való gazdálkodásról szóló 254/2007. (X. 4.) Korm. rendelet módosításáról[78]
- 193/2021. (IV. 23.) Korm. rendelet Az egyes gazdaságfejlesztési célú és munkahelyteremtő beruházásokkal összefüggő közigazgatási hatósági ügyek nemzetgazdasági szempontból kiemelt jelentőségű üggyé nyilvánításáról, valamint egyes nemzetgazdasági szempontból kiemelt jelentőségű üggyé nyilvánításról szóló kormányrendeletek módosításáról szóló 141/2018. (VII. 27.) Korm. rendelet módosításáról[78]
- 194/2021. (IV. 26.) Korm. rendelet A védelmi intézkedések lépcsőzetes feloldásának harmadik fokozatára tekintettel a veszélyhelyzet idején alkalmazandó védelmi intézkedéseket szabályozó kormányrendeletek módosításáról[79]
- 195/2021. (IV. 26.) Korm. rendelet A Pázmány Péter Katolikus Egyetem oktatási célú ingatlanjainak bővítését és fejlesztését célzó beruházással összefüggő közigazgatási hatósági ügyek nemzetgazdasági szempontból kiemelt jelentőségű üggyé és a beruházás kiemelten közérdekű beruházássá nyilvánításáról[80]
- 196/2021. (IV. 28.) Korm. rendelet A Magyarország gazdasági stabilitásáról szóló törvény egyes szabályainak veszélyhelyzet ideje alatti eltérő alkalmazásáról[81]
- 197/2021. (IV. 28.) Korm. rendelet A veszélyhelyzet ideje alatt a felsőoktatási intézményben a félév és a tanév időtartamának meghosszabbításáról[81]
- 198/2021. (IV. 28.) Korm. rendelet A veszélyhelyzet ideje alatt egy részszakma megszerzésére irányuló eltérő szabályokról[81]
- 199/2021. (IV. 28.) Korm. rendelet A veszélyhelyzet idején az okmányokra, továbbá az ügyintézésre vonatkozó egyes szabályok megállapításáról szóló 500/2020. (XI. 13.) Korm. rendelet módosításáról[81]
- 200/2021. (IV. 28.) Korm. rendelet A mezőgazdasági vagy erdészeti szakirányú képzettségekről szóló 504/2013. (XII. 29.) Korm. rendelet módosításáról[81]
- 201/2021. (IV. 28.) Korm. rendelet Az egyes közlekedésfejlesztési projektekkel összefüggő közigazgatási hatósági ügyek nemzetgazdasági szempontból kiemelt jelentőségű üggyé nyilvánításáról és az eljáró hatóságok kijelöléséről szóló 345/2012. (XII. 6.) Korm. rendelet módosításáról[81]
- 202/2021. (IV. 29.) Korm. rendelet A védelmi intézkedések lépcsőzetes feloldásának harmadik fokozata kapcsán a sportrendezvényekre vonatkozó egyes szabályokról[82]
- 203/2021. (IV. 29.) Korm. rendelet A koronavírus ellen védett személyek utazásával kapcsolatos rendelkezésekről[83]
- 204/2021. (IV. 29.) Korm. rendelet A veszélyhelyzet ideje alatt egyes gazdaságvédelmi intézkedésekről szóló kormányrendeletek módosításáról[83]
- 205/2021. (IV. 29.) Korm. rendelet Az egyes kormányrendeleteknek a Gyermekeink védelmében elnevezésű informatikai rendszer továbbfejlesztésével összefüggő módosításáról[83]
- 206/2021. (IV. 29.) Korm. rendelet A Nemzeti Köznevelési Infrastruktúra Fejlesztési Program II. ütemében megvalósuló iskolafejlesztésekkel összefüggő közigazgatási hatósági ügyek nemzetgazdasági szempontból kiemelt jelentőségű üggyé nyilvánításáról szóló 3/2018. (II. 1.) Korm. rendelet módosításáról[83]
- 207/2021. (IV. 29.) Korm. rendelet A 20142020 programozási időszakban az egyes európai uniós alapokból származó támogatások felhasználásának rendjéről szóló 272/2014. (XI. 5.) Korm. rendelet módosításáról[83]
- 208/2021. (IV. 29.) Korm. rendelet Egyes kormányrendeleteknek a távvezeték beruházás engedélyezésével összefüggő módosításáról[83]
- 209/2021. (IV. 29.) Korm. rendelet A környezeti zaj értékeléséről és kezeléséről szóló 280/2004. (X. 20.) Korm. rendelet módosításáról[83]
- 210/2021. (IV. 29.) Korm. rendelet Az egyes közlekedésfejlesztési projektekkel összefüggő közigazgatási hatósági ügyek nemzetgazdasági szempontból kiemelt jelentőségű üggyé nyilvánításáról és az eljáró hatóságok kijelöléséről szóló 345/2012. (XII. 6.) Korm. rendelet módosításáról[83]
- 211/2021. (IV. 29.) Korm. rendelet Egyes gazdaságfejlesztési célú és munkahelyteremtő beruházásokkal összefüggő közigazgatási hatósági ügyek nemzetgazdasági szempontból kiemelt jelentőségű üggyé nyilvánításáról, valamint egyes nemzetgazdasági szempontból kiemelt jelentőségű üggyé nyilvánításról szóló kormányrendeletek módosításáról szóló 141/2018. (VII. 27.) Korm. rendelet módosításáról[83]
- 212/2021. (IV. 29.) Korm. rendelet Az egyes beruházásokkal összefüggő közigazgatási hatósági ügyek nemzetgazdasági szempontból kiemelt jelentőségű üggyé nyilvánításáról, valamint egyes nemzetgazdasági szempontból kiemelt jelentőségű beruházásokkal összefüggő kormányrendeletek módosításáról szóló 83/2021. (II. 23.) Korm. rendelet módosításáról[83]
- 213/2021. (IV. 29.) Korm. rendelet A TrezEx TreasuryExpress C.L. Hungária Pénz- és Értékszállítási, Kezelési és Biztonsági Zrt. részvényei 100%-ának a CRITERION Készpénzlogisztikai Korlátolt Felelősségű Társaság általi megszerzése nemzetstratégiai jelentőségűnek minősítéséről[83]
- 214/2021. (IV. 30.) Korm. rendelet A veszélyhelyzet ideje alatt alkalmazandó horgászatra vonatkozó speciális szabályokról[84]
- 215/2021. (IV. 30.) Korm. rendelet A veszélyhelyzet idején alkalmazandó védelmi intézkedések második üteméről szóló 484/2020. (XI. 10.) Korm. rendelet, valamint a védelmi intézkedések ideiglenes szigorításáról szóló 104/2021. (III. 5.) Korm. rendelet módosításáról[84]
- 216/2021. (IV. 30.) Korm. rendelet A veszélyhelyzet ideje alatt a bírósági és ügyészségi szervezeti és jogállási törvények egyes rendelkezéseinek eltérő alkalmazásáról szóló 531/2020. (XI. 28.) Korm. rendelet módosításáról[84]
- 217/2021. (IV. 30.) Korm. rendelet A doktori értekezés benyújtására előírt határidőnek a veszélyhelyzet idején történő meghosszabbításáról[84]
- 218/2021. (IV. 30.) Korm. rendelet A kereskedelmi tevékenységek végzésének feltételeiről szóló 210/2009. (IX. 29.) Korm. rendelet módosításáról[84]

#### Május (218−298)
- 219/2021. (V. 1.) Korm. rendelet A járványügyi készültségi időszak utazási korlátozásairól szóló 408/2020. (VIII. 30.) Korm. rendelet módosításáról[85]
- 220/2021. (V. 1.) Korm. rendelet A védettségi igazolással való visszaélés elleni fellépésről[85]
- 221/2021. (V. 3.) Korm. rendelet A veszélyhelyzet idején alkalmazandó további védelmi intézkedésekről szóló 479/2020. (XI. 3.) Korm. rendelet módosításáról[86]
- 222/2021. (V. 3.) Korm. rendelet Az egészségügyi szolgáltatások veszélyhelyzeti igénybevételével kapcsolatos egyes szabályokról és a koronavírus elleni védettség igazolásáról szóló 60/2021. (II. 12.) Korm. rendelet módosításáról[86]
- 223/2021. (V. 3.) Korm. rendelet Az evezős sportág támogatása érdekében szükséges intézkedésekről[86]
- 224/2021. (V. 4.) Korm. rendelet A településrendezési és az építészeti-műszaki tervtanácsokról szóló 252/2006. (XII. 7.) Korm. rendelet módosításáról[87]
- 225/2021. (V. 4.) Korm. rendelet Az állami tulajdonban levő ÉMI Nonprofit Kft. állami építési beruházásokkal kapcsolatos egyes műszaki szolgáltatási feladatok elvégzésére vonatkozó kijelöléséről szóló 51/2016. (III. 17.) Korm. rendelet módosításáról[87]
- 226/2021. (V. 4.) Korm. rendelet A Gazdaság-újraindítási Akcióterv keretében a kistelepülési üzletek támogatásáról szóló 62/2021. (II. 12.) Korm. rendelet módosításáról[87]
- 227/2021. (V. 4.) Korm. rendelet A sportinfrastruktúra-fejlesztések megvalósításával összefüggő közigazgatási hatósági ügyek nemzetgazdasági szempontból kiemelt jelentőségű üggyé nyilvánításáról szóló 65/2019. (III. 27.) Korm. rendelet módosításáról[87]
- 228/2021. (V. 4.) Korm. rendelet A Magyarország Kormánya és az Iraki Köztársaság Kormánya közötti gazdasági, kereskedelmi, tudományos és műszaki együttműködésről szóló Megállapodás kihirdetéséről[87]
- 229/2021. (V. 5.) Korm. rendelet Az ingatlanok árverezésére és kiürítésére a veszélyhelyzet ideje alatt alkalmazandó eltérő intézkedésekről[88]
- 230/2021. (V. 5.) Korm. rendelet Az egyes beruházásokkal összefüggő közigazgatási hatósági ügyek nemzetgazdasági szempontból kiemelt jelentőségű üggyé nyilvánításáról, valamint egyes nemzetgazdasági szempontból kiemelt jelentőségű beruházásokkal összefüggő kormányrendeletek módosításáról szóló 83/2021. (II. 23.) Korm. rendelet módosításáról[88]
- 231/2021. (V. 6.) Korm. rendelet Az Eredetmegjelölések Oltalmára és Nemzetközi Lajstromozására Vonatkozó Lisszaboni Megállapodáshoz, továbbá a Lisszaboni Megállapodás Eredetmegjelölésekről és Földrajzi Jelzésekről Szóló Genfi Szövegéhez Kapcsolódó Közös Végrehajtási Szabályzat kihirdetéséről[5]
- 232/2021. (V. 6.) Korm. rendelet A kábítószerekkel és pszichotróp anyagokkal, valamint az új pszichoaktív anyagokkal végezhető tevékenységekről, valamint ezen anyagok jegyzékre vételéről és jegyzékeinek módosításáról szóló 66/2012. (IV. 2.) Korm. rendelet módosításáról[5]
- 233/2021. (V. 6.) Korm. rendelet A védelmi intézkedések lépcsőzetes feloldásának negyedik fokozatára tekintettel a veszélyhelyzet idején alkalmazandó védelmi intézkedéseket szabályozó kormányrendeletek módosításáról[89]
- 234/2021. (V. 6.) Korm. rendelet A veszélyhelyzet idején alkalmazandó védelmi intézkedések második üteméről szóló 484/2020. (XI. 10.) Korm. rendelet módosításáról[89]
- 235/2021. (V. 6.) Korm. rendelet A Magyar Export-Import Bank Zártkörűen Működő Részvénytársaság és a Magyar Exporthitel Biztosító Zártkörűen működő Részvénytársaság működésével összefüggő egyes kormányrendeletek módosításáról[89]
- 236/2021. (V. 6.) Korm. rendelet A felsőoktatásban részt vevő hallgatók juttatásairól és az általuk fizetendő egyes térítésekről szóló 51/2007. (III. 26.) Korm. rendelet és a nemzeti felsőoktatási kiválóságról szóló 24/2013. (II. 5.) Korm. rendelet módosításáról[89]
- 237/2021. (V. 6.) Korm. rendelet A Nemzeti Tehetség Program finanszírozásáról szóló 104/2015. (IV. 23.) Korm. rendelet módosításáról[89]
- 238/2021. (V. 6.) Korm. rendelet A tartós külszolgálathoz kapcsolódó felkészítésről szóló 238/2017. (VIII. 18.) Korm. rendelet módosításáról[89]
- 239/2021. (V. 6.) Korm. rendelet A Modern Települések Fejlesztéséért felelős kormánybiztos irányítási jogköréről szóló 102/2018. (VI. 11.) Korm. rendelet módosításáról[89]
- 240/2021. (V. 6.) Korm. rendelet Az egyes gazdaságfejlesztési célú és munkahelyteremtő beruházásokkal összefüggő közigazgatási hatósági ügyek nemzetgazdasági szempontból kiemelt jelentőségű üggyé nyilvánításáról, valamint egyes nemzetgazdasági szempontból kiemelt jelentőségű üggyé nyilvánításról szóló kormányrendeletek módosításáról szóló 141/2018. (VII. 27.) Korm. rendelet módosításáról[89]
- 241/2021. (V. 12.) Korm. rendelet A főépítészi tevékenységről szóló 190/2009. (IX. 15.) Korm. rendelet módosításáról[90]
- 242/2021. (V. 12.) Korm. rendelet A Nemzeti Biztonsági Felügyelet működésének, valamint a minősített adat kezelésének rendjéről szóló 90/2010. (III. 26.) Korm. rendelet módosításáról[90]
- 243/2021. (V. 12.) Korm. rendelet Az Európa Kulturális Fővárosa 2023 programsorozathoz kapcsolódó, az Európa Kulturális Fővárosa 2023 cím viselésével összefüggésben, az Európa Kulturális Fővárosa 2023 programsorozat megrendezéséhez szükséges létesítményfejlesztésekkel összefüggő közigazgatási hatósági ügyek nemzetgazdasági szempontból kiemelt jelentőségű üggyé nyilvánításáról, valamint további sajátos szabályok megállapításáról szóló 654/2020. (XII. 23.) Korm. rendelet módosításáról[90]
- 244/2021. (V. 12.) Korm. rendelet A Népliget jelenleg is sportolásra hasznosított területének, valamint a Ferencvárosi Torna Club létesítményeinek fejlesztésére irányuló beruházások megvalósításával kapcsolatos egyes feladatok ellátásáról[90]
- 245/2021. (V. 13.) Korm. rendelet A sportfegyelmi felelősségről szóló 39/2004. (III. 12.) Korm. rendelet módosításáról[91] (Hatályos: 2021. V. 17 - 2021. V. 17.!!![92]
- 246/2021. (V. 13.) Korm. rendelet A közúti közlekedési igazgatási feladatokról, a közúti közlekedési okmányok kiadásáról és visszavonásáról szóló 326/2011. (XII. 28.) Korm. rendelet, valamint a fogyasztó és a vállalkozás közötti szerződések részletes szabályairól szóló 45/2014. (II. 26.) Korm. rendelet módosításáról[91]
- 247/2021. (V. 14.) Korm. rendelet A koronavírus elleni védettség igazolásával kapcsolatos egyes kormányrendeletek módosításáról[93]
- 248/2021. (V. 14.) Korm. rendelet A veszélyhelyzet során a személy- és vagyonegyesítő szervezetek működésére vonatkozó eltérő rendelkezések újbóli bevezetéséről szóló 502/2020. (XI. 16.) Korm. rendelet módosításáról[93]
- 249/2021. (V. 14.) Korm. rendelet A veszélyhelyzet idején alkalmazandó további védelmi intézkedésekről szóló 479/2020. (XI. 3.) Korm. rendelet módosításáról[93]
- 250/2021. (V. 17.) Korm. rendelet A 2021. évi ballagási rendezvények megtartásának feltételeiről[94]
- 251/2021. (V. 17.) Korm. rendelet A veszélyhelyzet során az érettségi vizsgák 2021. május−júniusi vizsgaidőszakban történő megszervezéséről, valamint egyes köznevelést érintő eltérő szabályokról szóló 167/2021. (IV. 9.) Korm. rendelet módosításáról[94]
- 252/2021. (V. 17.) Korm. rendelet A veszélyhelyzet idején alkalmazandó védelmi intézkedések második üteméről szóló 484/2020. (XI. 10.) Korm. rendelet módosításáról[94]
- 253/2021. (V. 17.) Korm. rendelet A látvány-csapatsport támogatását biztosító támogatási igazolás kiállításáról, felhasználásáról, a támogatás elszámolásának és ellenőrzésének, valamint visszafizetésének szabályairól szóló 107/2011. (VI. 30.) Korm. rendelet módosításáról[94]
- 254/2021. (V. 18.) Korm. rendelet A nyugellátások és egyes más ellátások 2021. június havi kiegészítő emeléséről[95]
- 255/2021. (V. 18.) Korm. rendelet Az erdővédelmi bírság mértékéről és kiszámításának módjáról[95]
- 256/2021. (V. 18.) Korm. rendelet A 2021−2027 programozási időszakban az egyes európai uniós alapokból származó támogatások felhasználásának rendjéről[95]
- 257/2021. (V. 19.) Korm. rendelet A társadalombiztosítási nyugellátásról szóló 1997. évi LXXXI. törvény végrehajtásáról szóló 168/1997. (X. 6.) Korm. rendeletnek az egyszülős családok életkörülményeinek javítása érdekében történő módosításáról[96]
- 258/2021. (V. 20.) Korm. rendelet A 2021−2027 programozási időszakra rendelt források felhasználására vonatkozó uniós versenyjogi értelemben vett állami támogatási szabályokról
- 259/2021. (V. 20.) Korm. rendelet A közbiztonság erősítése érdekében egyes kormányrendeletek módosításáról[97]
- 260/2021. (V. 20.) Korm. rendelet Az egészségügyi felsőfokú szakirányú szakképzési rendszerről, a Rezidens Támogatási Program ösztöndíjairól, valamint a fiatal szakorvosok támogatásáról szóló 162/2015. (VI. 30.) Korm. rendelet módosításáról[97]
- 261/2021. (V. 20.) Korm. rendelet Az egyes beruházásokkal összefüggő közigazgatási hatósági ügyek nemzetgazdasági szempontból kiemelt jelentőségű üggyé nyilvánításáról, valamint egyes nemzetgazdasági szempontból kiemelt jelentőségű beruházásokkal összefüggő kormányrendeletek módosításáról szóló 83/2021. (II. 23.) Korm. rendelet módosításáról[97]
- 262/2021. (V. 20.) Korm. rendelet A Dél-budai Centrumkórház létesítésével összefüggő közigazgatási hatósági ügyek nemzetgazdasági szempontból kiemelt jelentőségű üggyé és a beruházás kiemelten közérdekűvé nyilvánításáról[97]
- 263/2021. (V. 20.) Korm. rendelet A történelmi emlékhelyekről szóló 303/2011. (XII. 23.) Korm. rendelet módosításáról[97]
- 264/2021. (V. 21.) Korm. rendelet A védelmi intézkedések lépcsőzetes feloldásának ötödik fokozatára tekintettel a veszélyhelyzet idején alkalmazandó védelmi intézkedéseket szabályozó kormányrendeletek módosításáról[7]
- 265/2021. (V. 21.) Korm. rendelet A határellenőrzés ideiglenes visszaállításáról szóló 407/2020. (VIII. 30.) Korm. rendelet módosításáról[7]
- 266/2021. (V. 21.) Korm. rendelet Egyes kormányrendeleteknek a védőoltást igazoló applikáció veszélyhelyzet idején történő használatával összefüggő módosításáról[7]
- 267/2021. (V. 21.) Korm. rendelet A koronavírus elleni védettség igazolásáról szóló 60/2021. (II. 12.) Korm. rendelet módosításáról[7]
- 268/2021. (V. 21.) Korm. rendelet A veszélyhelyzet ideje alatt alkalmazandó egyes belügyi és közigazgatási tárgyú szabályokról, valamint a veszélyhelyzettel összefüggő egyes intézkedésekről szóló 570/2020. (XII. 9.) Korm. rendelet módosításáról[7]
- 269/2021. (V. 21.) Korm. rendelet A veszélyhelyzet idején alkalmazandó további védelmi intézkedésekről szóló 479/2020. (XI. 3.) Korm. rendelet módosításáról[7]
- 270/2021. (V. 21.) Korm. rendelet A járványügyi készültségi időszak utazási korlátozásairól szóló 408/2020. (VIII. 30.) Korm. rendelet módosításáról[7]
- 271/2021. (V. 21.) Korm. rendelet A 2021. február 8. napjával kihirdetett veszélyhelyzettel összefüggő rendkívüli intézkedések hatályának újbóli meghosszabbításáról[7]
- 272/2021. (V. 21.) Korm. rendelet A Nemzeti Adó- és Vámhivatal szerveinek hatásköréről és illetékességéről szóló 485/2015. (XII. 29.) Korm. rendelet módosításáról[7]
- 273/2021. (V. 22.) Korm. rendelet A járványügyi készültségi időszak utazási korlátozásairól szóló 408/2020. (VIII. 30.) Korm. rendelet módosításáról[98]
- 274/2021. (V. 26.) Korm. rendelet A járványügyi készültségi időszak utazási korlátozásairól szóló 408/2020. (VIII. 30.) Korm. rendelet, valamint a veszélyhelyzet ideje alatt alkalmazandó egyes belügyi és közigazgatási tárgyú szabályokról, valamint a veszélyhelyzettel összefüggő egyes intézkedésekről szóló 570/2020. (XII. 9.) Korm. rendelet módosításáról[99]
- 275/2021. (V. 26.) Korm. rendelet Az egyes államháztartási szabályok veszélyhelyzet ideje alatti eltérő alkalmazásáról szóló 709/2020. (XII. 30.) Korm. rendelet módosításáról[99]
- 276/2021. (V. 26.) Korm. rendelet Egyes rendészeti tárgyú kormányrendeletek módosításáról[99]
- 277/2021. (V. 26.) Korm. rendelet Egyes egészségügyi és egészségbiztosítási tárgyú kormányrendeletek módosításáról[99]
- 278/2021. (V. 26.) Korm. rendelet Egyes turisztikai tárgyú kormányrendeletek módosításáról[99]
- 279/2021. (V. 26.) Korm. rendelet Egyes koncessziós tárgyú kormányrendeletek módosításáról[99]
- 280/2021. (V. 26.) Korm. rendelet A honvédelemről és a Magyar Honvédségről, valamint a különleges jogrendben bevezethető intézkedésekről szóló 2011. évi CXIII. törvény egyes rendelkezéseinek végrehajtásáról szóló 290/2011. (XII. 22.) Korm. rendelet módosításáról[99]
- 281/2021. (V. 26.) Korm. rendelet Az egyes gazdaságfejlesztési célú és munkahelyteremtő beruházásokkal összefüggő közigazgatási hatósági ügyek nemzetgazdasági szempontból kiemelt jelentőségű üggyé nyilvánításáról, valamint egyes nemzetgazdasági szempontból kiemelt jelentőségű üggyé nyilvánításról szóló kormányrendeletek módosításáról szóló 141/2018. (VII. 27.) Korm. rendelet módosításáról[99]
- 282/2021. (V. 26.) Korm. rendelet Az újfehértói sportcentrum beruházás megvalósításával összefüggő közigazgatási hatósági ügyek kiemelt jelentőségű üggyé nyilvánításáról szóló 32/2016. (II. 25.) Korm. rendelet módosításáról[99]
- 283/2021. (V. 27.) Korm. rendelet A gyermeknapi rendezvényekről[8]
- 284/2021. (V. 27.) Korm. rendelet A koronavírus-világjárvány nemzetgazdaságot érintő hatásának enyhítése érdekében szükséges gazdasági intézkedésről szóló 603/2020. (XII. 18.) Korm. rendelet módosításáról[8]
- 285/2021. (V. 27.) Korm. rendelet Egyes veszélyhelyzeti kormányrendeleteknek a Magyarország 2021. évi központi költségvetéséről szóló 2020. évi XC. törvény módosításával összefüggő deregulációjáról[8]
- 286/2021. (V. 27.) Korm. rendelet Az egyes közigazgatási hatósági eljárásokkal összefüggő szabályok megállapításáról[8]
- 287/2021. (V. 27.) Korm. rendelet Egyes kormányrendeletek Nagy-Britannia és Észak-Írország Egyesült Királyságának az Európai Unióból való kilépése miatt szükséges módosításáról[8]
- 288/2021. (V. 28.) Korm. rendelet Egyes labdarúgó mérkőzések megrendezésére vonatkozó eltérő szabályokról[9]
- 289/2021. (V. 31.) Korm. rendelet A veszélyhelyzet során a személy- és vagyonegyesítő szervezetek működésére vonatkozó eltérő rendelkezések újbóli bevezetéséről szóló 502/2020. (XI. 16.) Korm. rendelet módosításáról[100]
- 290/2021. (V. 31.) Korm. rendelet A Gazdaság-újraindítási Akcióterv keretében a kistelepülési üzletek támogatásáról szóló 62/2021. (II. 12.) Korm. rendelet módosításáról[100]
- 291/2021. (V. 31.) Korm. rendelet A Magyarország Kormánya és az Üzbég Köztársaság Kormánya közötti, az interregionális együttműködésről szóló megállapodás kihirdetéséről[100]
- 292/2021. (V. 31.) Korm. rendelet Az ÉMÁSZ Hálózati Korlátolt Felelősségű Társaság 100%-os üzletrészének az MVM Energetika Zártkörűen Működő Részvénytársaság általi megvásárlása nemzetstratégiai jelentőségűnek minősítéséről[100]
- 293/2021. (V. 31.) Korm. rendelet A Kazincbarcikai Kórház Nonprofit Kft. 100%-os állami tulajdonban lévő gazdasági társaság által ellátott feladatok központi költségvetési szerv általi átvételéről, valamint az ezzel kapcsolatos eljárási kérdések rendezéséről[100]
- 294/2021. (V. 31.) Korm. rendelet A budapesti Istvánmező rehabilitációs programjával, kiemelten a Budapesti Olimpiai Központ integrált rekonstrukciójával összefüggő közigazgatási hatósági ügyek kiemelt jelentőségű üggyé nyilvánításáról és az eljáró hatóságok kijelöléséről szóló 364/2011. (XII. 30.) Korm. rendelet módosításáról[100]
- 295/2021. (V. 31.) Korm. rendelet A paksi Integrált Központ létrehozását célzó beruházás, valamint a kapcsolódó bontási és kármentesítési munkák előkészítésével és megvalósításával összefüggő közigazgatási hatósági ügyek nemzetgazdasági szempontból kiemelt jelentőségű üggyé nyilvánításáról és az eljáró hatóságok kijelöléséről, valamint az egyes közérdeken alapuló kényszerítő indok alapján eljáró szakhatóságok kijelöléséről szóló 531/2017. (XII. 29.) Korm. rendelet módosításáról szóló 545/2020. (XII. 2.) Korm. rendelet módosításáról[100]
- 296/2021. (V. 31.) Korm. rendelet Az egyes beruházásokkal összefüggő közigazgatási hatósági ügyek nemzetgazdasági szempontból kiemelt jelentőségű üggyé nyilvánításáról, valamint egyes nemzetgazdasági szempontból kiemelt jelentőségű beruházásokkal összefüggő kormányrendeletek módosításáról szóló 83/2021. (II. 23.) Korm. rendelet módosításáról[100]
- 297/2021. (V. 31.) Korm. rendelet A pénzügyi közvetítőrendszert érintő egyes kormányrendeletek módosításáról[100]
- 298/2021. (V. 31.) Korm. rendelet Az állami sport célú támogatások felhasználásáról és elosztásáról szóló 474/2016. (XII. 27.) Korm. rendelet módosításáról[100]

#### Június (299−388)
- 299/2021. (VI. 1.) Korm. rendelet az UNESCO Magyar Nemzeti Bizottságáról[101]
- 300/2021. (VI. 1.) Korm. rendelet A Magyar Köztársaság Kormánya és az Oroszországi Föderáció Kormánya között, a földgáz Magyar Köztársaság területén történő tranzitszállítását szolgáló gázvezeték megépítésével kapcsolatos együttműködésről 2008. február 28. napján aláírt Megállapodás megszüntetéséről szóló Jegyzőkönyv kihirdetéséről[101]
- 301/2021. (VI. 1.) Korm. rendelet Az egyes egyszer használatos, valamint egyes egyéb műanyagtermékek forgalomba hozatalának korlátozásáról[101]
- 302/2021. (VI. 1.) Korm. rendelet Az országhatárt átlépő hulladékszállításról szóló 180/2007. (VII. 3.) Korm. rendelet módosításáról[101]
- 303/2021. (VI. 1.) Korm. rendelet A közúti közlekedési igazgatási feladatokról, a közúti közlekedési okmányok kiadásáról és visszavonásáról szóló 326/2011. (XII. 28.) Korm. rendelet módosításáról[101]
- 304/2021. (VI. 2.) Korm. rendelet A Nemzeti Hírközlési és Informatikai Tanácsról, valamint a Digitális Kormányzati Ügynökség Zártkörűen Működő Részvénytársaság és a kormányzati informatikai beszerzések központosított közbeszerzési rendszeréről szóló 301/2018. (XII. 27.) Korm. rendelet módosításáról[102]
- 305/2021. (VI. 2.) Korm. rendelet A sportakadémiákról szóló 303/2019. (XII. 12.) Korm. rendelet módosításáról[102]
- 306/2021. (VI. 3.) Korm. rendelet Az Európai Unió saját forrásaival kapcsolatos kötelezettségek teljesítésében részt vevő intézmények feladat- és hatásköréről, valamint a kapcsolódó eljárásrendről[10]
- 307/2021. (VI. 5.) Korm. rendelet A katasztrófavédelemről és a hozzá kapcsolódó egyes törvények módosításáról szóló 2011. évi CXXVIII. törvény egyes rendelkezéseinek eltérő alkalmazásáról[103]
- 308/2021. (VI. 7.) Korm. rendelet Az egészségügyi dolgozók és egészségügyben dolgozók jogviszonyával kapcsolatos egyes kérdésekről szóló 530/2020. (XI. 28.) Korm. rendelet, valamint a veszélyhelyzet ideje alatt alkalmazandó egyes belügyi és közigazgatási tárgyú szabályokról, valamint a veszélyhelyzettel összefüggő egyes intézkedésekről szóló 570/2020. (XII. 9.) Korm. rendelet módosításáról[104]
- 309/2021. (VI. 7.) Korm. rendelet A veszélyhelyzet ideje alatt egy részszakma megszerzésére irányuló eltérő szabályokról[104]
- 310/2021. (VI. 7.) Korm. rendelet Az önfoglalkoztatók kompenzációs támogatásáról[104]
- 311/2021. (VI. 7.) Korm. rendelet A komplex felzárkózási képzésekről[104]
- 312/2021. (VI. 7.) Korm. rendelet A hulladékgazdálkodással kapcsolatos egyes kormányrendeletek módosításáról[104]
- 313/2021. (VI. 8.) Korm. rendelet A veszélyhelyzet idején alkalmazandó védelmi intézkedések második üteméről szóló 484/2020. (XI. 10.) Korm. rendelet falunap megrendezésével összefüggő módosításáról[11]
- 314/2021. (VI. 8.) Korm. rendelet A veszélyhelyzet idején alkalmazandó védelmi intézkedések második üteméről szóló 484/2020. (XI. 10.) Korm. rendelet zenés, táncos rendezvények megrendezésével összefüggő módosításáról[11]
- 315/2021. (VI. 8.) Korm. rendelet A Magyarország Kormánya és Románia Kormánya között a Magyar Köztársaság Kormánya és Románia Kormánya között Bukarestben, 2006. december hó 21. napján aláírt, a Magyar Köztársaság és Románia között a közúti és a vasúti határforgalom ellenőrzéséről szóló, Bukarestben, 2004. április hó 27. napján aláírt Egyezmény végrehajtásáról szóló Megállapodás módosításáról szóló Megállapodás kihirdetéséről[11]
- 316/2021. (VI. 8.) Korm. rendelet Az iparbiztonsági ellenőrzés és a telephely biztonsági tanúsítvány kiadásának részletes szabályairól szóló 92/2010. (III. 31.) Korm. rendelet módosításáról[11]
- 317/2021. (VI. 9.) Korm. rendelet A hiteltörlesztési moratórium veszélyhelyzettel kapcsolatos különös szabályainak bevezetéséről szóló 637/2020. (XII. 22.) Korm. rendelet módosításáról[105]
- 318/2021. (VI. 9.) Korm. rendelet A koronavírus-világjárványt követő, a gazdaság újraindítását elősegítő adózási intézkedésekről[105]
- 319/2021. (VI. 9.) Korm. rendelet Az egyes, a veszélyhelyzet ideje alatt alkalmazandó gazdasági szabályokról szóló 498/2020. (XI. 13.) Korm. rendelet módosításáról[105]
- 320/2021. (VI. 9.) Korm. rendelet A koronavírus-világjárvány által okozott megbetegedésben elhunytak hozzátartozóival összefüggő egyes adatkezelési rendelkezésekről[105]
- 321/2021. (VI. 9.) Korm. rendelet A koronavírus elleni védettség igazolásáról szóló 60/2021. (II. 12.) Korm. rendelet külföldön beadott oltással kapcsolatos módosításáról[105]
- 322/2021. (VI. 9.) Korm. rendelet A veszélyhelyzet ideje alatt egyes építésügyi közigazgatási hatósági döntésekkel összefüggő eltérő szabályok megállapításáról[105]
- 323/2021. (VI. 9.) Korm. rendelet Az egyes közlekedési tárgyú kormányrendeletekkel összefüggő veszélyhelyzeti szabályokról szóló 559/2020. (XII. 4.) Korm. rendelet módosításáról[105]
- 324/2021. (VI. 9.) Korm. rendelet A Gazdaság Újraindításáért Felelős Operatív Törzs létrehozásáról és feladatairól[105]
- 325/2021. (VI. 9.) Korm. rendelet A Közösségi Élet Újraindításáért Felelős Operatív Törzs létrehozásáról és feladatairól[105]
- 326/2021. (VI. 10.) Korm. rendelet A méltányossági táppénz ellátásra vonatkozó veszélyhelyzeti különös szabályokról[106]
- 327/2021. (VI. 10.) Korm. rendelet A SARS-CoV-2 koronavírus-világjárvány következményeinek elhárításában részt vevő foglalkoztatottakat megillető pótszabadságról[106]
- 328/2021. (VI. 10.) Korm. rendelet Az egyes, az egészségügyi katonák és az egészségügyi honvédelmi alkalmazottak jogállására vonatkozó veszélyhelyzeti szabályokról szóló 601/2020. (XII. 18.) Korm. rendelet módosításáról[106]
- 329/2021. (VI. 10.) Korm. rendelet Egyes autóversenyek megrendezésére vonatkozó eltérő szabályokról[106]
- 330/2021. (VI. 10.) Korm. rendelet A veszélyhelyzet megszűnésével összefüggő átmeneti szabályokról és a járványügyi készültségről szóló 2020. évi LVIII. törvény büntetőjogi tárgyú rendelkezéseinek eltérő alkalmazásáról[106]
- 331/2021. (VI. 10.) Korm. rendelet A veszélyhelyzet ideje alatt teendő, egyes szociális és gyermekvédelmi ellátásokkal kapcsolatos intézkedésekről, valamint a szociális és gyermekvédelmi szolgáltatásoknak a veszélyhelyzet ideje alatt elrendelt működési rendjéről szóló 556/2020. (XII. 4.) Korm. rendelet módosításáról[106]
- 332/2021. (VI. 10.) Korm. rendelet A veszélyhelyzet ideje alatt egyes, a nyelvvizsgát érintő felsőoktatási kérdésekről[106]
- 333/2021. (VI. 10.) Korm. rendelet Egyes járványügyi védekezést szolgáló pandémia-értékelő regiszterre vonatkozó részletes szabályokról[107]
- 334/2021. (VI. 10.) Korm. rendelet A veszélyhelyzet idején alkalmazandó további védelmi intézkedésekről szóló 479/2020. (XI. 3.) Korm. rendelet és a koronavírus elleni védettség igazolásáról szóló 60/2021. (II. 12.) Korm. rendelet módosításáról[107]
- 335/2021. (VI. 11.) Korm. rendelet A veszélyhelyzet idején alkalmazandó védelmi intézkedések második üteméről szóló 484/2020. (XI. 10.) Korm. rendelet rendezvényeket érintő módosításáról[13]
- 336/2021. (VI. 11.) Korm. rendelet A koronavírus elleni védettség igazolásáról szóló 60/2021. (II. 12.) Korm. rendelet egyes határidőkkel kapcsolatos módosításáról[13]
- 337/2021. (VI. 11.) Korm. rendelet Egyes kormányrendeleteknek a magyarok által lakott területek koronavírus elleni védelmével kapcsolatos módosításáról[13]
- 338/2021. (VI. 11.) Korm. rendelet Az egyes beruházásokkal összefüggő közigazgatási hatósági ügyek nemzetgazdasági szempontból kiemelt jelentőségű üggyé nyilvánításáról, valamint egyes nemzetgazdasági szempontból kiemelt jelentőségű beruházásokkal összefüggő kormányrendeletek módosításáról szóló 83/2021. (II. 23.) Korm. rendelet módosításáról[13]
- 339/2021. (VI. 11.) Korm. rendelet A Magyar Közút Nonprofit Zártkörűen Működő Részvénytársaság Tolna Megyei Igazgatósága új paksi telephelyének kialakítását célzó beruházás előkészítésével és megvalósításával összefüggő közigazgatási hatósági ügyek nemzetgazdasági szempontból kiemelt jelentőségű üggyé nyilvánításáról[13]
- 340/2021. (VI. 14.) Korm. rendelet Az egyes gazdaságfejlesztési célú és munkahelyteremtő beruházásokkal összefüggő közigazgatási hatósági ügyek nemzetgazdasági szempontból kiemelt jelentőségű üggyé nyilvánításáról, valamint egyes nemzetgazdasági szempontból kiemelt jelentőségű üggyé nyilvánításról szóló kormányrendeletek módosításáról szóló 141/2018. (VII. 27.) Korm. rendelet módosításáról[108]
- 341/2021. (VI. 15.) Korm. rendelet Egyes állami beruházásokkal összefüggő kormányrendeletek módosításáról[109]
- 342/2021. (VI. 15.) Korm. rendelet A Rácalmás városban megvalósuló ipari telephely kialakításával összefüggő közigazgatási hatósági ügyek nemzetgazdasági szempontból kiemelt jelentőségű üggyé nyilvánításáról szóló 31/2016. (II. 25.) Korm. rendelet és az Iváncsa község külterületén megvalósuló ipari park fejlesztéssel összefüggő közigazgatási hatósági ügyek nemzetgazdasági szempontból kiemelt jelentőségű üggyé nyilvánításáról és az eljáró hatóságok kijelöléséről szóló 359/2020. (VII. 23.) Korm. rendelet módosításáról[109]
- 343/2021. (VI. 16.) Korm. rendelet A járványügyi készültség bevezetéséről szóló 283/2020. (VI. 17.) Korm. rendelet módosításáról[110]
- 344/2021. (VI. 18.) Korm. rendelet A SARS-CoV-2 koronavírus-világjárvány következményeinek elhárításában részt vevő foglalkoztatottakat megillető pótszabadságról szóló 327/2021. (VI. 10.) Korm. rendelet módosításáról[111]
- 345/2021. (VI. 18.) Korm. rendelet A vállalkozások reorganizációjáról, valamint a csődeljárásról és a felszámolási eljárásról szóló 1991. évi XLIX. törvény, továbbá a cégnyilvánosságról, a bírósági cégeljárásról és a végelszámolásról szóló 2006. évi V. törvény eltérő alkalmazásáról[111]
- 346/2021. (VI. 18.) Korm. rendelet Egyes veszélyhelyzeti kormányrendeleteknek a nevelési, oktatási intézményeket érintő módosításáról[111]
- 347/2021. (VI. 22.) Korm. rendelet A járványügyi készültségi időszak utazási korlátozásairól szóló 408/2020. (VIII. 30.) Korm. rendelet módosításáról[112]
- 348/2021. (VI. 22.) Korm. rendelet A szomszédos országok Magyarországgal határos közigazgatási egységei lakosságának koronavírus elleni védelméről[112]
- 349/2021. (VI. 22.) Korm. rendelet Az egyes műanyagtermékek környezetre gyakorolt hatásának csökkentéséről[112]
- 350/2021. (VI. 24.) Korm. rendelet A veszélyhelyzet ideje alatt a nyelvvizsga letétele alóli mentességről[16]
- 351/2021. (VI. 24.) Korm. rendelet A felsőoktatási intézmény diplomaátadó és tisztavató rendezvénye veszélyhelyzet idején történő megtartásának szabályairól[16]
- 352/2021. (VI. 24.) Korm. rendelet A Gazdaság-újraindítási Akcióterv keretében a kistelepülési üzletek támogatásáról szóló 62/2021. (II. 12.) Korm. rendelet módosításáról[16]
- 353/2021. (VI. 24.) Korm. rendelet Az Országos Meteorológiai Szolgálatról és a meteorológiai tevékenységről[16]
- 354/2021. (VI. 24.) Korm. rendelet A gyámhatóságokról, valamint a gyermekvédelmi és gyámügyi eljárásról szóló 149/1997. (IX. 10.) Korm. rendelet módosításáról[16]
- 355/2021. (VI. 24.) Korm. rendelet Az emberkereskedelem áldozatai azonosításának rendjéről szóló 354/2012. (XII. 13.) Korm. rendelet, valamint a Kormány tagjainak feladat- és hatásköréről szóló 94/2018. (V. 22.) Korm. rendelet módosításáról[16]
- 356/2021. (VI. 24.) Korm. rendelet Egyes foglalkoztatási tárgyú kormányrendeletek módosításáról[16]
- 357/2021. (VI. 24.) Korm. rendelet Az egyes bányászati dolgozók társadalombiztosítási kedvezményeiről szóló 23/1991. (II. 9.) Korm. rendelet módosításáról[16]
- 358/2021. (VI. 24.) Korm. rendelet Az egyes közigazgatási hatósági eljárásokkal összefüggő szabályok megállapításáról szóló 286/2021. (V. 27.) Korm. rendelet módosításáról[16]
- 359/2021. (VI. 24.) Korm. rendelet A Hortobágyi Deportálások Emlékhelye beruházással összefüggő közigazgatási hatósági ügyek nemzetgazdasági szempontból kiemelt jelentőségű üggyé nyilvánításáról[16]
- 360/2021. (VI. 24.) Korm. rendelet A Recski Nemzeti Emlékpark fejlesztését célzó beruházással összefüggő közigazgatási hatósági ügyek nemzetgazdasági szempontból kiemelt jelentőségű üggyé nyilvánításáról[16]
- 361/2021. (VI. 24.) Korm. rendelet A Nemzeti Eszközkezelő Programban részt vevő természetes személyek otthonteremtésének biztosításával kapcsolatos egyes kormányrendeletek módosításáról[16]
- 362/2021. (VI. 28.) Korm. rendelet A Duna-mente - Fejér megye különleges gazdasági övezet kijelöléséről[18]
- 363/2021. (VI. 28.) Korm. rendelet A doppingellenes tevékenység szabályairól[18]
- 364/2021. (VI. 29.) Korm. rendelet Az állami fenntartásban álló egyes egészségügyi intézményeket érintő hűtés- és fűtéskorszerűsítési beruházások elvégzésére vonatkozó szerv kijelöléséről[113]
- 365/2021. (VI. 30.) Korm. rendelet A védelmi intézkedések lépcsőzetes feloldásának hatodik fokozatára tekintettel a veszélyhelyzet idején alkalmazandó védelmi intézkedéseket szabályozó kormányrendeletek módosításáról[114]
- 366/2021. (VI. 30.) Korm. rendelet A veszélyhelyzet ideje alatt az uniós digitális Covid-igazolvány kiállításával kapcsolatos egyes kérdésekről[114]
- 367/2021. (VI. 30.) Korm. rendelet A kórházparancsnoki és intézményparancsnoki feladatok ellátásának szüneteléséről[114]
- 368/2021. (VI. 30.) Korm. rendelet A veszélyhelyzet ideje alatt az alapellátáshoz kapcsolódó ügyeleti ellátás megszervezésének eltérő szabályairól[114]
- 369/2021. (VI. 30.) Korm. rendelet A méltányossági táppénz ellátásra vonatkozó veszélyhelyzeti különös szabályokról szóló 326/2021. (VI. 10.) Korm. rendelet módosításáról[114]
- 370/2021. (VI. 30.) Korm. rendelet A veszélyhelyzet ideje alatt egyes gazdaságvédelmi intézkedésekről szóló 485/2020. (XI. 10.) Korm. rendelet módosításáról[114]
- 371/2021. (VI. 30.) Korm. rendelet A Magyar Agrár-, Élelmiszergazdasági és Vidékfejlesztési Kamara egyes eljárásainak a veszélyhelyzet ideje alatti sajátos szabályairól[114]
- 372/2021. (VI. 30.) Korm. rendelet A polgári peres eljárás elhúzódásával kapcsolatos vagyoni elégtétel mértékéről és a kifizetendő összeg számításának szabályairól[114]
- 373/2021. (VI. 30.) Korm. rendelet A fogyasztó és vállalkozás közötti, az áruk adásvételére, valamint a digitális tartalom szolgáltatására és digitális szolgáltatások nyújtására irányuló szerződések részletes szabályairól[114]
- 374/2021. (VI. 30.) Korm. rendelet A vagyonvédelmi szolgáltatási rezsióradíj éves változásáról és a megállapítására vonatkozó eljárási szabályokról[114]
- 375/2021. (VI. 30.) Korm. rendelet Az egyes hatósági eljárásokat érintő egyszerűsítések érdekében szükséges kormányrendeletek módosításáról[114]
- 376/2021. (VI. 30.) Korm. rendelet Egyes családtámogatási és nyugdíjbiztosítási tárgyú kormányrendeletek módosításáról[114]
- 377/2021. (VI. 30.) Korm. rendelet Az otthonfelújítási hitel bevezetése érdekében egyes kormányrendeletek módosításáról szóló 641/2020. (XII. 22.) Korm. rendelet és a családok otthonteremtésével összefüggő egyes kormányrendeletek módosításáról szóló 183/2021. (IV. 16.) Korm. rendelet egyes rendelkezéseinek hatályba nem lépéséről[114]
- 378/2021. (VI. 30.) Korm. rendelet A gyógyszerek társadalombiztosítási támogatásba történő befogadásának, a befogadás és a támogatás mértéke megállapításának, valamint a támogatás megváltoztatásának részletes szabályairól szóló 452/2017. (XII. 27.) Korm. rendelet módosításáról[114]
- 379/2021. (VI. 30.) Korm. rendelet A civil szervezetek gazdálkodása, az adománygyűjtés és a közhasznúság egyes kérdéseiről szóló 350/2011. (XII. 30.) Korm. rendelet módosításáról[114]
- 380/2021. (VI. 30.) Korm. rendelet Egyes kormányrendeleteknek a szakképzéssel összefüggő módosításáról[114]
- 381/2021. (VI. 30.) Korm. rendelet A nemzeti felsőoktatási kiválóságról szóló 24/2013. (II. 5.) Korm. rendelet és a Nemzeti Kutatási, Fejlesztési és Innovációs Alap működtetésének és felhasználásának szabályairól szóló 380/2014. (XII. 31.) Korm. rendelet módosításáról[114]
- 382/2021. (VI. 30.) Korm. rendelet A hulladékgazdálkodási közszolgáltatás végzésének feltételeiről szóló 385/2014. (XII. 31.) Korm. rendelet módosításáról[114]
- 383/2021. (VI. 30.) Korm. rendelet Az egyes beruházásokkal összefüggő közigazgatási hatósági ügyek nemzetgazdasági szempontból kiemelt jelentőségű üggyé nyilvánításáról, valamint egyes nemzetgazdasági szempontból kiemelt jelentőségű beruházásokkal összefüggő kormányrendeletek módosításáról szóló 83/2021. (II. 23.) Korm. rendelet módosításáról[114]
- 384/2021. (VI. 30.) Korm. rendelet Az egyes beruházásokkal összefüggő közigazgatási hatósági ügyek nemzetgazdasági szempontból kiemelt jelentőségű üggyé nyilvánításáról, valamint egyes nemzetgazdasági szempontból kiemelt jelentőségű beruházásokkal összefüggő kormányrendeletek módosításáról szóló 83/2021. (II. 23.) Korm. rendelet módosításáról[114]
- 385/2021. (VI. 30.) Korm. rendelet A 2014-2020 programozási időszakban az Európai Regionális Fejlesztési Alap és az Előcsatlakozási Támogatási Eszköz egyes, határon átnyúló együttműködési programjainak végrehajtásáról szóló 126/2016. (VI. 7.) Korm. rendelet, valamint a 2014-2020 programozási időszakban az Európai Szomszédsági Támogatási Eszközből társfinanszírozott Magyarország-Szlovákia-Románia-Ukrajna ENI Határon Átnyúló Együttműködési Program végrehajtásáról szóló 83/2018. (IV. 20.) Korm. rendelet módosításáról[114]
- 386/2021. (VI. 30.) Korm. rendelet A Veszélyes Áruk Nemzetközi Belvízi Szállításáról szóló Európai Megállapodáshoz (ADN) csatolt Szabályzat kihirdetéséről, valamint a belföldi alkalmazásának egyes kérdéseiről[115]
- 387/2021. (VI. 30.) Korm. rendelet A Veszélyes Áruk Nemzetközi Közúti Szállításáról szóló Megállapodás "A" és "B" Melléklete kihirdetéséről, valamint a belföldi alkalmazásának egyes kérdéseiről[115]
- 388/2021. (VI. 30.) Korm. rendelet A Nemzetközi Vasúti Fuvarozási Egyezmény (COTIF) módosításáról Vilniusban elfogadott, 1999. június 3-án kelt Jegyzőkönyv C Függeléke Mellékletének kihirdetéséről, valamint a belföldi alkalmazásának egyes kérdéseiről[115]

#### Július (389−456)
- 389/2021. (VII. 2.) Korm. rendelet A kollektív befektetési formák befektetési és hitelfelvételi szabályairól szóló 78/2014. (III. 14.) Korm. rendelet módosításáról[116]
- 390/2021. (VII. 2.) Korm. rendelet A beruházás ösztönzési célelőirányzat felhasználásáról szóló 210/2014. (VIII. 27.) Korm. rendelet módosításáról[116]
- 391/2021. (VII. 2.) Korm. rendelet Az egyes, a veszélyhelyzet ideje alatt alkalmazandó gazdasági szabályokról szóló 498/2020. (XI. 13.) Korm. rendelet módosításáról[116]
- 392/2021. (VII. 2.) Korm. rendelet A vízgazdálkodási hatósági jogkör gyakorlásáról szóló 72/1996. (V. 22.) Korm. rendelet módosításáról[116]
- 393/2021. (VII. 2.) Korm. rendelet A veszélyhelyzet során a távmunkával kapcsolatos szabályok alkalmazásáról szóló 487/2020. (XI. 11.) Korm. rendelet módosításáról[116]
- 394/2021. (VII. 2.) Korm. rendelet Az egyes beruházásokkal összefüggő közigazgatási hatósági ügyek nemzetgazdasági szempontból kiemelt jelentőségű üggyé nyilvánításáról, valamint egyes nemzetgazdasági szempontból kiemelt jelentőségű beruházásokkal összefüggő kormányrendeletek módosításáról szóló 83/2021. (II. 23.) Korm. rendelet módosításáról[116]
- 395/2021. (VII. 2.) Korm. rendelet Az egyes beruházásokkal összefüggő közigazgatási hatósági ügyek nemzetgazdasági szempontból kiemelt jelentőségű üggyé nyilvánításáról, valamint egyes nemzetgazdasági szempontból kiemelt jelentőségű beruházásokkal összefüggő kormányrendeletek módosításáról szóló 83/2021. (II. 23.) Korm. rendelet módosításáról[116]
- 396/2021. (VII. 2.) Korm. rendelet A vállalkozások reorganizációjáról, valamint a csődeljárásról és a felszámolási eljárásról szóló 1991. évi XLIX. törvény, továbbá a cégnyilvánosságról, a bírósági cégeljárásról és a végelszámolásról szóló 2006. évi V. törvény eltérő alkalmazásáról szóló 345/2021. (VI. 18.) Korm. rendelet módosításáról[116]
- 397/2021. (VII. 6.) Korm. rendelet A látvány-csapatsportok támogatásával összefüggő egyes kormányrendeletek módosításáról[117]
- 398/2021. (VII. 6.) Korm. rendelet Egyes agrártárgyú kormányrendeletek módosításáról[117]
- 399/2021. (VII. 7.) Korm. rendelet A felsőoktatási intézmény diplomaátadó és tisztavató rendezvénye veszélyhelyzet idején történő megtartásának szabályairól szóló 351/2021. (VI. 24.) Korm. rendelet módosításáról[118]
- 400/2021. (VII. 7.) Korm. rendelet Az egyes gazdaságfejlesztési célú és munkahelyteremtő beruházásokkal összefüggő közigazgatási hatósági ügyek nemzetgazdasági szempontból kiemelt jelentőségű üggyé nyilvánításáról, valamint egyes nemzetgazdasági szempontból kiemelt jelentőségű üggyé nyilvánításról szóló kormányrendeletek módosításáról szóló 141/2018. (VII. 27.) Korm. rendelet módosításáról[118]
- 401/2021. (VII. 7.) Korm. rendelet Az egyes beruházásokkal összefüggő közigazgatási hatósági ügyek nemzetgazdasági szempontból kiemelt jelentőségű üggyé nyilvánításáról, valamint egyes nemzetgazdasági szempontból kiemelt jelentőségű beruházásokkal összefüggő kormányrendeletek módosításáról szóló 83/2021. (II. 23.) Korm. rendelet módosításáról[118]
- 402/2021. (VII. 8.) Korm. rendelet A gazdaság újraindítása érdekében meghozandó, az építőipari ellátásbiztonság szempontjából stratégiai jelentőségű nyersanyagok és termékek kivitelével kapcsolatos regisztrációs eljárásról és egyéb intézkedésekről[119]
- 403/2021. (VII. 8.) Korm. rendelet A gazdaság újraindítása érdekében meghozandó, az építőipari ellátásbiztonság szempontjából stratégiai jelentőségű nyersanyagok és termékek fuvarozásával kapcsolatos intézkedésekről[119]
- 404/2021. (VII. 8.) Korm. rendelet A gazdaság újraindítása érdekében fizetendő kiegészítő bányajáradékról[119]
- 405/2021. (VII. 8.) Korm. rendelet A bányászatról szóló 1993. évi XLVIII. törvény eltérő alkalmazásáról[119]
- 406/2021. (VII. 8.) Korm. rendelet A tisztességtelen piaci magatartás és a versenykorlátozás tilalmáról szóló 1996. évi LVII. törvény eltérő alkalmazásáról[119]
- 407/2021. (VII. 8.) Korm. rendelet A veszélyhelyzet ideje alatt a harmadik országbeli állampolgárok magyarországi foglalkoztatására vonatkozó különleges szabályokról[119]
- 408/2021. (VII. 8.) Korm. rendelet A foglalkoztatást elősegítő szolgáltatásokról és támogatásokról szóló 100/2021. (II. 27.) Korm. rendelet módosításáról[119]
- 409/2021. (VII. 8.) Korm. rendelet A kulturális örökség védelméről szóló 2001. évi LXIV. törvény egyes szabályainak veszélyhelyzet ideje alatti eltérő alkalmazásáról[119]
- 410/2021. (VII. 8.) Korm. rendelet A veszélyhelyzet ideje alatt a közbeszerzésekről szóló 2015. évi CXLIII. törvény eltérő alkalmazásáról[119]
- 411/2021. (VII. 12.) Korm. rendelet Egyes nemzetgazdasági szempontból kiemelt jelentőségű beruházásokkal összefüggő kormányrendeletek módosításáról[120]
- 412/2021. (VII. 12.) Korm. rendelet A honvédelemért felelős miniszter irányítása alá tartozó egészségügyi szolgáltató, valamint az ennek irányítása alá tartozó egyéb egészségügyi szolgáltató irányításának veszélyhelyzeti rendjéről szóló 691/2020. (XII. 29.) Korm. rendelet módosításáról[120]
- 413/2021. (VII. 13.) Korm. rendelet Magyarország Helyreállítási és Ellenállóképességi Terve végrehajtásának alapvető szabályairól és felelős intézményeiről[121]
- 414/2021. (VII. 13.) Korm. rendelet Egyes szociális és gyermekvédelmi tárgyú kormányrendeletek módosításáról[121]
- 415/2021. (VII. 13.) Korm. rendelet Az e-közigazgatással, informatikával, valamint infokommunikációs infrastruktúrával kapcsolatos fejlesztési programok keretében megvalósuló projektek megvalósításáról és a Digitális Kormányzati Fejlesztés és Projektmenedzsment Kft. kijelöléséről szóló 684/2020. (XII. 28.) Korm. rendelet módosításáról[121]
- 416/2021. (VII. 14.) Korm. rendelet A járványügyi készültségi időszak utazási korlátozásairól szóló 408/2020. (VIII. 30.) Korm. rendelet módosításáról[122]
- 417/2021. (VII. 14.) Korm. rendelet A veszélyhelyzet során a személy- és vagyonegyesítő szervezetek működésére vonatkozó eltérő rendelkezések újbóli bevezetéséről szóló 502/2020. (XI. 16.) Korm. rendelet és a honvédek jogállásáról szóló 2012. évi CCV. törvény hatálya alá tartozókra vonatkozó rendkívüli intézkedésekről szóló 548/2020. (XII. 2.) Korm. rendelet módosításáról[122]
- 418/2021. (VII. 14.) Korm. rendelet A hulladékgazdálkodási megfelelőségi véleményezési eljárásnak a veszélyhelyzet időszakában alkalmazandó egyes szabályairól[122]
- 419/2021. (VII. 15.) Korm. rendelet A településtervek tartalmáról, elkészítésének és elfogadásának rendjéről, valamint egyes településrendezési sajátos jogintézményekről[123]
- 420/2021. (VII. 15.) Korm. rendelet Egyes kormányrendeleteknek a településtervezés egyszerűsítésével összefüggő módosításáról[123]
- 421/2021. (VII. 15.) Korm. rendelet Az egyes egészségügyi dolgozók és egészségügyben dolgozók illetmény- vagy bérnövelésének, valamint az ahhoz kapcsolódó támogatás igénybevételének részletes szabályairól szóló 256/2013. (VII. 5.) Korm. rendelet módosításáról[123]
- 422/2021. (VII. 15.) Korm. rendelet A praxisközösségekről szóló 53/2021. (II. 9.) Korm. rendelet módosításáról[123]
- 423/2021. (VII. 15.) Korm. rendelet Egyes atomenergetikai tárgyú kormányrendeletek módosításáról[123]
- 424/2021. (VII. 15.) Korm. rendelet A turisztikai térségek meghatározásáról szóló 429/2020. (IX. 14.) Korm. rendelet módosításáról[123]
- 425/2021. (VII. 15.) Korm. rendelet Az egyes gazdaságfejlesztési célú és munkahelyteremtő beruházásokkal összefüggő közigazgatási hatósági ügyek nemzetgazdasági szempontból kiemelt jelentőségű üggyé nyilvánításáról, valamint egyes nemzetgazdasági szempontból kiemelt jelentőségű üggyé nyilvánításról szóló kormányrendeletek módosításáról szóló 141/2018. (VII. 27.) Korm. rendelet módosításáról[123]
- 426/2021. (VII. 15.) Korm. rendelet Az egyes beruházásokkal összefüggő közigazgatási hatósági ügyek nemzetgazdasági szempontból kiemelt jelentőségű üggyé nyilvánításáról, valamint egyes nemzetgazdasági szempontból kiemelt jelentőségű beruházásokkal összefüggő kormányrendeletek módosításáról szóló 83/2021. (II. 23.) Korm. rendelet módosításáról[123]
- 427/2021. (VII. 15.) Korm. rendelet Az egyes beruházásokkal összefüggő közigazgatási hatósági ügyek nemzetgazdasági szempontból kiemelt jelentőségű üggyé nyilvánításáról, valamint egyes nemzetgazdasági szempontból kiemelt jelentőségű beruházásokkal összefüggő kormányrendeletek módosításáról szóló 83/2021. (II. 23.) Korm. rendelet módosításáról[123]
- 428/2021. (VII. 15.) Korm. rendelet A Nemzeti Hírközlési és Informatikai Tanácsról, valamint a Digitális Kormányzati Ügynökség Zártkörűen Működő Részvénytársaság és a kormányzati informatikai beszerzések központosított közbeszerzési rendszeréről szóló 301/2018. (XII. 27.) Korm. rendelet módosításáról[123]
- 429/2021. (VII. 16.) Korm. rendelet A veszélyhelyzetre tekintettel egyes általános forgalmi adóval összefüggő eltérő szabályok megállapításáról[124]
- 430/2021. (VII. 16.) Korm. rendelet A harmadik országbeli állampolgárok magyarországi foglalkoztatásának nem összevont kérelmezési eljárás alapján történő engedélyezéséről, az engedélyezési kötelezettség alóli mentességről, a fővárosi és megyei kormányhivatal munkaügyi központjának az összevont kérelmezési eljárásban való szakhatósági közreműködéséről, valamint a Magyarországon engedélymentesen foglalkoztatható harmadik országbeli állampolgárok magyarországi foglalkoztatásának bejelentéséről, és a munkabér megtérítéséről szóló 445/2013. (XI. 28.) Korm. rendelet módosításáról[124]
- 431/2021. (VII. 16.) Korm. rendelet A Magyar Export-Import Bank Részvénytársaságról és a Magyar Exporthitel Biztosító Részvénytársaságról szóló 1994. évi XLII. törvény eltérő alkalmazásáról[124]
- 432/2021. (VII. 16.) Korm. rendelet A Magyar Export-Import Bank Részvénytársaság kamatkiegyenlítési rendszeréről szóló 85/1998. (V. 6.) Korm. rendelet módosításáról[124]
- 433/2021. (VII. 16.) Korm. rendelet A HEPA Magyar Exportfejlesztési Ügynökség Nonprofit Zártkörűen Működő Részvénytársaság és a Közép-európai Gazdaságfejlesztési Hálózat Nonprofit Korlátolt Felelősségű Társaság feladatainak meghatározásáról, valamint a Digitális Jólét Program végrehajtásával összefüggő egyes feladatokról, valamint a Kormányzati Informatikai Fejlesztési Ügynökségről szóló 268/2010. (XII. 3.) Korm. rendelet módosításáról szóló 127/2017. (VI. 8.) Korm. rendelet módosításáról szóló 163/2018. (IX. 10.) Korm. rendelet módosításáról[124]
- 434/2021. (VII. 16.) Korm. rendelet Az egyes továbbadott támogatások kihelyezésének részletes szabályairól szóló 187/2019. (VII. 30.) Korm. rendelet módosításáról[124]
- 435/2021. (VII. 16.) Korm. rendelet A szőlő-bor ágazatban folytatott hatósági eljárásokról és teljesítendő adatszolgáltatási kötelezettségekről[124]
- 436/2021. (VII. 16.) Korm. rendelet Az egyes gazdaságfejlesztési célú és munkahelyteremtő beruházásokkal összefüggő közigazgatási hatósági ügyek nemzetgazdasági szempontból kiemelt jelentőségű üggyé nyilvánításáról, valamint egyes nemzetgazdasági szempontból kiemelt jelentőségű üggyé nyilvánításról szóló kormányrendeletek módosításáról szóló 141/2018. (VII. 27.) Korm. rendelet módosításáról[124]
- 437/2021. (VII. 16.) Korm. rendelet A civil szervezetek gazdálkodása, az adománygyűjtés és a közhasznúság egyes kérdéseiről szóló 350/2011. (XII. 30.) Korm. rendelet módosításáról[124]
- 438/2021. (VII. 21.) Korm. rendelet Országos népszavazás megrendezhetőségéről[125]
- 439/2021. (VII. 23.) Korm. rendelet A járvány elleni védekezést elősegítő egyes intézkedésekről[126]
- 440/2021. (VII. 23.) Korm. rendelet A magyar mikro-, kis- és középvállalkozások megerősítésének stratégiája 2019−2030 végrehajtásával összefüggő feladatok ellátásáért felelős szervezetek kijelöléséről[126]
- 441/2021. (VII. 23.) Korm. rendelet A gazdaság újraindítása érdekében meghozandó, az építőipari ellátásbiztonság szempontjából stratégiai jelentőségű nyersanyagok és termékek kivitelével kapcsolatos regisztrációs eljárásról és egyéb intézkedésekről szóló 402/2021. (VII. 8.) Korm. rendelet módosításáról[126]
- 442/2021. (VII. 23.) Korm. rendelet A gazdaság újraindítása érdekében meghozandó, az építőipari ellátásbiztonság szempontjából stratégiai jelentőségű nyersanyagok és termékek kivitelével kapcsolatos regisztrációs eljárásról és egyéb intézkedésekről szóló 402/2021. (VII. 8.) Korm. rendelet módosításáról[126]
- 443/2021. (VII. 23.) Korm. rendelet A haditechnikai tevékenység engedélyezésének és a vállalkozások tanúsításának részletes szabályairól szóló 156/2017. (VI. 16.) Korm. rendelet módosításáról[126]
- 444/2021. (VII. 23.) Korm. rendelet A rozsdaövezeti akcióterületen létesített lakóingatlanban kialakított lakások vásárlásához kapcsolódó adó-visszatérítési támogatásról[126]
- 445/2021. (VII. 26.) Korm. rendelet A veszélyhelyzet során a légiforgalmi szolgálatok folyamatosságának fenntartása érdekében szükséges intézkedésekről[127]
- 446/2021. (VII. 26.) Korm. rendelet A veszélyhelyzet során a légiközlekedés biztonságának megőrzése és a COVID-elleni védekezéshez elengedhetetlen eszközök zökkenőmentes szállítása érdekében szükséges intézkedésekről[127]
- 447/2021. (VII. 26.) Korm. rendelet Egyes ipari és kereskedelmi szakmák gyakorlásához szükséges felelősségbiztosítás mértékéről, e szakmák deregulációjával összefüggésben a garantált bérminimummal kapcsolatos rendelkezésekről, valamint egyes műszaki szabályozási tárgyú kormányrendeletek módosításáról[127]
- 448/2021. (VII. 26.) Korm. rendelet Egyes kormányrendeleteknek a Slachta Margit Nemzeti Szociálpolitikai Intézet nevének változásával összefüggő módosításáról[127]
- 449/2021. (VII. 29.) Korm. rendelet A koronavírus elleni védőoltás kötelező igénybevételéről[128]
- 450/2021. (VII. 29.) Korm. rendelet A veszélyhelyzet idején a magyar állampolgárságról szóló 1993. évi LV. törvény eltérő alkalmazásáról[128]
- 451/2021. (VII. 29.) Korm. rendelet A szakhatósági közreműködés és hozzájárulás szabályainak veszélyhelyzetben történő eltérő alkalmazásáról[128]
- 452/2021. (VII. 30.) Korm. rendelet Az egyes gazdaságfejlesztési célú és munkahelyteremtő beruházásokkal összefüggő közigazgatási hatósági ügyek nemzetgazdasági szempontból kiemelt jelentőségű üggyé nyilvánításáról, valamint egyes nemzetgazdasági szempontból kiemelt jelentőségű üggyé nyilvánításról szóló kormányrendeletek módosításáról szóló 141/2018. (VII. 27.) Korm. rendelet módosításáról[129]
- 453/2021. (VII. 30.) Korm. rendelet A bányászatról szóló 1993. évi XLVIII. törvény végrehajtásáról szóló 203/1998. (XII. 19.) Korm. rendelet és az ásványi nyersanyagok és a geotermikus energia fajlagos értékének, valamint az értékszámítás módjának meghatározásáról szóló 54/2008. (III. 20.) Korm. rendelet módosításáról[129]
- 454/2021. (VII. 30.) Korm. rendelet Egyes agrártárgyú kormányrendeletek módosításáról[129]
- 455/2021. (VII. 30.) Korm. rendelet A kollektív befektetési formákról és kezelőikről, valamint egyes pénzügyi tárgyú törvények módosításáról szóló 2014. évi XVI. törvény eltérő alkalmazásáról[129]
- 456/2021. (VII. 30.) Korm. rendelet A kollektív befektetési formák befektetési és hitelfelvételi szabályairól szóló 78/2014. (III. 14.) Korm. rendelet módosításáról[129]

#### Augusztus (457−507)
- 457/2021. (VIII. 3.) Korm. rendelet Az augusztus 20-i állami ünnep, valamint egyes nemzetközi rendezvények megrendezésére vonatkozó eltérő szabályokról[130]
- 458/2021. (VIII. 3.) Korm. rendelet Az egyes beruházásokkal összefüggő közigazgatási hatósági ügyek nemzetgazdasági szempontból kiemelt jelentőségű üggyé nyilvánításáról, valamint egyes nemzetgazdasági szempontból kiemelt jelentőségű beruházásokkal összefüggő kormányrendeletek módosításáról szóló 83/2021. (II. 23.) Korm. rendelet módosításáról[130]
- 459/2021. (VIII. 4.) Korm. rendelet A településfejlesztési koncepcióról, az integrált településfejlesztési stratégiáról és a településrendezési eszközökről, valamint egyes településrendezési sajátos jogintézményekről szóló 314/2012. (XI. 8.) Korm. rendelet módosításáról[131]
- 460/2021. (VIII. 4.) Korm. rendelet A vízügyi igazgatási és a vízügyi, valamint a vízvédelmi hatósági feladatokat ellátó szervek kijelöléséről szóló 223/2014. (IX. 4.) Korm. rendelet módosításáról[131]
- 461/2021. (VIII. 5.) Korm. rendelet Egyes szakképzési tárgyú kormányrendeletek módosításáról[132]
- 462/2021. (VIII. 5.) Korm. rendelet A honvédelemmel összefüggő köznevelési ösztöndíjakról[132]
- 463/2021. (VIII. 5.) Korm. rendelet A honvédelemmel összefüggő felsőoktatási ösztöndíjakról[132]
- 464/2021. (VIII. 5.) Korm. rendelet A bejelentésköteles szolgáltatási tevékenységek tekintetében a bejelentés elmulasztása esetén fizetendő bírságról, továbbá a szolgáltatás felügyeletét ellátó hatóságok általános kijelöléséről szóló 186/2009. (IX. 10.) Korm. rendelet módosításáról[132]
- 465/2021. (VIII. 5.) Korm. rendelet Az egyes központi hivatalok és költségvetési szervi formában működő minisztériumi háttérintézmények felülvizsgálatával összefüggő jogutódlásáról, valamint egyes közfeladatok átvételéről szóló 378/2016. (XII. 2.) Korm. rendelet módosításáról[132]
- 466/2021. (VIII. 5.) Korm. rendelet Az egyes gazdaságfejlesztési célú és munkahelyteremtő beruházásokkal összefüggő közigazgatási hatósági ügyek nemzetgazdasági szempontból kiemelt jelentőségű üggyé nyilvánításáról, valamint egyes nemzetgazdasági szempontból kiemelt jelentőségű üggyé nyilvánításról szóló kormányrendeletek módosításáról szóló 141/2018. (VII. 27.) Korm. rendelet módosításáról[132]
- 467/2021. (VIII. 5.) Korm. rendelet Az egyes víziközmű-beruházásokkal összefüggő közigazgatási hatósági ügyek nemzetgazdasági szempontból kiemelt jelentőségű üggyé nyilvánításáról szóló 323/2020. (VII. 1.) Korm. rendelet módosításáról[132]
- 468/2021. (VIII. 6.) Korm. rendelet A járványügyi készültségi időszak utazási korlátozásairól szóló 408/2020. (VIII. 30.) Korm. rendelet módosításáról[133]
- 469/2021. (VIII. 6.) Korm. rendelet A tervezhető fogászati ellátások, a rehabilitációs ellátások, valamint a tervezhető invazív beavatkozások veszélyhelyzeti rendjéről[133]
- 470/2021. (VIII. 6.) Korm. rendelet A veszélyhelyzetre tekintettel, a nemzetgazdaság stabilitásának fenntartása érdekében a személyijövedelemadó-bevallási tervezet összeállításához és a hatékony ellenőrzéshez szükséges adatokról[133]
- 471/2021. (VIII. 6.) Korm. rendelet A légiközlekedésről szóló 1995. évi XCVII. törvény rendelkezésének veszélyhelyzet idején történő eltérő alkalmazásáról[133]
- 472/2021. (VIII. 6.) Korm. rendelet A magyar légtér igénybevételéről szóló 4/1998. (I. 16.) Korm. rendelet módosításáról[133]
- 473/2021. (VIII. 6.) Korm. rendelet A kereskedelmi tevékenységek végzésének feltételeiről szóló 210/2009. (IX. 29.) Korm. rendelet módosításáról[133]
- 474/2021. (VIII. 6.) Korm. rendelet A találmányok szabadalmi oltalmáról szóló 1995. évi XXXIII. törvény eltérő alkalmazásáról[133]
- 475/2021. (VIII. 6.) Korm. rendelet A GINOP Plusz-3.2.1-21 munkaerőpiaci program végrehajtásához szükséges rendelkezésekről[133]
- 476/2021. (VIII. 9.) Korm. rendelet Az egységes Állami Alkalmazás-fejlesztési Környezetről és az Állami Alkalmazás-katalógusról, valamint az egyes kapcsolódó kormányrendeletek módosításáról szóló 314/2018. (XII. 27.) Korm. rendelet módosításáról[134]
- 477/2021. (VIII. 9.) Korm. rendelet Az egységes kormányzati ügyiratkezelő rendszer érkeztető rendszere megszüntetéséről, valamint ezzel összefüggésben egyes kormányrendeletek módosításáról[134]
- 478/2021. (VIII. 11.) Korm. rendelet A SCHNELL ÖL Kereskedelmi és Szolgáltató Korlátolt Felelősségű Társaság "felszámolás alatt" reorganizációjához szükséges kormányzati intézkedésekről[135]
- 479/2021. (VIII. 11.) Korm. rendelet A Cronus Tömegáru-Fuvarozó és Szolgáltató Korlátolt Felelősségű Társaság "felszámolás alatt" reorganizációjához szükséges kormányzati intézkedésekről[135]
- 480/2021. (VIII. 11.) Korm. rendelet Az Imperial 22 Futárpostai és Egyéb Postai Szolgáltató Korlátolt Felelősségű Társaság "felszámolás alatt" reorganizációjához szükséges kormányzati intézkedésekről[135]
- 481/2021. (VIII. 13.) Korm. rendelet A Gazdaság-újraindítási Alap uniós fejlesztései fejezetbe tartozó fejezeti és központi kezelésű előirányzatok felhasználásának rendjéről[136]
- 482/2021. (VIII. 13.) Korm. rendelet Egyes kormányrendeleteknek a Magyarország 2022. évi központi költségvetésének megalapozásával összefüggő módosításáról[136]
- 483/2021. (VIII. 13.) Korm. rendelet A Kormány tagjainak feladat- és hatásköréről szóló 94/2018. (V. 22.) Korm. rendelet módosításáról[136]
- 484/2021. (VIII. 13.) Korm. rendelet Az ND Nemzeti Dohánykereskedelmi Nonprofit Zártkörűen Működő Részvénytársaság 100%-os állami tulajdonban lévő gazdasági társaság által ellátott feladatok központi költségvetési szervek általi átvételéről és a társaság megszüntetéséről, valamint az ezzel kapcsolatos eljárási kérdések rendezéséről[136]
- 485/2021. (VIII. 13.) Korm. rendelet A dohánytermék-kiskereskedelmi jogosultság átengedéséről szóló pályázattal, valamint a dohánytermék-kiskereskedelmi tevékenység gyakorlására jogosító koncessziós szerződéssel kapcsolatos egyes feladatok ellátásáról[136]
- 486/2021. (VIII. 13.) Korm. rendelet Az Európai Hálózatfinanszírozási Eszközből származó források felhasználásáról szóló 75/2016. (IV. 5.) Korm. rendelet módosításáról[136]
- 487/2021. (VIII. 13.) Korm. rendelet A Magyarország Helyreállítási és Ellenállóképességi Terve végrehajtásának alapvető szabályairól és felelős intézményeiről szóló 413/2021. (VII. 13.) Korm. rendelet módosításáról[136]
- 488/2021. (VIII. 13.) Korm. rendelet A 2014−2020 programozási időszakban az egyes európai uniós alapokból származó támogatások felhasználásának rendjéről szóló 272/2014. (XI. 5.) Korm. rendelet módosításáról[136]
- 489/2021. (VIII. 13.) Korm. rendelet Az állami projektértékelői jogviszonyról, valamint egyes kapcsolódó törvények módosításáról szóló 2016. évi XXXIII. törvény végrehajtásáról szóló 110/2016. (V. 25.) Korm. rendelet módosításáról[136]
- 490/2021. (VIII. 13.) Korm. rendelet Az adatok végleges hozzáférhetetlenné tételét lehetővé tevő alkalmazás biztosításával kapcsolatos eljárási szabályok meghatározásáról szóló 726/2020. (XII. 31.) Korm. rendelet módosításáról[136]
- 491/2021. (VIII. 13.) Korm. rendelet A Nemzeti Fejlesztési Ügynökség megszüntetésével összefüggő egyes kérdésekről szóló 475/2013. (XII. 17.) Korm. rendelet módosításáról[136]
- 492/2021. (VIII. 13.) Korm. rendelet A Nemzeti Örökség Intézete létrehozásáról szóló 144/2013. (V. 14.) Korm. rendelet, valamint a Kormány tagjainak feladat- és hatásköréről szóló 94/2018. (V. 22.) Korm. rendelet módosításáról[136]
- 493/2021. (VIII. 16.) Korm. rendelet A Magyarország Kormánya és a Kirgiz Köztársaság Kormánya között a Magyar−Kirgiz Fejlesztési Alapról szóló Megállapodás kihirdetéséről[137]
- 494/2021. (VIII. 16.) Korm. rendelet A magyar−román határszakaszon Elek−Ottlaka és Dombegyház−Kisvarjas között tervezett közúti határátkelőhelyek létrehozásával összefüggő közigazgatási hatósági ügyek nemzetgazdasági szempontból kiemelt jelentőségű üggyé nyilvánításáról[137]
- 495/2021. (VIII. 16.) Korm. rendelet Egyes kulturális beruházásokkal kapcsolatos kormányrendeletek módosításáról[137]
- 496/2021. (VIII. 16.) Korm. rendelet Az Útravaló Ösztöndíjprogramról szóló 152/2005. (VIII. 2.) Korm. rendelet módosításáról[137]
- 497/2021. (VIII. 16.) Korm. rendelet A lelkiismereti és vallásszabadság jogáról, valamint az egyházak, vallásfelekezetek és vallási közösségek jogállásáról szóló 2011. évi CCVI. törvény végrehajtásáról szóló 231/2019. (X. 4.) Korm. rendelet módosításáról[137]
- 498/2021. (VIII. 16.) Korm. rendelet Az egyes beruházásokkal összefüggő közigazgatási hatósági ügyek nemzetgazdasági szempontból kiemelt jelentőségű üggyé nyilvánításáról, valamint egyes nemzetgazdasági szempontból kiemelt jelentőségű beruházásokkal összefüggő kormányrendeletek módosításáról szóló 83/2021. (II. 23.) Korm. rendelet módosításáról[137]
- 499/2021. (VIII. 18.) Korm. rendelet A különleges jogállású szervek által közszolgálati jogviszonyban foglalkoztatottak képzéséről, továbbképzéséről, valamint egyes továbbképzési tárgyú kormányrendeletek módosításáról[138]
- 500/2021. (VIII. 18.) Korm. rendelet Egyes kormányrendeleteknek a Szabályozott Tevékenységek Felügyeleti Hatóságának létrehozásával kapcsolatos módosításáról[138]
- 501/2021. (VIII. 18.) Korm. rendelet Egyes kormányrendeleteknek a turizmus-vendéglátás ágazatot érintő stratégiai célú módosításáról[138]
- 502/2021. (VIII. 18.) Korm. rendelet A praxisközösségekről szóló 53/2021. (II. 9.) Korm. rendelet módosításáról[138]
- 503/2021. (VIII. 18.) Korm. rendelet Egyes közbeszerzési tárgyú kormányrendeletek, valamint az Országos Statisztikai Adatfelvételi Program kötelező adatszolgáltatásairól szóló 388/2017. (XII. 13.) Korm. rendelet módosításáról[138]
- 504/2021. (VIII. 18.) Korm. rendelet Egyes nemzetgazdasági szempontból kiemelt jelentőségű beruházásokkal összefüggő kormányrendeletek módosításáról[138]
- 505/2021. (VIII. 19.) Korm. rendelet A Start Garancia Pénzügyi Szolgáltató Zrt. kezességvállalásaihoz kapcsolódó állami viszontgarancia részletszabályairól[139]
- 506/2021. (VIII. 19.) Korm. rendelet A Nemzeti Adó- és Vámhivatal szerveinek hatásköréről és illetékességéről szóló 485/2015. (XII. 29.) Korm. rendelet és az adóigazgatási eljárás részletszabályairól szóló 465/2017. (XII. 28.) Korm. rendelet módosításáról[139]
- 507/2021. (VIII. 31.) Korm. rendelet A koronavírus elleni védőoltás kötelező igénybevételéről szóló 449/2021. (VII. 29.) Korm. rendelet módosításáról[140]

#### Szeptember (508−561)
- 508/2021. (IX. 3.) Korm. rendelet A köznevelési feladat ellátásához kapcsolódó védelmi intézkedések veszélyhelyzeti szabályairól[141]
- 509/2021. (IX. 3.) Korm. rendelet A tömeges bevándorlás okozta válsághelyzet Magyarország egész területére történő elrendeléséről, valamint a válsághelyzet elrendelésével, fennállásával és megszüntetésével összefüggő szabályokról szóló 41/2016. (III. 9.) Korm. rendelet módosításáról[141]
- 510/2021. (IX. 3.) Korm. rendelet A Nemzeti Építőipari Felügyeleti és Adatszolgáltató Rendszerbe tartozó tevékenységekről, valamint az Építőipari Monitoring- és Adatszolgáltató Rendszerről[141]
- 511/2021. (IX. 3.) Korm. rendelet A területfejlesztési koncepció, a területfejlesztési program és a területrendezési terv tartalmi követelményeiről, valamint illeszkedésük, kidolgozásuk, egyeztetésük, elfogadásuk és közzétételük részletes szabályairól szóló 218/2009. (X. 6.) Korm. rendelet módosításáról[141]
- 512/2021. (IX. 3.) Korm. rendelet Az elektronikus ügyintézés részletszabályairól szóló 451/2016. (XII. 19.) Korm. rendelet és a fővárosi és megyei kormányhivatalokról, valamint a járási (fővárosi kerületi) hivatalokról szóló 86/2019. (IV. 23.) Korm. rendelet módosításáról[141]
- 513/2021. (IX. 3.) Korm. rendelet A Dunakeszin alap- és középfokú oktatási intézmények és kulturális központ létrejöttét célzó beruházással összefüggő közigazgatási hatósági ügyek nemzetgazdasági szempontból kiemelt jelentőségű üggyé nyilvánításáról szóló 224/2019. (IX. 25.) Korm. rendelet módosításáról[141]
- 514/2021. (IX. 6.) Korm. rendelet A Magyar Államnak a Róbert Károly Meddőségi Centrum Korlátolt Felelősségű Társaság feletti irányítás megszerzésével megvalósuló összefonódás közérdekből történő nemzetstratégiai jelentőségűnek minősítéséről[142]
- 515/2021. (IX. 6.) Korm. rendelet A járvány elleni védekezést elősegítő egyes intézkedésekről szóló 439/2021. (VII. 23.) Korm. rendelet módosításáról[143]
- 516/2021. (IX. 6.) Korm. rendelet A koronavírus elleni védőoltás kötelező igénybevételéről szóló 449/2021. (VII. 29.) Korm. rendelet módosításáról[143]
- 517/2021. (IX. 6.) Korm. rendelet A vállalkozások reorganizációjáról, valamint a csődeljárásról és a felszámolási eljárásról szóló 1991. évi XLIX. törvény, továbbá a cégnyilvánosságról, a bírósági cégeljárásról és a végelszámolásról szóló 2006. évi V. törvény eltérő alkalmazásáról szóló 345/2021. (VI. 18.) Korm. rendelet módosításáról[143]
- 518/2021. (IX. 6.) Korm. rendelet Az egészségügyi szolgáltatások Egészségbiztosítási Alapból történő finanszírozásának részletes szabályairól szóló 43/1999. (III. 3.) Korm. rendelet, valamint az egyes egészségügyi dolgozók és egészségügyben dolgozók illetmény- vagy bérnövelésének, valamint az ahhoz kapcsolódó támogatás igénybevételének részletes szabályairól szóló 256/2013. (VII. 5.) Korm. rendelet módosításáról[143]
- 519/2021. (IX. 6.) Korm. rendelet Az egészségügyi szolgáltatások Egészségbiztosítási Alapból történő finanszírozásának részletes szabályairól szóló 43/1999. (III. 3.) Korm. rendelet módosításáról[143]
- 520/2021. (IX. 6.) Korm. rendelet A felsőoktatási felvételi eljárásról szóló 423/2012. (XII. 29.) Korm. rendelet módosításáról[143]
- 521/2021. (IX. 6.) Korm. rendelet Az Egészséges Budapest Program megvalósításával összefüggő közigazgatási hatósági ügyek nemzetgazdasági szempontból kiemelt jelentőségű üggyé nyilvánításáról szóló 98/2017. (IV. 27.) Korm. rendelet módosításáról[143]
- 522/2021. (IX. 6.) Korm. rendelet A HUNGARORING Sport Zártkörűen Működő Részvénytársaság Stratégiai Fejlesztési Programjának keretében megvalósuló beruházással összefüggő közigazgatási hatósági ügyek nemzetgazdasági szempontból kiemelt jelentőségű üggyé nyilvánításáról szóló 255/2017. (IX. 5.) Korm. rendelet módosításáról[143]
- 523/2021. (IX. 6.) Korm. rendelet Az egyes gazdaságfejlesztési célú és munkahelyteremtő beruházásokkal összefüggő közigazgatási hatósági ügyek nemzetgazdasági szempontból kiemelt jelentőségű üggyé nyilvánításáról, valamint egyes nemzetgazdasági szempontból kiemelt jelentőségű üggyé nyilvánításról szóló kormányrendeletek módosításáról szóló 141/2018. (VII. 27.) Korm. rendelet módosításáról[143]
- 524/2021. (IX. 8.) Korm. rendelet A muzeális jellegű járművek minősítési rendszerének átalakításával kapcsolatban szükséges egyes közlekedési tárgyú kormányrendeletek módosításáról[144]
- 525/2021. (IX. 8.) Korm. rendelet Egyes beruházásokkal összefüggő kormányrendeletek módosításáról[144]
- 526/2021. (IX. 14.) Korm. rendelet A koronavírus-világjárvány nemzetgazdaságot érintő hatásának enyhítése érdekében szükséges gazdasági intézkedésről szóló 603/2020. (XII. 18.) Korm. rendelet módosításáról[145]
- 527/2021. (IX. 14.) Korm. rendelet A kórházparancsnoki és intézményparancsnoki feladatok ellátásának szüneteléséről szóló 367/2021. (VI. 30.) Korm. rendelet módosításáról[145]
- 528/2021. (IX. 14.) Korm. rendelet Az augusztus 20-i állami ünnep, valamint egyes nemzetközi rendezvények megrendezésére vonatkozó eltérő szabályokról szóló 457/2021. (VIII. 3.) Korm. rendelet módosításáról[145]
- 529/2021. (IX. 14.) Korm. rendelet A családi otthonteremtési kedvezmény tekintetében a veszélyhelyzettel összefüggő egyes eltérő rendelkezésekről[145]
- 530/2021. (IX. 14.) Korm. rendelet A családok támogatásaival összefüggő egyes kormányrendeletek módosításáról[145]
- 531/2021. (IX. 14.) Korm. rendelet Az önköltséges képzésre történő átsorolásról[145]
- 532/2021. (IX. 14.) Korm. rendelet Egyes egészségügyi intézkedésekről[145]
- 533/2021. (IX. 14.) Korm. rendelet A harmadik országbeli állampolgárok beutazásáról és tartózkodásáról szóló 2007. évi II. törvény végrehajtásáról szóló 114/2007. (V. 24.) Korm. rendeletnek az egyes harmadik országbeli állampolgárok és azok közeli hozzátartozói ideiglenes magyarországi ellátásával kapcsolatos módosításáról[145]
- 534/2021. (IX. 14.) Korm. rendelet A lelkiismereti és vallásszabadság jogáról, valamint az egyházak, vallásfelekezetek és vallási közösségek jogállásáról szóló 2011. évi CCVI. törvény végrehajtásáról szóló 231/2019. (X. 4.) Korm. rendelet módosításáról[145]
- 535/2021. (IX. 14.) Korm. rendelet A HEPA Magyar Exportfejlesztési Ügynökség Nonprofit Zártkörűen Működő Részvénytársaság és a Közép-európai Gazdaságfejlesztési Hálózat Nonprofit Korlátolt Felelősségű Társaság feladatainak meghatározásáról, valamint a Digitális Jólét Program végrehajtásával összefüggő egyes feladatokról, valamint a Kormányzati Informatikai Fejlesztési Ügynökségről szóló 268/2010. (XII. 3.) Korm. rendelet módosításáról szóló 127/2017. (VI. 8.) Korm. rendelet módosításáról szóló 163/20¹18. (IX. 10.) Korm. rendelet módosításáról[145]
- 536/2021. (IX. 15.) Korm. rendelet A hiteltörlesztési moratórium veszélyhelyzettel kapcsolatos különös szabályainak bevezetéséről szóló 637/2020. (XII. 22.) Korm. rendelet módosításáról[146]
- 537/2021. (IX. 15.) Korm. rendelet A hiteltörlesztési moratóriumhoz kapcsolódó egyes szerződések elszámolási szabályairól[146]
- 538/2021. (IX. 15.) Korm. rendelet A tanárképzés rendszeréről, a szakosodás rendjéről és a tanárszakok jegyzékéről szóló 283/2012. (X. 4.) Korm. rendelet módosításáról[146]
- 539/2021. (IX. 21.) Korm. rendelet Az orvos- és egészségtudományi képzésben részt vevő hallgatók járványügyi védekezésben történő részvételéről[147]
- 540/2021. (IX. 24.) Korm. rendelet A veszélyhelyzet során a személy- és vagyonegyesítő szervezetek működésére vonatkozó eltérő rendelkezések újbóli bevezetéséről szóló 502/2020. (XI. 16.) Korm. rendelet, valamint a veszélyhelyzet ideje alatt a bírósági és ügyészségi szervezeti és jogállási törvények egyes rendelkezéseinek eltérő alkalmazásáról szóló 531/2020. (XI. 28.) Korm. rendelet módosításáról[148]
- 541/2021. (IX. 24.) Korm. rendelet Az új lakások építéséhez, vásárlásához kapcsolódó lakáscélú támogatásról szóló 16/2016. (II. 10.) Korm. rendelet módosításáról, valamint a családok támogatásaival összefüggő egyes kormányrendeletek módosításáról szóló 530/2021. (IX. 14.) Korm. rendelet eltérő szöveggel történő hatálybalépéséről[148]
- 542/2021. (IX. 24.) Korm. rendelet Az egészségügyi szolgáltatások Egészségbiztosítási Alapból történő finanszírozásának részletes szabályairól szóló 43/1999. (III. 3.) Korm. rendelet módosításáról[148]
- 543/2021. (IX. 24.) Korm. rendelet A büntetőeljárásról szóló 2017. évi XC. törvénynek a veszélyhelyzet idején történő eltérő alkalmazásáról[148]
- 544/2021. (IX. 24.) Korm. rendelet A hallgatói hitelrendszerről szóló 1/2012. (I. 20.) Korm. rendelet módosításáról[148]
- 545/2021. (IX. 24.) Korm. rendelet A sportakadémiákról szóló 303/2019. (XII. 12.) Korm. rendelet módosításáról[148]
- 546/2021. (IX. 24.) Korm. rendelet Az egyes beruházásokkal összefüggő közigazgatási hatósági ügyek nemzetgazdasági szempontból kiemelt jelentőségű üggyé nyilvánításáról, valamint egyes nemzetgazdasági szempontból kiemelt jelentőségű beruházásokkal összefüggő kormányrendeletek módosításáról szóló 83/2021. (II. 23.) Korm. rendelet módosításáról és a Magyar Nemzeti Bank központi épülete felújítására, fejlesztésére irányuló építési beruházással összefüggő közigazgatási hatósági ügyek kiemelt jelentőségű üggyé nyilvánításáról és az eljáró hatóságok kijelöléséről szóló 452/2013. (XI. 28.) Korm. rendelet hatályon kívül helyezéséről[148]
- 547/2021. (IX. 28.) Korm. rendelet Az igazságügyi szakértők statisztikai adatszolgáltatási kötelezettségének teljesítési határidejére, valamint az igazságügyi szakértői névjegyzéket vezető hatóság ellenőrzési tevékenységének megindítási határidejére vonatkozó, a veszélyhelyzet idején alkalmazandó eltérő szabályokról[149]
- 548/2021. (IX. 28.) Korm. rendelet A gazdaság újraindítása érdekében meghozandó, az építőipari ellátásbiztonság szempontjából stratégiai jelentőségű nyersanyagok és termékek kivitelével kapcsolatos regisztrációs eljárásról és egyéb intézkedésekről szóló 402/2021. (VII. 8.) Korm. rendelet módosításáról[149]
- 549/2021. (IX. 28.) Korm. rendelet Az egyes továbbadott támogatások kihelyezésének részletes szabályairól szóló 187/2019. (VII. 30.) Korm. rendelet módosításáról[149]
- 550/2021. (IX. 28.) Korm. rendelet A hallgatói hitelrendszerről szóló 1/2012. (I. 20.) Korm. rendelet módosításáról[149]
- 551/2021. (IX. 28.) Korm. rendelet Az egyes kimagasló sporteredmények állami jutalmáról szóló 200/2013. (VI. 13.) Korm. rendelet módosításáról[149]
- 552/2021. (IX. 28.) Korm. rendelet A sportinfrastruktúra-fejlesztések megvalósításával összefüggő közigazgatási hatósági ügyek nemzetgazdasági szempontból kiemelt jelentőségű üggyé nyilvánításáról szóló 65/2019. (III. 27.) Korm. rendelet módosításáról[149]
- 553/2021. (IX. 28.) Korm. rendelet A kiemelt nemzetközi sport- és sportdiplomáciai eseményekről és az azokhoz kapcsolódó költségvetési támogatásokról szóló 565/2020. (XII. 8.) Korm. rendelet módosításáról[149]
- 554/2021. (IX. 29.) Korm. rendelet Magyarország Kormánya és a Szerb Köztársaság Kormánya között a baráti kapcsolatokról és a stratégiai partnerségi együttműködésről szóló szerződés kihirdetéséről[19]
- 555/2021. (IX. 29.) Korm. rendelet A Nemzeti Stadionfejlesztési Program keretében megvalósítandó egyes labdarúgó sportlétesítmény-fejlesztési beruházások megvalósításával összefüggő közigazgatási hatósági ügyek kiemelt jelentőségű üggyé nyilvánításáról és az eljáró hatóságok kijelöléséről szóló 15/2014. (I. 30.) Korm. rendelet módosításáról[19]
- 556/2021. (IX. 29.) Korm. rendelet A Honvédelmi Sportközpontok fejlesztése keretében megvalósuló beruházással összefüggő közigazgatási hatósági ügyek nemzetgazdasági szempontból kiemelt jelentőségű üggyé nyilvánításáról szóló 479/2017. (XII. 28.) Korm. rendelet módosításáról[19]
- 557/2021. (IX. 29.) Korm. rendelet Az egyes gazdaságfejlesztési célú és munkahelyteremtő beruházásokkal összefüggő közigazgatási hatósági ügyek nemzetgazdasági szempontból kiemelt jelentőségű üggyé nyilvánításáról, valamint egyes nemzetgazdasági szempontból kiemelt jelentőségű üggyé nyilvánításról szóló kormányrendeletek módosításáról szóló 141/2018. (VII. 27.) Korm. rendelet módosításáról[19]
- 558/2021. (IX. 29.) Korm. rendelet Az egyes gazdaságfejlesztési célú és munkahelyteremtő beruházásokkal összefüggő közigazgatási hatósági ügyek nemzetgazdasági szempontból kiemelt jelentőségű üggyé nyilvánításáról, valamint egyes nemzetgazdasági szempontból kiemelt jelentőségű üggyé nyilvánításról szóló kormányrendeletek módosításáról szóló 141/2018. (VII. 27.) Korm. rendelet módosításáról[19]
- 559/2021. (IX. 29.) Korm. rendelet Az egyes beruházásokkal összefüggő közigazgatási hatósági ügyek nemzetgazdasági szempontból kiemelt jelentőségű üggyé nyilvánításáról, valamint egyes nemzetgazdasági szempontból kiemelt jelentőségű beruházásokkal összefüggő kormányrendeletek módosításáról szóló 83/2021. (II. 23.) Korm. rendelet módosításáról[19]
- 560/2021. (IX. 30.) Korm. rendelet A veszélyhelyzetre tekintettel a gyermeket nevelő magánszemélyek adóvisszatérítéséről[150]
- 561/2021. (IX. 30.) Korm. rendelet A veszélyhelyzetre tekintettel, a nemzetgazdaság stabilitásának fenntartása érdekében a személyijövedelemadó-bevallási tervezet összeállításához és a hatékony ellenőrzéshez szükséges adatokról szóló 470/2021. (VIII. 6.) Korm. rendelet módosításáról[150]

#### Október (562−604)
- 562/2021. (X. 1.) Korm. rendelet Egyes fejlesztéspolitikai tárgyú kormányrendeletek módosításáról[151]
- 563/2021. (X. 1.) Korm. rendelet Az idegennyelv-tudást igazoló államilag elismert nyelvvizsgáztatásról és a külföldön kiállított, idegennyelv-tudást igazoló nyelvvizsga-bizonyítványok Magyarországon történő honosításáról szóló 137/2008. (V. 16.) Korm. rendelet módosításáról[151]
- 564/2021. (X. 4.) Korm. rendelet A rendőrségi együttműködés és a büntetőügyekben folytatott igazságügyi együttműködés terén a Schengeni Információs Rendszer (SIS) keretében történő információcsere részletes szabályairól[152]
- 565/2021. (X. 4.) Korm. rendelet A jogellenesen tartózkodó harmadik országbeli állampolgárok visszaküldése és a határforgalom-ellenőrzés terén a Schengeni Információs Rendszer (SIS) keretében történő információcsere részletes szabályairól[152]
- 566/2021. (X. 4.) Korm. rendelet Az egyes beruházásokkal összefüggő közigazgatási hatósági ügyek nemzetgazdasági szempontból kiemelt jelentőségű üggyé nyilvánításáról, valamint egyes nemzetgazdasági szempontból kiemelt jelentőségű beruházásokkal összefüggő kormányrendeletek módosításáról szóló 83/2021. (II. 23.) Korm. rendelet módosításáról[152]
- 567/2021. (X. 6.) Korm. rendelet A nyugellátások és egyes más ellátások 2021. november havi kiegészítő emeléséről[153]
- 568/2021. (X. 6.) Korm. rendelet A 2021. évi nyugdíjprémiumról és egyes más ellátások után járó egyszeri juttatásról[153]
- 569/2021. (X. 6.) Korm. rendelet A termőföld más célú hasznosításával járó vasúthatósági engedélyezési eljárásoknak a veszélyhelyzet ideje alatti sajátos szabályairól[153]
- 570/2021. (X. 6.) Korm. rendelet A vasúti építmények építésügyi hatósági engedélyezési eljárásainak részletes szabályairól szóló 289/2012. (X. 11.) Korm. rendelet módosításáról[153]
- 571/2021. (X. 6.) Korm. rendelet A Klebelsberg Képzési Ösztöndíjról szóló 52/2013. (II. 25.) Korm. rendelet módosításáról[153]
- 572/2021. (X. 8.) Korm. rendelet A Közösségi Élet Újraindításáért Felelős Operatív Törzs megszüntetése érdekében a Közösségi Élet Újraindításáért Felelős Operatív Törzs létrehozásáról és feladatairól szóló 325/2021. (VI. 9.) Korm. rendelet hatályon kívül helyezéséről[154]
- 573/2021. (X. 8.) Korm. rendelet A hallgatói hitelrendszerről szóló 1/2012. (I. 20.) Korm. rendelet módosításáról[154]
- 574/2021. (X. 12.) Korm. rendelet A 2021−2027-es programozási időszakban megvalósuló transznacionális és interregionális együttműködési programok végrehajtási intézményeiről[155]
- 575/2021. (X. 12.) Korm. rendelet Az Országos Beruházás Monitoring Rendszer eljárásrendjéről és működtetéséről[155]
- 576/2021. (X. 12.) Korm. rendelet Egyes vízügyi tárgyú kormányrendeletek módosításáról[155]
- 577/2021. (X. 12.) Korm. rendelet A doktori iskolákról, a doktori eljárások rendjéről és a habilitációról szóló 387/2012. (XII. 19.) Korm. rendelet módosításáról[155]
- 578/2021. (X. 12.) Korm. rendelet A Magyar Művészeti Akadémia tagjainak életjáradékáról, valamint életjáradékban részesített tagjának elhalálozása esetén megállapítható hozzátartozói ellátásokról szóló 208/2013. (VI. 17.) Korm. rendelet módosításáról[155]
- 579/2021. (X. 12.) Korm. rendelet A Magyar Turisztikai Ügynökség Zártkörűen Működő Részvénytársaság turizmussal és vendéglátással kapcsolatos egyes feladatainak meghatározásáról szóló 61/2017. (III. 20.) Korm. rendelet módosításáról[155]
- 580/2021. (X. 12.) Korm. rendelet A Fényes Okos Intézmények Program keretében egyes intézményekben történő világításkorszerűsítési feladatok elvégzésére vonatkozó kijelölésről szóló 192/2020. (V. 8.) Korm. rendelet módosításáról[155]
- 581/2021. (X. 12.) Korm. rendelet A Stipendium Hungaricumról szóló 285/2013. (VII. 26.) Korm. rendelet és a Diaszpóra Felsőoktatási Ösztöndíjprogramról, valamint a Diaszpóra Felsőoktatási Ösztöndíjprogram működéséhez szükséges egyes kormányrendeletek módosításáról szóló 203/2020. (V. 14.) Korm. rendelet módosításáról[155]
- 582/2021. (X. 12.) Korm. rendelet Az egyes beruházásokkal összefüggő közigazgatási hatósági ügyek nemzetgazdasági szempontból kiemelt jelentőségű üggyé nyilvánításáról, valamint egyes nemzetgazdasági szempontból kiemelt jelentőségű beruházásokkal összefüggő kormányrendeletek módosításáról szóló 83/2021. (II. 23.) Korm. rendelet módosításáról[155]
- 583/2021. (X. 12.) Korm. rendelet Az egyes beruházásokkal összefüggő közigazgatási hatósági ügyek nemzetgazdasági szempontból kiemelt jelentőségű üggyé nyilvánításáról, valamint egyes nemzetgazdasági szempontból kiemelt jelentőségű beruházásokkal összefüggő kormányrendeletek módosításáról szóló 83/2021. (II. 23.) Korm. rendelet módosításáról[155]
- 584/2021. (X. 14.) Korm. rendelet A veszélyhelyzet ideje alatt a 14. életévét be nem töltött kiskorú számára a szálláshely-szolgáltatás igénybevételével kapcsolatos okmány bemutatási kötelezettség alóli mentesítésről[156]
- 585/2021. (X. 14.) Korm. rendelet A veszélyhelyzet során a személy- és vagyonegyesítő szervezetek működésére vonatkozó eltérő rendelkezések újbóli bevezetéséről szóló 502/2020. (XI. 16.) Korm. rendelet módosításáról[156]
- 586/2021. (X. 14.) Korm. rendelet A Budapesti Agglomerációhoz tartozó Pest megyei településeken működő köznevelési intézmények infrastrukturális fejlesztéseivel összefüggő közigazgatási hatósági ügyek nemzetgazdasági szempontból kiemelt jelentőségű üggyé nyilvánításáról[156]
- 587/2021. (X. 14.) Korm. rendelet Az egyes beruházásokkal összefüggő közigazgatási hatósági ügyek nemzetgazdasági szempontból kiemelt jelentőségű üggyé nyilvánításáról, valamint egyes nemzetgazdasági szempontból kiemelt jelentőségű beruházásokkal összefüggő kormányrendeletek módosításáról szóló 83/2021. (II. 23.) Korm. rendelet módosításáról[156]
- 588/2021. (X. 20.) Korm. rendelet A 2021. év őszén tartott egyes rendezvényekre vonatkozó eltérő szabályokról[157]
- 589/2021. (X. 20.) Korm. rendelet A Tokaj-Zemplén Térség Fejlesztési Program keretében megvalósuló beruházásokkal összefüggő közigazgatási hatósági ügyek nemzetgazdasági szempontból kiemelt jelentőségű üggyé nyilvánításáról, valamint az egyes közlekedésfejlesztési projektekkel összefüggő közigazgatási hatósági ügyek nemzetgazdasági szempontból kiemelt jelentőségű üggyé nyilvánításáról és az eljáró hatóságok kijelöléséről szóló 345/2012. (XII. 6.) Korm. rendelet módosításáról[157]
- 590/2021. (X. 20.) Korm. rendelet Egyes kormányrendeletek módosításáról[157]
- 591/2021. (X. 20.) Korm. rendelet Az egyes beruházásokkal összefüggő közigazgatási hatósági ügyek nemzetgazdasági szempontból kiemelt jelentőségű üggyé nyilvánításáról, valamint egyes nemzetgazdasági szempontból kiemelt jelentőségű beruházásokkal összefüggő kormányrendeletek módosításáról szóló 83/2021. (II. 23.) Korm. rendelet módosításáról[157]
- 592/2021. (X. 27.) Korm. rendelet Az egyes veszélyes anyagok elektromos és elektronikus berendezésekben való alkalmazásának korlátozásáról szóló 374/2012. (XII. 18.) Korm. rendelet módosításáról[21]
- 593/2021. (X. 27.) Korm. rendelet A turisztikai térségek fejlesztésének állami feladatairól szóló törvény végrehajtásáról szóló 235/2019. (X. 15.) Korm. rendelet és a turisztikai térségek meghatározásáról szóló 429/2020. (IX. 14.) Korm. rendelet módosításáról[21]
- 594/2021. (X. 27.) Korm. rendelet Egyes nemzetgazdasági szempontból kiemelt jelentőségű beruházásokkal összefüggő kormányrendeletek módosításáról[21]
- 595/2021. (X. 27.) Korm. rendelet Az egyes beruházásokkal összefüggő közigazgatási hatósági ügyek nemzetgazdasági szempontból kiemelt jelentőségű üggyé nyilvánításáról, valamint egyes nemzetgazdasági szempontból kiemelt jelentőségű beruházásokkal összefüggő kormányrendeletek módosításáról szóló 83/2021. (II. 23.) Korm. rendelet módosításáról[21]
- 596/2021. (X. 27.) Korm. rendelet Az egyes beruházásokkal összefüggő közigazgatási hatósági ügyek nemzetgazdasági szempontból kiemelt jelentőségű üggyé nyilvánításáról, valamint egyes nemzetgazdasági szempontból kiemelt jelentőségű beruházásokkal összefüggő kormányrendeletek módosításáról szóló 83/2021. (II. 23.) Korm. rendelet módosításáról[21]
- 597/2021. (X. 28.) Korm. rendelet A veszélyhelyzet idején alkalmazandó védelmi intézkedések második üteméről szóló 484/2020. (XI. 10.) Korm. rendelet módosításáról[158]
- 598/2021. (X. 28.) Korm. rendelet A munkahelyek koronavírus elleni védelméről[158]
- 599/2021. (X. 28.) Korm. rendelet A koronavírus elleni védőoltásnak az állami és önkormányzati intézményeknél foglalkoztatottak által történő kötelező igénybevételéről[158]
- 600/2021. (X. 29.) Korm. rendelet Egyes kormányrendeleteknek a határon átnyúló egészségügyi ellátáshoz kapcsolódó jogok érvényesítése érdekében kijelölt nemzeti kapcsolattartó szerv kijelölésével összefüggő módosításáról[159]
- 601/2021. (X. 29.) Korm. rendelet Az egészségügyi szolgáltatások Egészségbiztosítási Alapból történő finanszírozásának részletes szabályairól szóló 43/1999. (III. 3.) Korm. rendelet módosításáról[159]
- 602/2021. (X. 29.) Korm. rendelet A víziközmű-szolgáltatásról szóló 2011. évi CCIX. törvény egyes rendelkezéseinek végrehajtásáról szóló 58/2013. (II. 27.) Korm. rendelet módosításáról[159]
- 603/2021. (X. 29.) Korm. rendelet Az állami tulajdonban levő ÉMI Nonprofit Kft. állami építési beruházásokkal kapcsolatos egyes műszaki szolgáltatási feladatok elvégzésére vonatkozó kijelöléséről szóló 51/2016. (III. 17.) Korm. rendelet módosításáról[159]
- 604/2021. (X. 29.) Korm. rendelet Az egyes közérdeken alapuló kényszerítő indok alapján eljáró szakhatóságok kijelöléséről szóló 531/2017. (XII. 29.) Korm. rendelet és a 2022. évi férfi kézilabda Európa-bajnokság Budapesten való megrendezéséhez szükséges létesítményfejlesztés kiemelt budapesti fejlesztéssé, valamint a beruházással összefüggő közigazgatási hatósági ügyek nemzetgazdasági szempontból kiemelt jelentőségű üggyé nyilvánításáról, továbbá a beruházással kapcsolatos sajátos szabályok megállapításáról szóló 64/2019. (III. 27.) Korm. rendelet módosításáról[159]

#### November (605−662)
- 605/2021. (XI. 2.) Korm. rendelet Az egészségügyi szolgáltatások Egészségbiztosítási Alapból történő finanszírozásának részletes szabályairól szóló 43/1999. (III. 3.) Korm. rendelet módosításáról[160]
- 606/2021. (XI. 5.) Korm. rendelet A természetes személyek adósságrendezéséről szóló 2015. évi CV. törvény hiteltörlesztési moratóriummal összefüggő eltérő alkalmazásáról[161]
- 607/2021. (XI. 5.) Korm. rendelet A nemzeti adatvagyon hasznosításával összefüggő egyes részletszabályokról[161]
- 608/2021. (XI. 5.) Korm. rendelet A népszámlálás elhalasztásával összefüggő rendelkezésekről szóló 67/2021. (II. 19.) Korm. rendelet módosításáról[161]
- 609/2021. (XI. 5.) Korm. rendelet Egyes légiközlekedési tárgyú kormányrendeletek módosításáról[161]
- 610/2021. (XI. 5.) Korm. rendelet Az egyes víziközmű beruházásokkal összefüggő közigazgatási hatósági ügyek nemzetgazdasági szempontból kiemelt jelentőségű üggyé nyilvánításáról szóló 323/2020. (VII. 1.) Korm. rendelet módosításáról[161]
- 611/2021. (XI. 8.) Korm. rendelet A veszélyhelyzet ideje alatt teendő, egyes szociális és gyermekvédelmi ellátásokkal kapcsolatos intézkedésekről, valamint a szociális és gyermekvédelmi szolgáltatásoknak a veszélyhelyzet ideje alatt elrendelt működési rendjéről szóló 556/2020. (XII. 4.) Korm. rendelet módosításáról[162]
- 612/2021. (XI. 8.) Korm. rendelet A munkahelyek koronavírus elleni védelméről szóló 598/2021. (X. 28.) Korm. rendelet módosításáról[162]
- 613/2021. (XI. 8.) Korm. rendelet A veszélyhelyzetre tekintettel egyes általános forgalmi adóval összefüggő szabályok megállapításáról[162]
- 614/2021. (XI. 8.) Korm. rendelet Az egyes kultúrafinanszírozási szabályok veszélyhelyzet ideje alatti eltérő alkalmazásáról, valamint az egyes kulturális finanszírozási szabályok veszélyhelyzet ideje alatti eltérő alkalmazásáról szóló 140/2021. (III. 24.) Korm. rendelet módosításáról[162]
- 615/2021. (XI. 8.) Korm. rendelet A Planet Budapest 2021 Fenntarthatósági Expó és Világtalálkozó megrendezésével összefüggő eltérő veszélyhelyzeti szabályokról[162]
- 616/2021. (XI. 8.) Korm. rendelet A veszélyhelyzet idején alkalmazandó további védelmi intézkedésekről szóló 479/2020. (XI. 3.) Korm. rendelet módosításáról[162]
- 617/2021. (XI. 8.) Korm. rendelet A Széchenyi Pihenő Kártya kibocsátásának és felhasználásának szabályairól szóló 76/2018. (IV. 20.) Korm. rendelet módosításáról[162]
- 618/2021. (XI. 8.) Korm. rendelet Az építésügyi és az építésüggyel összefüggő szakmagyakorlási tevékenységekről szóló 266/2013. (VII. 11.) Korm. rendelet módosításáról[162]
- 619/2021. (XI. 8.) Korm. rendelet A rozsdaövezeti akcióterületek kijelöléséről és egyes akcióterületeken megvalósuló beruházásokra irányadó sajátos követelményekről[162]
- 620/2021. (XI. 8.) Korm. rendelet Az egyes gazdaságfejlesztési célú és munkahelyteremtő beruházásokkal összefüggő közigazgatási hatósági ügyek nemzetgazdasági szempontból kiemelt jelentőségű üggyé nyilvánításáról, valamint egyes nemzetgazdasági szempontból kiemelt jelentőségű üggyé nyilvánításról szóló kormányrendeletek módosításáról szóló 141/2018. (VII. 27.) Korm. rendelet módosításáról[162]
- 621/2021. (XI. 8.) Korm. rendelet Az Állatorvostudományi Egyetem kampuszának komplex infrastrukturális fejlesztése projekt keretében megvalósuló egyes beruházásokkal összefüggő közigazgatási hatósági ügyek nemzetgazdasági szempontból kiemelt jelentőségű üggyé nyilvánításáról, valamint az eljáró hatóságok kijelöléséről szóló 239/2020. (V. 26.) Korm. rendelet, továbbá a megújuló energiaforrásból termelt villamos energia kötelező átvételi és prémium típusú támogatásáról szóló 299/2017. (X. 17.) Korm. rendelet módosításáról[162]
- 622/2021. (XI. 9.) Korm. rendelet Az egyes beruházásokkal összefüggő közigazgatási hatósági ügyek nemzetgazdasági szempontból kiemelt jelentőségű üggyé nyilvánításáról, valamint egyes nemzetgazdasági szempontból kiemelt jelentőségű beruházásokkal összefüggő kormányrendeletek módosításáról szóló 83/2021. (II. 23.) Korm. rendelet módosításáról[163]
- 623/2021. (XI. 10.) Korm. rendelet A kábítószerekkel és pszichotróp anyagokkal, valamint az új pszichoaktív anyagokkal végezhető tevékenységekről, valamint ezen anyagok jegyzékre vételéről és jegyzékeinek módosításáról szóló 66/2012. (IV. 2.) Korm. rendelet módosításáról[22]
- 624/2021. (XI. 11.) Korm. rendelet Az árak megállapításáról szóló 1990. évi LXXXVII. törvény veszélyhelyzet ideje alatt történő eltérő alkalmazásáról[164]
- 625/2021. (XI. 11.) Korm. rendelet Az egyes egészségügyi dolgozók és egészségügyben dolgozók illetmény- vagy bérnövelésének, valamint az ahhoz kapcsolódó támogatás igénybevételének részletes szabályairól szóló 256/2013. (VII. 5.) Korm. rendelet módosításáról[164]
- 626/2021. (XI. 13.) Korm. rendelet Az üzemanyagok hatósági áras forgalmazására vonatkozó részletes szabályokról[165]
- 627/2021. (XI. 15.) Korm. rendelet A villamos energiáról szóló 2007. évi LXXXVI. törvény veszélyhelyzet ideje alatt történő eltérő alkalmazásáról[166]
- 628/2021. (XI. 16.) Korm. rendelet A foglalkoztatást elősegítő szolgáltatásokról és támogatásokról szóló 100/2021. (II. 27.) Korm. rendelet módosításáról[167]
- 629/2021. (XI. 16.) Korm. rendelet A 20142020 közötti programozási időszakban a Belső Biztonsági Alapból és a Menekültügyi, Migrációs és Integrációs Alapból származó támogatások felhasználásáról szóló 135/2015. (VI. 2.) Korm. rendelet módosításáról[167]
- 630/2021. (XI. 16.) Korm. rendelet Az egyes gazdaságfejlesztési célú és munkahelyteremtő beruházásokkal összefüggő közigazgatási hatósági ügyek nemzetgazdasági szempontból kiemelt jelentőségű üggyé nyilvánításáról, valamint egyes nemzetgazdasági szempontból kiemelt jelentőségű üggyé nyilvánításról szóló kormányrendeletek módosításáról szóló 141/2018. (VII. 27.) Korm. rendelet módosításáról[167]
- 631/2021. (XI. 16.) Korm. rendelet Az egyes gazdaságfejlesztési célú és munkahelyteremtő beruházásokkal összefüggő közigazgatási hatósági ügyek nemzetgazdasági szempontból kiemelt jelentőségű üggyé nyilvánításáról, valamint egyes nemzetgazdasági szempontból kiemelt jelentőségű üggyé nyilvánításról szóló kormányrendeletek módosításáról szóló 141/2018. (VII. 27.) Korm. rendelet módosításáról[167]
- 632/2021. (XI. 17.) Korm. rendelet Az Országos Kórházi Főigazgatóság feladatairól szóló 516/2020. (XI. 25.) Korm. rendelet módosításáról[23]
- 633/2021. (XI. 18.) Korm. rendelet A veszélyhelyzet idején alkalmazandó védelmi intézkedések második üteméről szóló 484/2020. (XI. 10.) Korm. rendelet módosításáról[168]
- 634/2021. (XI. 18.) Korm. rendelet Egyes kormányzati igazgatási szervek foglalkoztatottait érintő veszélyhelyzeti szabályokról[168]
- 635/2021. (XI. 18.) Korm. rendelet A koronavírus elleni védőoltásnak az állami és önkormányzati intézményeknél foglalkoztatottak által történő kötelező igénybevételéről szóló 599/2021. (X. 28.) Korm. rendelet módosításáról[168]
- 636/2021. (XI. 18.) Korm. rendelet Az egészségügyi szolgálati jogviszonyban és a hivatásos szolgálati jogviszonyban foglalkoztatottakat érintő egyes veszélyhelyzeti szabályokról[168]
- 637/2021. (XI. 18.) Korm. rendelet A koronavírus elleni védőoltás kötelező igénybevételéről szóló 449/2021. (VII. 29.) Korm. rendelet módosításáról[168]
- 638/2021. (XI. 18.) Korm. rendelet A koronavírus elleni védőoltásnak az ügyészségi alkalmazottak által történő kötelező igénybevételéről[168]
- 639/2021. (XI. 19.) Korm. rendelet A HEPA Magyar Exportfejlesztési Ügynökség Nonprofit Zártkörűen Működő Részvénytársaság és a Közép-európai Gazdaságfejlesztési Hálózat Nonprofit Korlátolt Felelősségű Társaság feladatainak meghatározásáról, valamint a Digitális Jólét Program végrehajtásával összefüggő egyes feladatokról, valamint a Kormányzati Informatikai Fejlesztési Ügynökségről szóló 268/2010. (XII. 3.) Korm. rendelet módosításáról szóló 127/2017. (VI. 8.) Korm. rendelet módosításáról szóló 163/2018. (IX. 10.) Korm. rendelet módosításáról[169]
- 640/2021. (XI. 25.) Korm. rendelet A bűnügyi vagyoni igényekkel összefüggő egyes eljárások, valamint a vagyonrendezési eljárás eltérő szabályairól[170]
- 641/2021. (XI. 25.) Korm. rendelet A koronavírus-világjárvány nemzetgazdaságot érintő hatásának enyhítése érdekében szükséges helyi adó intézkedésről szóló 535/2020. (XII. 1.) Korm. rendelet módosításáról[170]
- 642/2021. (XI. 25.) Korm. rendelet A települési önkormányzatok fekvőbeteg-szakellátó intézményeinek átvételéről és az átvételhez kapcsolódó egyes törvények módosításáról szóló 2012. évi XXXVIII. törvény veszélyhelyzet ideje alatt történő eltérő alkalmazásáról[170]
- 643/2021. (XI. 25.) Korm. rendelet Az egészségügyi ágazati előmeneteli szabályok hatálya alá tartozó intézmények körének bővítéséről[170]
- 644/2021. (XI. 25.) Korm. rendelet A Nemzeti Szociálpolitikai Intézetről szóló 610/2020. (XII. 18.) Korm. rendelet módosításáról[170]
- 645/2021. (XI. 27.) Korm. rendelet Egyes, a koronavírus járvány által különösen veszélyeztetett államokból történő beutazás szabályairól[171]
- 646/2021. (XI. 30.) Korm. rendelet A közalkalmazottak jogállásáról szóló 1992. évi XXXIII. törvénynek a szociális, valamint a gyermekjóléti és gyermekvédelmi ágazatban történő végrehajtásáról szóló 257/2000. (XII. 26.) Korm. rendelet bölcsődében foglalkoztatottak béremelésével összefüggő módosításáról[172]
- 647/2021. (XI. 30.) Korm. rendelet A veszélyhelyzettel összefüggő átmeneti szabályokról szóló 2021. évi XCIX. törvény hatálybalépésére tekintettel egyes törvények eltérő alkalmazásáról[172]
- 648/2021. (XI. 30.) Korm. rendelet A veszélyhelyzettel összefüggő átmeneti szabályokról szóló 2021. évi XCIX. törvény hatálybalépésével összefüggő kormányrendeleti szabályokról[172]
- 649/2021. (XI. 30.) Korm. rendelet A veszélyhelyzettel összefüggő átmeneti szabályokról szóló 2021. évi XCIX. törvény hatálybalépésére tekintettel egyes veszélyhelyzeti kormányrendeletek módosításáról[172]
- 650/2021. (XI. 30.) Korm. rendelet A veszélyhelyzeti gyógyszerellátáshoz szükséges egyes intézkedésekről[172]
- 651/2021. (XI. 30.) Korm. rendelet Az alkalmi munka éves időtartamának eltérő veszélyhelyzeti szabályairól[172]
- 652/2021. (XI. 30.) Korm. rendelet Az egészségügyi irányítás egyes veszélyhelyzeti szabályairól, továbbá a honvédelemért felelős miniszter irányítása alá tartozó egészségügyi szolgáltató, valamint az ennek irányítása alá tartozó egyéb egészségügyi szolgáltató irányításának veszélyhelyzeti rendjéről szóló 691/2020. (XII. 29.) Korm. rendelet módosításáról[172]
- 653/2021. (XI. 30.) Korm. rendelet Az állami fenntartású egészségügyi intézmények irányításának egyes szabályairól és ezzel összefüggésben egyes kormányrendeletek módosításáról[172]
- 654/2021. (XI. 30.) Korm. rendelet A veszélyhelyzet során a személy- és vagyonegyesítő szervezetek működésére vonatkozó eltérő rendelkezések újbóli bevezetéséről szóló 502/2020. (XI. 16.) Korm. rendelet, valamint a veszélyhelyzet ideje alatt a bírósági és ügyészségi szervezeti és jogállási törvények egyes rendelkezéseinek eltérő alkalmazásáról szóló 531/2020. (XI. 28.) Korm. rendelet módosításáról[172]
- 655/2021. (XI. 30.) Korm. rendelet A központi költségvetés terhére nyújtott támogatásoknak a veszélyhelyzethez igazodó különleges szabályairól szóló 658/2020. (XII. 24.) Korm. rendelet módosításáról[172]
- 656/2021. (XI. 30.) Korm. rendelet Az Európa Kulturális Fővárosa 2023 cím viselésével összefüggésben, az Európa Kulturális Fővárosa 2023 programsorozat megrendezéséhez szükséges létesítményfejlesztésekkel összefüggő közigazgatási hatósági ügyek nemzetgazdasági szempontból kiemelt jelentőségű üggyé nyilvánításáról, valamint további sajátos szabályok megállapításáról szóló 654/2020. (XII. 23.) Korm. rendelet módosításáról[172]
- 657/2021. (XI. 30.) Korm. rendelet A 2014−2020 programozási időszakban az egyes európai uniós alapokból származó támogatások felhasználásának rendjéről szóló 272/2014. (XI. 5.) Korm. rendelet és a 2021−2027 programozási időszakban az egyes európai uniós alapokból származó támogatások felhasználásának rendjéről szóló 256/2021. (V. 18.) Korm. rendelet módosításáról[172]
- 658/2021. (XI. 30.) Korm. rendelet A Gazdaság-újraindítási Alap uniós fejlesztései fejezetbe tartozó fejezeti és központi kezelésű előirányzatok felhasználásának rendjéről szóló 481/2021. (VIII. 13.) Korm. rendelet és egyes kapcsolódó, fejlesztéspolitikai tárgyú kormányrendeletek módosításáról[172]
- 659/2021. (XI. 30.) Korm. rendelet A közúti közlekedési igazgatási feladatokról, a közúti közlekedési okmányok kiadásáról és visszavonásáról szóló 326/2011. (XII. 28.) Korm. rendelet módosításáról[172]
- 660/2021. (XI. 30.) Korm. rendelet A Debrecenben megvalósuló ipari telephely kialakításával összefüggő közigazgatási hatósági ügyek nemzetgazdasági szempontból kiemelt jelentőségű üggyé nyilvánításáról és az eljáró hatóságok kijelöléséről szóló 75/2015. (III. 30.) Korm. rendelet módosításáról[172]
- 661/2021. (XI. 30.) Korm. rendelet Az emelt szintű könnyűzenei képzési központ létrehozását biztosító beruházással összefüggő közigazgatási hatósági ügyek nemzetgazdasági szempontból kiemelt jelentőségű üggyé nyilvánításáról szóló 705/2020. (XII. 29.) Korm. rendelet módosításáról[172]
- 662/2021. (XI. 30.) Korm. rendelet Egyes kormányrendeleteknek az Országos Statisztikai Adatfelvételi Program kötelező adatszolgáltatásaival összefüggő módosításáról[172]

#### December (663−832)
- 663/2021. (XII. 1.) Korm. rendelet A közalkalmazottak jogállásáról szóló 1992. évi XXXIII. törvénynek a szociális, valamint a gyermekjóléti és gyermekvédelmi ágazatban történő végrehajtásáról szóló 257/2000. (XII. 26.) Korm. rendelet szociális ágazatban foglalkoztatottak béremelésével összefüggő módosításáról[173]
- 664/2021. (XII. 1.) Korm. rendelet Az egészségügyi szolgálati jogviszonyban álló személyek szolgálati elismerésével kapcsolatos egyes intézkedésekről[173]
- 665/2021. (XII. 1.) Korm. rendelet Az egészségügyi ágazati előmeneteli szabályok hatálya alá tartozó munkakörök bővítéséről[173]
- 666/2021. (XII. 1.) Korm. rendelet A katonai egészségügyi államigazgatási szerv, valamint a Magyar Honvédség, a Katonai Nemzetbiztonsági Szolgálat, a honvédelemért felelős miniszter tulajdonosi joggyakorlása alatt álló gazdasági társaságok vonatkozásában a közegészségügyi-járványügyi feladatokat ellátó szervek kijelöléséről szóló 20/2018. (II. 14.) Korm. rendelet módosításáról[173]
- 667/2021. (XII. 1.) Korm. rendelet A Kormányzati Ellenőrzési Hivatalról szóló 355/2011. (XII. 30.) Korm. rendelet módosításáról[173]
- 668/2021. (XII. 1.) Korm. rendelet A felszámolási eljárásban az adós vagyontárgyainak elektronikus értékesítéséről szóló 17/2014. (II. 3.) Korm. rendelet módosításáról[173]
- 669/2021. (XII. 2.) Korm. rendelet A pedagógusok előmeneteli rendszeréről és a közalkalmazottak jogállásáról szóló 1992. évi XXXIII. törvény köznevelési intézményekben történő végrehajtásáról szóló 326/2013. (VIII. 30.) Korm. rendelet módosításáról[174]
- 670/2021. (XII. 2.) Korm. rendelet A villamos energiáról szóló 2007. évi LXXXVI. törvény veszélyhelyzet ideje alatt történő eltérő alkalmazásáról[174]
- 671/2021. (XII. 2.) Korm. rendelet Az energiahatékonyságról szóló 2015. évi LVII. törvény veszélyhelyzet ideje alatt történő eltérő alkalmazásáról[174]
- 672/2021. (XII. 2.) Korm. rendelet Az adatváltozás-kezelési szolgáltatás részletszabályairól[174]
- 673/2021. (XII. 2.) Korm. rendelet A 2014−2020 programozási időszakban az egyes európai uniós alapokból származó támogatások felhasználásának rendjéről szóló 272/2014. (XI. 5.) Korm. rendelet módosításáról[174]
- 674/2021. (XII. 3.) Korm. rendelet A sportorvosi engedélyek érvényességének a veszélyhelyzet idejére történő meghosszabbításáról[175]
- 675/2021. (XII. 3.) Korm. rendelet A veszélyhelyzet ideje alatt a találmányok szabadalmi oltalmáról szóló egyes rendelkezések eltérő alkalmazásáról[175]
- 676/2021. (XII. 3.) Korm. rendelet A kormányzati igazgatási létszámgazdálkodásról, valamint a kormányzati igazgatási szerveket és azok foglalkoztatottjait érintő egyes személyügyi kérdésekről szóló 88/2019. (IV. 23.) Korm. rendelet módosításáról[175]
- 677/2021. (XII. 3.) Korm. rendelet A hitelszerződésből eredő kötelezettségeiknek eleget tenni nem tudó természetes személyek lakhatásának biztosításával összefüggő lebonyolítói feladatok ellátásáról szóló 343/2020. (VII. 14.) Korm. rendelet módosításáról[175]
- 678/2021. (XII. 3.) Korm. rendelet A fegyverekről és lőszerekről szóló 253/2004. (VIII. 31.) Korm. rendelet módosításáról[175]
- 679/2021. (XII. 3.) Korm. rendelet Egyes európai uniós versenyjogi értelemben vett állami támogatási szabályokat tartalmazó kormányrendeletek módosításáról[175]
- 680/2021. (XII. 3.) Korm. rendelet Az egyes beruházásokkal összefüggő közigazgatási hatósági ügyek nemzetgazdasági szempontból kiemelt jelentőségű üggyé nyilvánításáról, valamint egyes nemzetgazdasági szempontból kiemelt jelentőségű beruházásokkal összefüggő kormányrendeletek módosításáról szóló 83/2021. (II. 23.) Korm. rendelet módosításáról[175]
- 681/2021. (XII. 3.) Korm. rendelet Az egyes beruházásokkal összefüggő közigazgatási hatósági ügyek nemzetgazdasági szempontból kiemelt jelentőségű üggyé nyilvánításáról, valamint egyes nemzetgazdasági szempontból kiemelt jelentőségű beruházásokkal összefüggő kormányrendeletek módosításáról szóló 83/2021. (II. 23.) Korm. rendelet módosításáról[175]
- 682/2021. (XII. 6.) Korm. rendelet A kulturális ágazatot érintő bérfejlesztésről[176]
- 683/2021. (XII. 6.) Korm. rendelet A vízügyi igazgatási szerveknél foglalkoztatottak közalkalmazotti jogviszonyának különös szabályairól szóló 391/2017. (XII. 13.) Korm. rendelet módosításáról[176]
- 684/2021. (XII. 7.) Korm. rendelet A tizenharmadik havi nyugdíj és a tizenharmadik havi ellátás 2022. évi teljes visszaépítéséről[177]
- 685/2021. (XII. 7.) Korm. rendelet A 2022. évi férfi kézilabda Európa-bajnokság Budapesten való megrendezéséhez szükséges létesítményfejlesztés kiemelt budapesti fejlesztéssé, valamint a beruházással összefüggő közigazgatási hatósági ügyek nemzetgazdasági szempontból kiemelt jelentőségű üggyé nyilvánításáról, továbbá a beruházással kapcsolatos sajátos szabályok megállapításáról szóló 64/2019. (III. 27.) Korm. rendelet módosításáról[177]
- 686/2021. (XII. 7.) Korm. rendelet A Magyarország Kormánya és a Török Köztársaság Kormánya közötti sport együttműködési megállapodás kihirdetéséről[177]
- 687/2021. (XII. 8.) Korm. rendelet A kényszertörlési eljárás egyes rendelkezéseinek a veszélyhelyzet ideje alatt történő eltérő alkalmazásáról[24]
- 688/2021. (XII. 8.) Korm. rendelet Egyes kormányrendeleteknek a felnőttképzéssel összefüggő módosításáról[24]
- 689/2021. (XII. 8.) Korm. rendelet A támogatásból megvalósuló fejlesztések központi monitoringjáról és nyilvántartásáról szóló 60/2014. (III. 6.) Korm. rendelet egyes rendelkezéseinek hatályon kívül helyezéséről, valamint a 20142020 programozási időszakban az Európai Regionális Fejlesztési Alap és az Előcsatlakozási Támogatási Eszköz egyes, határon átnyúló együttműködési programjainak végrehajtásáról szóló 126/2016. (VI. 7.) Korm. rendelet módosításáról[24]
- 690/2021. (XII. 8.) Korm. rendelet A Stipendium Hungaricum Sport Ösztöndíjprogramról, valamint a Stipendium Hungaricum Sport Ösztöndíjprogram működésével összefüggő egyes kormányrendeletek módosításáról[24]
- 691/2021. (XII. 8.) Korm. rendelet A látvány-csapatsportok támogatására nyújtható támogatási keretösszeg megállapításáról szóló 39/2019. (III. 7.) Korm. rendelet módosításáról[24]
- 692/2021. (XII. 9.) Korm. rendelet A nyugellátások és egyes más ellátások 2022. január havi emeléséről[178]
- 693/2021. (XII. 9.) Korm. rendelet Az egyes pirotechnikai tevékenységek hatósági engedélyezésének a veszélyhelyzet idején alkalmazandó különleges szabályairól[178]
- 694/2021. (XII. 9.) Korm. rendelet A tartós külszolgálathoz kapcsolódó felkészítésről szóló 238/2017. (VIII. 18.) Korm. rendelet módosításáról[178]
- 695/2021. (XII. 13.) Korm. rendelet A földgázellátásról szóló 2008. évi XL. törvény veszélyhelyzet ideje alatt történő eltérő alkalmazásáról[179]
- 696/2021. (XII. 13.) Korm. rendelet Egyes rendészeti tárgyú kormányrendeletek módosításáról[179]
- 697/2021. (XII. 13.) Korm. rendelet A minősített adat kezelését érintő egyes kormányrendeletek módosításáról[179]
- 698/2021. (XII. 13.) Korm. rendelet A közúti közlekedési igazgatási feladatokról, a közúti közlekedési okmányok kiadásáról és visszavonásáról szóló 326/2011. (XII. 28.) Korm. rendelet módosításáról[179]
- 699/2021. (XII. 13.) Korm. rendelet A magyar légtér igénybevételéről szóló 4/1998. (I. 16.) Korm. rendelet módosításáról[179]
- 700/2021. (XII. 13.) Korm. rendelet A hulladékkal kapcsolatos nyilvántartási és adatszolgáltatási kötelezettségekről szóló 309/2014. (XII. 11.) Korm. rendelet módosításáról[179]
- 701/2021. (XII. 13.) Korm. rendelet Az egyes gazdaságfejlesztési célú és munkahelyteremtő beruházásokkal összefüggő közigazgatási hatósági ügyek nemzetgazdasági szempontból kiemelt jelentőségű üggyé nyilvánításáról, valamint egyes nemzetgazdasági szempontból kiemelt jelentőségű üggyé nyilvánításról szóló kormányrendeletek módosításáról szóló 141/2018. (VII. 27.) Korm. rendelet módosításáról[179]
- 702/2021. (XII. 14.) Korm. rendelet A Nemzeti Alkalmazkodási Térinformatikai Rendszer működésének részletes szabályairól szóló 94/2014. (III. 21.) Korm. rendelet és a Magyar Bányászati és Földtani Szolgálatról szóló 161/2017. (VI. 28.) Korm. rendelet módosításáról[180]
- 703/2021. (XII. 15.) Korm. rendelet A kötelező legkisebb munkabér (minimálbér) és a garantált bérminimum megállapításáról[181]
- 704/2021. (XII. 15.) Korm. rendelet A közfoglalkoztatási bér és a közfoglalkoztatási garantált bér, valamint egyes szociális ellátások megállapításával kapcsolatos kormányrendeletek módosításáról[181]
- 705/2021. (XII. 15.) Korm. rendelet A járványügyi készültség bevezetéséről szóló 283/2020. (VI. 17.) Korm. rendelet módosításáról[181]
- 706/2021. (XII. 15.) Korm. rendelet A közfinanszírozott járó-, illetve fekvőbeteg-szakellátást nyújtó egészségügyi intézmények minősítési rendszeréről[181]
- 707/2021. (XII. 15.) Korm. rendelet A Nemzeti Építőipari Felügyeleti és Adatszolgáltató Rendszerbe tartozó tevékenységekről, valamint az Építőipari Monitoring- és Adatszolgáltató Rendszerről[181]
- 708/2021. (XII. 15.) Korm. rendelet A Környezeti és Energiahatékonysági Operatív Program keretében megvalósuló egyes vízgazdálkodási célú beruházásokkal összefüggő közigazgatási hatósági ügyek nemzetgazdasági szempontból kiemelt jelentőségű üggyé nyilvánításáról szóló 285/2016. (IX. 21.) Korm. rendelet módosításáról[181]
- 709/2021. (XII. 15.) Korm. rendelet A 20142020 programozási időszakban az egyes európai uniós alapokból származó támogatások felhasználásának rendjéről szóló 272/2014. (XI. 5.) Korm. rendelet módosításáról[181]
- 710/2021. (XII. 15.) Korm. rendelet Egyes karcagi sportinfrastruktúra-fejlesztésekkel kapcsolatos beruházások megvalósításával összefüggő közigazgatási hatósági ügyek nemzetgazdasági szempontból kiemelt jelentőségű üggyé nyilvánításáról[181]
- 711/2021. (XII. 17.) Korm. rendelet egyes kormányrendeleteknek a távvezeték beruházás engedélyezésével összefüggő módosításáról[25]
- 712/2021. (XII. 20.) Korm. rendelet A fegyveres és a rendvédelmi feladatokat ellátó szerveknél a hivatásos szolgálat elismerése céljából megállapított szolgálati juttatásról[182]
- 713/2021. (XII. 20.) Korm. rendelet A költségvetési szervek és a bevett egyházak és belső egyházi jogi személyek foglalkoztatottjainak 2022. évi kompenzációjáról[182]
- 714/2021. (XII. 20.) Korm. rendelet A veszélyhelyzet ideje alatt érvényesülő egyes büntetőeljárási és büntetés-végrehajtási szabályokról[182]
- 715/2021. (XII. 20.) Korm. rendelet Az Útravaló Ösztöndíjprogram veszélyhelyzettel összefüggő átmeneti szabályairól[182]
- 716/2021. (XII. 20.) Korm. rendelet A személyügyi központról és a Közszolgálati Személyügyi Szolgáltatási Keretrendszerről, valamint ezzel összefüggésben egyes kormányrendeletek módosításáról[182]
- 717/2021. (XII. 20.) Korm. rendelet Egyes kormányrendeleteknek a hatósági eljárások korszerűsítését célzó módosításáról[182]
- 718/2021. (XII. 20.) Korm. rendelet A hadiipari kutatással, fejlesztéssel, gyártással és kereskedelemmel összefüggő kiberbiztonsági tanúsításról[182]
- 719/2021. (XII. 20.) Korm. rendelet A számviteli törvényhez kapcsolódó, sajátos számviteli szabályokat tartalmazó kormányrendeletek módosításáról[182]
- 720/2021. (XII. 20.) Korm. rendelet A beruházás ösztönzési célelőirányzat felhasználásáról szóló 210/2014. (VIII. 27.) Korm. rendelet módosításáról[182]
- 721/2021. (XII. 20.) Korm. rendelet A hallgatói hitelrendszerről szóló 1/2012. (I. 20.) Korm. rendelet módosításáról[182]
- 722/2021. (XII. 20.) Korm. rendelet A sportfegyelmi felelősségről szóló 39/2004. (III. 12.) Korm. rendelet módosításáról[182]
- 723/2021. (XII. 20.) Korm. rendelet Egyes európai uniós versenyjogi értelemben vett állami támogatási szabályokról szóló kormányrendeletek módosításáról[182]
- 724/2021. (XII. 20.) Korm. rendelet Egyes kormányrendeleteknek a vizsgálati gyógyszerekkel végzett klinikai vizsgálatokra vonatkozó jogharmonizációs célú módosításáról[182]
- 725/2021. (XII. 20.) Korm. rendelet Az állami tulajdonban levő ÉMI Nonprofit Kft. állami építési beruházásokkal kapcsolatos egyes műszaki szolgáltatási feladatok elvégzésére vonatkozó kijelöléséről szóló 51/2016. (III. 17.) Korm. rendelet módosításáról[182]
- 726/2021. (XII. 20.) Korm. rendelet A paksi Egészségügyi Központ kialakítását célzó beruházás előkészítésével és megvalósításával összefüggő közigazgatási hatósági ügyek nemzetgazdasági szempontból kiemelt jelentőségű üggyé nyilvánításáról[182]
- 727/2021. (XII. 20.) Korm. rendelet Az egyes víziközmű-beruházásokkal összefüggő közigazgatási hatósági ügyek nemzetgazdasági szempontból kiemelt jelentőségű üggyé nyilvánításáról szóló 323/2020. (VII. 1.) Korm. rendelet módosításáról[182]
- 728/2021. (XII. 20.) Korm. rendelet Az egyes beruházásokkal összefüggő közigazgatási hatósági ügyek nemzetgazdasági szempontból kiemelt jelentőségű üggyé nyilvánításáról, valamint egyes nemzetgazdasági szempontból kiemelt jelentőségű beruházásokkal összefüggő kormányrendeletek módosításáról szóló 83/2021. (II. 23.) Korm. rendelet módosításáról[182]
- 729/2021. (XII. 20.) Korm. rendelet A Magyarország Kormánya és a Ruandai Köztársaság Kormánya közötti pénzügyi együttműködési keretprogram kialakításáról szóló megállapodás kihirdetéséről[182]
- 730/2021. (XII. 20.) Korm. rendelet A sportbeli dopping elleni nemzetközi egyezmény I. melléklete módosításának kihirdetéséről[182]
- 731/2021. (XII. 20.) Korm. rendelet A Magyarország Kormánya és a Török Köztársaság Kormánya közötti ifjúsági együttműködési megállapodás kihirdetéséről[182]
- 732/2021. (XII. 20.) Korm. rendelet A veszélyhelyzet idején a távhőszolgáltatás folyamatos biztosítása érdekében szükséges egyes intézkedésekről[183]
- 733/2021. (XII. 20.) Korm. rendelet Az Európai Unió brexit miatti kiigazításokra képzett Brexit Alkalmazkodási Tartalékból a magyar vállalkozások részére nyújtott támogatások igénylésének és a források felhasználásának részletes szabályairól[183]
- 734/2021. (XII. 21.) Korm. rendelet A koronavírus elleni védőoltásnak az állami és önkormányzati intézményeknél foglalkoztatottak által történő kötelező igénybevételéről szóló 599/2021. (X. 28.) Korm. rendelet módosításáról[184]
- 735/2021. (XII. 21.) Korm. rendelet A telekalakítási eljárást érintően egyes kormányrendeletek módosításáról[26]
- 736/2021. (XII. 21.) Korm. rendelet A piacfelügyeleti tevékenység részletes szabályairól szóló 6/2013. (I. 18.) Korm. rendelet módosításáról[26]
- 737/2021. (XII. 21.) Korm. rendelet A közfeladatot ellátó szervek iratkezelésének általános követelményeiről szóló 335/2005. (XII. 29.) Korm. rendelet és a szakterületek ágazati követelményeiért felelős szervek kijelöléséről, valamint a meghatározott szakkérdésekben kizárólagosan eljáró és egyes szakterületeken szakvéleményt adó szervekről szóló 282/2007. (X. 26.) Korm. rendelet módosításáról[26]
- 738/2021. (XII. 21.) Korm. rendelet A felnőttképzésről szóló törvény végrehajtásáról szóló 11/2020. (II. 7.) Korm. rendelet módosításáról[26]
- 739/2021. (XII. 21.) Korm. rendelet Az Európai Globalizációs Alkalmazkodási Alapból származó támogatásokról, valamint a támogatások igénylésével és felhasználásával kapcsolatos szabályokról szóló 50/2017. (III. 20.) Korm. rendelet módosításáról[26]
- 740/2021. (XII. 21.) Korm. rendelet A nemzeti és történelmi emlékhelyek használatáról és fenntartható használatuk támogatásáról, valamint a Nemzeti Örökség Intézete létrehozásáról szóló 144/2013. (V. 14.) Korm. rendelet módosításáról[26]
- 741/2021. (XII. 21.) Korm. rendelet A veszélyhelyzetre tekintettel a Magyarország helyi önkormányzatairól szóló 2011. évi CLXXXIX. törvény 2021. évi eltérő alkalmazásáról[185]
- 742/2021. (XII. 21.) Korm. rendelet Az egyes államháztartási szabályok veszélyhelyzet ideje alatti eltérő alkalmazásáról szóló 709/2020. (XII. 30.) Korm. rendelet módosításáról[185]
- 743/2021. (XII. 21.) Korm. rendelet Az EHF EURO 2022 férfi kézilabda Európa-bajnokság megrendezésére vonatkozó eltérő szabályokról[185]
- 744/2021. (XII. 21.) Korm. rendelet Egyes szociális és gyermekvédelmi tárgyú kormányrendeletek módosításáról[185]
- 745/2021. (XII. 21.) Korm. rendelet Egyes anyakönyvi tárgyú, valamint a fővárosi és megyei kormányhivatalok feladat- és hatáskörét érintő kormányrendeletek módosításáról[185]
- 746/2021. (XII. 21.) Korm. rendelet Egyes oktatási tárgyú kormányrendeletek módosításáról[185]
- 747/2021. (XII. 21.) Korm. rendelet A 2021. évi népszámlálás végrehajtásával kapcsolatos egyes feladatokról, valamint az Országos Statisztikai Adatfelvételi Program kötelező adatszolgáltatásairól szóló 388/2017. (XII. 13.) Korm. rendelet módosításáról szóló 362/2020. (VII. 23.) Korm. rendelet és az egyes kormányrendeleteknek az Országos Statisztikai Adatfelvételi Program kötelező adatszolgáltatásaival összefüggő módosításáról szóló 662/2021. (XI. 30.) Korm. rendelet módosításáról[185]
- 748/2021. (XII. 21.) Korm. rendelet A honvédek jogállásáról szóló 2012. évi CCV. törvény hatálya alá tartozókra vonatkozó rendkívüli intézkedésekről szóló 548/2020. (XII. 2.) Korm. rendelet módosításáról[185]
- 749/2021. (XII. 21.) Korm. rendelet A katasztrófavédelemről és a hozzá kapcsolódó egyes törvények módosításáról szóló 2011. évi CXXVIII. törvény egyes rendelkezéseinek eltérő alkalmazásáról szóló 307/2021. (VI. 5.) Korm. rendelet módosításáról[185]
- 750/2021. (XII. 21.) Korm. rendelet A nemzetközi sportszövetség alapításához szükséges miniszteri támogató nyilatkozat kiadására irányuló eljárás részletes szabályairól szóló 294/2019. (XII. 10.) Korm. rendelet módosításáról[185]
- 751/2021. (XII. 21.) Korm. rendelet A DIGI Távközlési és Szolgáltató Korlátolt Felelősségű Társaság 100%-os üzletrészének 4iG Nyilvánosan Működő Részvénytársaság általi megszerzése nemzetstratégiai jelentőségűnek minősítéséről[185]
- 752/2021. (XII. 21.) Korm. rendelet Az egyes gazdaságfejlesztési célú és munkahelyteremtő beruházásokkal összefüggő közigazgatási hatósági ügyek nemzetgazdasági szempontból kiemelt jelentőségű üggyé nyilvánításáról, valamint egyes nemzetgazdasági szempontból kiemelt jelentőségű üggyé nyilvánításról szóló kormányrendeletek módosításáról szóló 141/2018. (VII. 27.) Korm. rendelet módosításáról[185]
- 753/2021. (XII. 22.) Korm. rendelet A veszélyhelyzet idején a földgázellátás folyamatos biztosítása érdekében szükséges intézkedésekről[186]
- 754/2021. (XII. 22.) Korm. rendelet A veszélyhelyzet idején a villamosenergia-ellátás folyamatos biztosítása érdekében szükséges villamosenergia-termelő kijelöléséről[186]
- 755/2021. (XII. 22.) Korm. rendelet A villamos energiáról szóló 2007. évi LXXXVI. törvény egyes rendelkezéseinek végrehajtásáról szóló 273/2007. (X. 19.) Korm. rendelet módosításáról[186]
- 756/2021. (XII. 22.) Korm. rendelet A veszélyhelyzet idején a kijelölt távhőszolgáltató többletköltségeinek kompenzálásáról[186]
- 757/2021. (XII. 22.) Korm. rendelet Egyes egészségügyi és egészségbiztosítási tárgyú kormányrendeletek módosításáról[186]
- 758/2021. (XII. 22.) Korm. rendelet Az egészségügyi szakellátást nyújtó közfinanszírozott szolgáltatók működési támogatásáról[186]
- 759/2021. (XII. 22.) Korm. rendelet Az egészségügyi szolgálati jogviszonyban álló személyek szolgálati elismerésével kapcsolatos egyes intézkedésekről szóló 664/2021. (XII. 1.) Korm. rendelet módosításáról[186]
- 760/2021. (XII. 23.) Korm. rendelet A Nemzeti Eszközkezelő Programban részt vevő természetes személyek otthonteremtésének biztosításáról szóló 2018. évi CIII. törvény veszélyhelyzet ideje alatti eltérő alkalmazásáról[187]
- 761/2021. (XII. 23.) Korm. rendelet A Nemzeti Eszközkezelő Programban részt vevő természetes személyek otthonteremtésének biztosításával kapcsolatos egyes szabályokról szóló 274/2018. (XII. 21.) Korm. rendelet módosításáról[187]
- 762/2021. (XII. 23.) Korm. rendelet A bíróság által kijelölt szerkezetátalakítási szakértőkről[187]
- 763/2021. (XII. 23.) Korm. rendelet A természetes személyek adósságrendezési eljárásának részletes szabályairól[187]
- 764/2021. (XII. 23.) Korm. rendelet Egyes igazságügyi tárgyú kormányrendeletek módosításáról[187]
- 765/2021. (XII. 23.) Korm. rendelet A nemzeti sportinformációs rendszerről[187]
- 766/2021. (XII. 23.) Korm. rendelet A kiberbiztonsági kompetenciaközösség számára kapcsolattartási pontként szolgáló nemzeti koordinációs központ feladatainak ellátásáról[187]
- 767/2021. (XII. 23.) Korm. rendelet Az atomenergia-felügyeleti szerv jogállásával összefüggő egyes kormányrendeletek módosításáról[187]
- 768/2021. (XII. 23.) Korm. rendelet Az Országos Hulladékgazdálkodási Közszolgáltatási Terv megalkotásával összefüggő egyes hulladékgazdálkodási tárgyú kormányrendeletek módosításáról[187]
- 769/2021. (XII. 23.) Korm. rendelet A Földmegfigyelési Információs Rendszerről szóló törvény végrehajtásáról és a kereskedelmi űrfelvétel beszerzések központosított közbeszerzési rendszeréről, valamint ezzel összefüggésben egyes kormányrendeletek módosításáról[187]
- 770/2021. (XII. 23.) Korm. rendelet A Kormányzati Adatközpont működéséről szóló 467/2017. (XII. 28.) Korm. rendelet módosításáról[187]
- 771/2021. (XII. 23.) Korm. rendelet A központosított közbeszerzési rendszerről, valamint a központi beszerző szervezet feladat- és hatásköréről szóló 168/2004. (V. 25.) Korm. rendelet, valamint a Közbeszerzési és Ellátási Főigazgatóságról szóló 250/2014. (X. 2.) Korm. rendelet módosításáról[187]
- 772/2021. (XII. 23.) Korm. rendelet A fővárosi és megyei kormányhivatal, valamint a járási (fővárosi kerületi) hivatal népegészségügyi feladatai ellátásáról, továbbá az egészségügyi államigazgatási szerv kijelöléséről szóló 385/2016. (XII. 2.) Korm. rendelet módosításáról[187]
- 773/2021. (XII. 23.) Korm. rendelet A Kormányzati Személyügyi Döntéstámogató Rendszerről szóló 2020. évi CLXII. törvény végrehajtásáról szóló 673/2020. (XII. 28.) Korm. rendelet módosításáról[187]
- 774/2021. (XII. 23.) Korm. rendelet Egyes szervezeteknek a közlekedési infrastruktúra fejlesztési feladataival összefüggő kijelöléséről[187]
- 775/2021. (XII. 23.) Korm. rendelet A szálláshely-szolgáltatási tevékenység folytatásának részletes feltételeiről és a szálláshely-üzemeltetési engedély kiadásának rendjéről szóló 239/2009. (X. 20.) Korm. rendelet módosításáról[187]
- 776/2021. (XII. 23.) Korm. rendelet A kiemelt nemzeti emlékhely és településkép-védelmi környezetének településkép védelméről és egyes kapcsolódó kormányrendeletek módosításáról szóló 19/2018. (II. 14.) Korm. rendelet és a kulturális örökség védelmével kapcsolatos szabályokról szóló 68/2018. (IV. 9.) Korm. rendelet módosításáról[187]
- 777/2021. (XII. 23.) Korm. rendelet A rozsdaövezeti akcióterületek kijelöléséről és egyes akcióterületeken megvalósuló beruházásokra irányadó sajátos követelményekről szóló 619/2021. (XI. 8.) Korm. rendelet módosításáról[187]
- 778/2021. (XII. 23.) Korm. rendelet A Danube InGrid projekt megvalósításával összefüggő közigazgatási hatósági ügyek nemzetgazdasági szempontból kiemelt jelentőségű üggyé, valamint a Danube InGrid projekt kiemelten közérdekű beruházássá nyilvánításáról[187]
- 779/2021. (XII. 23.) Korm. rendelet Az egyes beruházásokkal összefüggő közigazgatási hatósági ügyek nemzetgazdasági szempontból kiemelt jelentőségű üggyé nyilvánításáról, valamint egyes nemzetgazdasági szempontból kiemelt jelentőségű beruházásokkal összefüggő kormányrendeletek módosításáról szóló 83/2021. (II. 23.) Korm. rendelet módosításáról[187]
- 780/2021. (XII. 23.) Korm. rendelet A Cotonouban, 2000. június 23-án, egyrészről az afrikai, karibi és csendes-óceáni államok, másrészről az Európai Közösség és tagállamai között aláírt Partnerségi Megállapodás, annak módosítása, valamint az ehhez kapcsolódó Belső Megállapodások kihirdetéséről szóló 204/2007. (VIII. 2.) Korm. rendelet módosításáról[187]
- 781/2021. (XII. 24.) Korm. rendelet A Széchenyi Pihenőkártya felhasználásának veszélyhelyzetben történő eltérő alkalmazásáról[188]
- 782/2021. (XII. 24.) Korm. rendelet A fogyasztónak nyújtott hitelről szóló 2009. évi CLXII. törvény veszélyhelyzetben történő eltérő alkalmazásáról[188]
- 783/2021. (XII. 24.) Korm. rendelet A gazdaság újraindítása érdekében meghozandó, az építőipari ellátásbiztonság szempontjából stratégiai jelentőségű nyersanyagok és termékek kivitelével kapcsolatos regisztrációs eljárásról és egyéb intézkedésekről szóló 402/2021. (VII. 8.) Korm. rendelet módosításáról[189]
- 784/2021. (XII. 24.) Korm. rendelet A Széchenyi Pihenő Kártya kibocsátásának és felhasználásának szabályairól szóló 76/2018. (IV. 20.) Korm. rendelet módosításáról[189]
- 785/2021. (XII. 27.) Korm. rendelet A kóbor állat befogásával, tulajdonjogának átruházásával és elhelyezésével kapcsolatos feladatok ellátásának részletes szabályairól[190]
- 786/2021. (XII. 27.) Korm. rendelet A családok támogatásaira vonatkozó egyes kormányrendeletek módosításáról[190]
- 787/2021. (XII. 27.) Korm. rendelet Egyes energetikai tárgyú jogszabályok módosításáról[190]
- 788/2021. (XII. 27.) Korm. rendelet Egyes építésügyi tárgyú kormányrendeletek módosításáról[190]
- 789/2021. (XII. 27.) Korm. rendelet A közlekedési hatósági jogalkalmazással összefüggő egyes közlekedési tárgyú kormányrendeletek módosításáról[190]
- 790/2021. (XII. 27.) Korm. rendelet Egyes közneveléssel összefüggő kormányrendeletek módosításáról[190]
- 791/2021. (XII. 27.) Korm. rendelet Egyes kormányrendeleteknek az I. Mobilitási Csomag egyes jogszabályainak jogharmonizációjával összefüggő módosításáról[190]
- 792/2021. (XII. 27.) Korm. rendelet Egyes kiemelt beruházásokhoz kapcsolódó kormányrendeletek módosításáról[190]
- 793/2021. (XII. 27.) Korm. rendelet A világörökségi területté jelölés hazai eljárásrendjéről, a világörökségi kezelési tervek tartalmi követelményeiről és elkészítésük rendjéről, a gondnokságokról, valamint a világörökségi területen az államot megillető elővásárlási jogról szóló 335/2019. (XII. 23.) Korm. rendelet módosításáról[190]
- 794/2021. (XII. 27.) Korm. rendelet A dohánytermékek előállításáról, forgalomba hozataláról és ellenőrzéséről, a kombinált figyelmeztetésekről, valamint az egészségvédelmi bírság alkalmazásának részletes szabályairól szóló 39/2013. (II. 14.) Korm. rendelet módosításáról[190]
- 795/2021. (XII. 27.) Korm. rendelet A Nemzeti Köznevelési Infrastruktúra Fejlesztési Program keretében megvalósítandó tanuszoda, tornaterem, tanterem beruházásokkal összefüggő közigazgatási hatósági ügyek kiemelt jelentőségű üggyé nyilvánításáról és az eljáró hatóságok kijelöléséről szóló 141/2014. (IV. 30.) Korm. rendelet módosításáról[190]
- 796/2021. (XII. 27.) Korm. rendelet A Magyarország Helyreállítási és Ellenállóképességi Terve végrehajtásának alapvető szabályairól és felelős intézményeiről szóló 413/2021. (VII. 13.) Korm. rendelet módosításáról[190]
- 797/2021. (XII. 27.) Korm. rendelet A településtervek tartalmáról, elkészítésének és elfogadásának rendjéről, valamint egyes településrendezési sajátos jogintézményekről szóló 419/2021. (VII. 15.) Korm. rendelet módosításáról[190]
- 798/2021. (XII. 27.) Korm. rendelet A Széchenyi Programiroda Tanácsadó és Szolgáltató Nonprofit Korlátolt Felelősségű Társaságról szóló 197/2018. (X. 24.) Korm. rendelet, valamint a Gazdaság-újraindítási Alap uniós fejlesztései fejezetbe tartozó fejezeti és központi kezelésű előirányzatok felhasználásának rendjéről szóló 481/2021. (VIII. 13.) Korm. rendelet módosításáról[190]
- 799/2021. (XII. 28.) Korm. rendelet A tudományos és innovációs, a technológiai és az ipari parkokról[191]
- 800/2021. (XII. 28.) Korm. rendelet Egyes kormányrendeleteknek a szakképzéssel összefüggő módosításáról[191]
- 801/2021. (XII. 28.) Korm. rendelet Egyes kormányrendeleteknek a Központi Költségvetés Végrehajtását Támogató Rendszer bevezetésével összefüggő módosításáról[191]
- 802/2021. (XII. 28.) Korm. rendelet A Magyarország biztonsági érdekét sértő külföldi befektetések ellenőrzéséről szóló 2018. évi LVII. törvény végrehajtásáról szóló 246/2018. (XII. 17.) Korm. rendelet módosításáról[191]
- 803/2021. (XII. 28.) Korm. rendelet A pénzügyi és egyéb szolgáltatók azonosítási feladatához kapcsolódó adatszolgáltatási háttér megteremtéséről és működtetéséről szóló 2021. évi XLIII. törvény egyes rendelkezéseinek végrehajtásáról[191]
- 804/2021. (XII. 28.) Korm. rendelet A pénzügyi és egyéb szolgáltatók azonosítási feladatához kapcsolódó adatszolgáltatási háttér megteremtéséről és működtetéséről szóló 2021. évi XLIII. törvény egyes rendelkezéseinek veszélyhelyzet ideje alatt történő végrehajtásáról[191]
- 805/2021. (XII. 28.) Korm. rendelet A nemzeti kiberbiztonsági tanúsító hatóság által kiszabható bírság mértékéről, a bírság kiszabásának és befizetésének részletes eljárási szabályairól, valamint a Nemzeti Kiberbiztonsági Koordinációs Tanács, valamint a Kiberbiztonsági Fórum és a kiberbiztonsági ágazati munkacsoportok létrehozásával, működtetésével kapcsolatos szabályokról, feladat- és hatáskörükről szóló 484/2013. (XII. 17.) Korm. rendelet módosításáról[191]
- 806/2021. (XII. 28.) Korm. rendelet A kötelező egészségbiztosítás ellátásairól szóló 1997. évi LXXXIII. törvény utazási költségtérítésre vonatkozó szabályainak a veszélyhelyzet ideje alatt történő eltérő alkalmazásáról[191]
- 807/2021. (XII. 28.) Korm. rendelet Egyes kormányrendeleteknek az utazási költségtérítési rendszer átalakításával összefüggő módosításáról[191]
- 808/2021. (XII. 28.) Korm. rendelet Egyes beruházásokkal összefüggő kormányrendeletek módosításáról[191]
- 809/2021. (XII. 28.) Korm. rendelet Az egyes gazdaságfejlesztési célú és munkahelyteremtő beruházásokkal összefüggő közigazgatási hatósági ügyek nemzetgazdasági szempontból kiemelt jelentőségű üggyé nyilvánításáról, valamint egyes nemzetgazdasági szempontból kiemelt jelentőségű üggyé nyilvánításról szóló kormányrendeletek módosításáról szóló 141/2018. (VII. 27.) Korm. rendelet módosításáról[191]
- 810/2021. (XII. 28.) Korm. rendelet Az egyes gazdaságfejlesztési célú és munkahelyteremtő beruházásokkal összefüggő közigazgatási hatósági ügyek nemzetgazdasági szempontból kiemelt jelentőségű üggyé nyilvánításáról, valamint egyes nemzetgazdasági szempontból kiemelt jelentőségű üggyé nyilvánításról szóló kormányrendeletek módosításáról szóló 141/2018. (VII. 27.) Korm. rendelet módosításáról[191]
- 811/2021. (XII. 28.) Korm. rendelet Az egyes gazdaságfejlesztési célú és munkahelyteremtő beruházásokkal összefüggő közigazgatási hatósági ügyek nemzetgazdasági szempontból kiemelt jelentőségű üggyé nyilvánításáról, valamint egyes nemzetgazdasági szempontból kiemelt jelentőségű üggyé nyilvánításról szóló kormányrendeletek módosításáról szóló 141/2018. (VII. 27.) Korm. rendelet és a Göd város közigazgatási területén különleges gazdasági övezet kijelöléséről szóló 294/2020. (VI. 18.) Korm. rendelet módosításáról[191]
- 812/2021. (XII. 28.) Korm. rendelet Az egyes beruházásokkal összefüggő közigazgatási hatósági ügyek nemzetgazdasági szempontból kiemelt jelentőségű üggyé nyilvánításáról, valamint egyes nemzetgazdasági szempontból kiemelt jelentőségű beruházásokkal összefüggő kormányrendeletek módosításáról szóló 83/2021. (II. 23.) Korm. rendelet módosításáról[191]
- 813/2021. (XII. 28.) Korm. rendelet A veszélyhelyzettel összefüggő egyes szabályozási kérdésekről szóló 2021. évi CXXX. törvény, valamint a minimálbér és a garantált bérminimum 2022. évi emelésével összefüggésben szükséges adóintézkedésekről, valamint egyes más intézkedésekről szóló 2021. évi CXXXI. törvény hatálybalépésére tekintettel egyes veszélyhelyzeti kormányrendeletek hatályon kívül helyezéséről[192]
- 814/2021. (XII. 28.) Korm. rendelet A Magyarország 2022. évi központi költségvetésének a veszélyhelyzettel összefüggő eltérő szabályairól[192]
- 815/2021. (XII. 28.) Korm. rendelet A veszélyhelyzettel összefüggő átmeneti szabályokról szóló 2021. évi XCIX. törvény hatálybalépésére tekintettel egyes törvények eltérő alkalmazásáról szóló 647/2021. (XI. 30.) Korm. rendelet módosításáról[192]
- 816/2021. (XII. 28.) Korm. rendelet A veszélyhelyzetre tekintettel a távhőszolgáltatás versenyképesebbé tételéről szóló 2008. évi LXVII. törvény szabályaitól való eltérésről[192]
- 817/2021. (XII. 28.) Korm. rendelet A veszélyhelyzet idején a villamos energiáról szóló törvény szerinti egyetemes szolgáltatásra jogosultak körének meghatározásáról[192]
- 818/2021. (XII. 28.) Korm. rendelet A koronavírus-világjárvány nemzetgazdaságot érintő hatásának enyhítése érdekében szükséges helyi gazdasági intézkedésről[192]
- 819/2021. (XII. 28.) Korm. rendelet Az egészségügyi szolgálati jogviszonyban álló személyek szolgálati elismerésével kapcsolatos egyes intézkedésekről szóló 664/2021. (XII. 1.) Korm. rendelet módosításáról[192]
- 820/2021. (XII. 28.) Korm. rendelet Az egészségügyi szolgálati jogviszonyban álló egészségügyi dolgozókat megillető illetményen felül járó díjakkal összefüggő egyes kormányrendeletek módosításáról[192]
- 821/2021. (XII. 28.) Korm. rendelet A bioüzemanyagok, folyékony bio-energiahordozók és biomasszából előállított tüzelőanyagok fenntarthatósági követelményeiről és igazolásáról[192]
- 822/2021. (XII. 28.) Korm. rendelet A vízkészletjárulék fizetésének átmeneti szabályairól[192]
- 823/2021. (XII. 28.) Korm. rendelet Az egyes ivóvízminőség-javítási, szennyvíz-elvezetési és -tisztítási, valamint hulladékgazdálkodási beruházásokkal összefüggő közigazgatási hatósági ügyek nemzetgazdasági szempontból kiemelt jelentőségű üggyé nyilvánításáról szóló 272/2017. (IX. 14.) Korm. rendelet módosításáról[192]
- 824/2021. (XII. 28.) Korm. rendelet Egyes energetikai tárgyú kormányrendeletek jogharmonizációs célú módosításáról[192]
- 825/2021. (XII. 28.) Korm. rendelet Egyes bányászati tárgyú kormányrendeletek módosításáról[192]
- 826/2021. (XII. 28.) Korm. rendelet A bányászatról szóló 1993. évi XLVIII. törvény eltérő alkalmazásáról szóló 405/2021. (VII. 8.) Korm. rendelet módosításáról[192]
- 827/2021. (XII. 28.) Korm. rendelet Az állami vagyonnal való gazdálkodásról szóló 254/2007. (X. 4.) Korm. rendelet és egyes vagyongazdálkodást érintő kormányrendeletek módosításáról[192]
- 828/2021. (XII. 28.) Korm. rendelet A földművelésügyi hatósági és igazgatási feladatokat ellátó szervek kijelöléséről szóló 383/2016. (XII. 2.) Korm. rendelet módosításáról[192]
- 829/2021. (XII. 28.) Korm. rendelet A BSL3 és BSL4 minősítésű Nemzeti Biztonsági Laboratórium komplexum megvalósításával összefüggő közigazgatási hatósági ügyek nemzetgazdasági szempontból kiemelt jelentőségű üggyé nyilvánításáról és a beruházás kiemelten közérdekű beruházássá nyilvánításáról[192]
- 830/2021. (XII. 29.) Korm. rendelet A felsőoktatásban szerezhető egyes pedagógusképesítések jegyzékéről és egyes, a felsőoktatást érintő kormányrendeletek módosításáról[193]
- 831/2021. (XII. 29.) Korm. rendelet Az egyes gazdaságfejlesztési célú és munkahelyteremtő beruházásokkal összefüggő közigazgatási hatósági ügyek nemzetgazdasági szempontból kiemelt jelentőségű üggyé nyilvánításáról, valamint egyes nemzetgazdasági szempontból kiemelt jelentőségű üggyé nyilvánításról szóló kormányrendeletek módosításáról szóló 141/2018. (VII. 27.) Korm. rendelet módosításáról[193]
- 832/2021. (XII. 30.) Korm. rendelet A Miniszterelnökséget vezető miniszter család-, gyermek- és ifjúságpolitikai feladat- és hatáskörébe tartozó jogszabályok meghatározásáról és egyes kormányrendeletek módosításáról[194]

### Országgyűlési határozatok
- 1/2021. (II. 15.) OGY határozat A Magyar Nemzeti Bank 2019. évről szóló üzleti jelentése és beszámolója elfogadásáról[44]
- 2/2021. (II. 23.) OGY határozat Az ügyészség 2019. évi tevékenységéről szóló beszámoló elfogadásáról[48]
- 3/2021. (II. 23.) OGY határozat Az Országos Bírósági Hivatal elnökének 2019. évi beszámolója elfogadásáról[48]
- 4/2021. (II. 23.) OGY határozat A Kúria elnökének országgyűlési beszámolója a Kúria 2019. évi tevékenységéről a jogegység biztosítása és az önkormányzati normakontroll körében címmel benyújtott beszámoló elfogadásáról[48]
- 5/2021. (II. 23.) OGY határozat Simonka György országgyűlési képviselő mentelmi ügyében[48]
- 6/2021. (II. 23.) OGY határozat Szabó Timea országgyűlési képviselő mentelmi ügyében[48]
- 7/2021. (II. 23.) OGY határozat Szabó Timea országgyűlési képviselő mentelmi ügyében[48]
- 8/2021. (II. 23.) OGY határozat Dr. Tiba István országgyűlési képviselő mentelmi ügyében[48]
- 9/2021. (III. 17.) OGY határozat Witzmann Mihály országgyűlési képviselő mentelmi ügyében[58]
- 10/2021. (IV. 9.) OGY határozat Az ENSZ libanoni békefenntartó missziójában (UNIFIL) történő magyar katonai szerepvállalásról szóló beszámoló elfogadásáról[73]
- 15/2021. (VI. 16.) OGY határozat Az Alkotmánybíróság új tagjának megválasztásáról [195]
- 16/2021. (VI. 16.) OGY határozat A NATO irányítása alatt végrehajtott balkáni katonai békefenntartó műveletekhez történő magyar hozzájárulásról szóló 94/2001. (XII. 21.) OGY határozat hatályon kívül helyezéséről [195]
- 17/2021. (VI. 16.) OGY határozat Tájékoztató az Állami Számvevőszék 2020. évi szakmai tevékenységéről és beszámoló az intézmény működéséről az Országgyűlés részére című beszámoló elfogadásáról [195]

- 40/2021. (XII. 14.) OGY határozat Dr. Völner Pál országgyűlési képviselő mentelmi ügyében [196]

### Miniszteri rendeletek

#### Január
- 1/2021. (I. 5.) PM rendelet A Nemzeti Adó- és Vámhivatal pénzügyőri státuszú foglalkoztatottainak Öltözködési Szabályzatáról és a szolgálati igazolványokról, valamint a szolgálati jelvény rendszeresítéséről[197]
- 1/2021. (I. 7.) EMMI rendelet Egyes szociális és gyermekvédelmi tárgyú miniszteri rendeletek módosításáról[29]
- 1/2021. (I. 7.) ITM rendelet A Vasúti Műszaki Bizottságról, a vasúti műszaki előírások és a szakmai állásfoglalások kidolgozására és kiadására vonatkozó szabályokról[29]
- 1/2021. (I. 8.) MNB rendelet A „Szent István király” arany emlékérme kibocsátásáról[198]
- 2/2021. (I. 8.) MNB rendelet	A „Szent István király” ezüst emlékérme kibocsátásáról[198]
- 3/2021. (I. 8.) MNB rendelet A „Szent István király” rézötvözetű emlékérme kibocsátásáról[198]
- 1/2021. (I. 14.) BM rendelet A települések katasztrófavédelmi besorolásáról, valamint a katasztrófák elleni védekezés egyes szabályairól szóló 62/2011. (XII. 29.) BM rendelet módosításáról szóló 61/2012. (XII. 11.) BM rendelet módosításáról[31]
- 2/2021. (I. 14.) BM rendelet A belügyminiszter irányítása alá tartozó rendvédelmi feladatokat ellátó szerveknél foglalkoztatott hivatásos szolgálati jogviszonyban állók és rendvédelmi igazgatási alkalmazottak egészségügyi és pszichológiai ellátással összefüggő kérdéseiről[31]
- 1/2021. (I. 14.) HM rendelet Az egyes pénzbeli, természetbeni és szociális juttatásokról szóló 12/2013. (VIII. 15.) HM rendelet módosításáról[31]
- 2/2021. (I. 14.) HM rendelet A honvédelmi miniszter és a Honvéd Vezérkar főnöke által alapítható és adományozható elismerésekről szóló 15/2013. (VIII. 22.) HM rendelet módosításáról[31]
- 3/2021. (I. 14.) HM rendelet A külföldi szolgálatot teljesítők egyes járandóságairól szóló 8/2018. (VI. 22.) HM rendelet módosításáról[31]
- 2/2021. (I. 14.) ITM rendelet A közúti járművek műszaki megvizsgálásáról szóló 5/1990. (IV. 12.) KöHÉM rendelet módosításáról[31]
- 1/2021. (I. 14.) KKM rendelet A külképviseletek besorolásáról, valamint a tartós külszolgálaton lévőknek járó deviza-alapilletmény és költségtérítés kiszámításának részletes szabályairól szóló 3/2017. (II. 28.) KKM rendelet módosításáról[31]
- 2/2021. (I. 18.) EMMI rendelet Egyes szociális tárgyú miniszteri rendeleteknek a Nemzeti Szociálpolitikai Intézet létrehozásával összefüggő módosításáról[32]
- 4/2021. (I. 18.) HM rendelet A honvédelmi alkalmazott és a honvédelmi szervezet kártérítési felelősségéről, valamint a honvédelmi alkalmazott fegyelmi felelősségéről[32]
- 5/2021. (I. 18.) HM rendelet A honvédelmi alkalmazottak jogállásával összefüggő kérdésekről szóló 21/2018. (XII. 28.) HM rendelet módosításáról[32]
- 3/2021. (I. 20.) ITM rendelet A magyar légtér légiközlekedés céljára történő kijelöléséről szóló 26/2007. (III. 1.) GKM–HM–KvVM együttes rendelet módosításáról[33]
- 4/2021. (I. 28.) MNB rendelet A Magyar Nemzeti Bank egyes hatósági döntéseivel kapcsolatos hatáskörgyakorlás, valamint a hatáskör gyakorlója helyettesítésének részletes szabályairól szóló 45/2019. (XII. 18.) MNB rendelet módosításáról
- 3/2021. (I. 28.) EMMI rendelet A minősített előadó-művészeti szervezetek körének meghatározásáról szóló 5/2012. (VI. 15.) EMMI rendelet módosításáról[36]
- 4/2021. (I. 28.) EMMI rendelet Az új pszichoaktív anyaggá minősített anyagokról vagy vegyületcsoportokról szóló 55/2014. (XII. 30.) EMMI rendelet módosításáról[36]
- 6/2021. (I. 28.) HM rendelet A fejezeti kezelésű előirányzatok kezelésének és felhasználásának szabályairól szóló 5/2018. (III. 8.) HM rendelet módosításáról[36]
- 7/2021. (I. 29.) HM rendelet A honvédek illetményéről és illetményjellegű juttatásairól szóló 7/2015. (VI. 22.) HM rendelet módosításáról[199]
- 4/2021. (I. 29.) ITM rendelet A közúti járművek műszaki megvizsgálásáról szóló 5/1990. (IV. 12.) KöHÉM rendelet módosításáról[199]
- 5/2021. (I. 29.) ITM rendelet Egyes miniszteri rendeleteknek az egyes törvényeknek nyilvántartásokkal és elektronikus ügyintézéssel összefüggő módosításáról szóló törvényhez kapcsolódó módosításáról[199]

#### Február
- 1/2021. (II. 2.) CSTNM rendelet A család- és ifjúságügyi célú fejezeti kezelésű előirányzatok kezeléséről és felhasználásáról szóló 1/2020. (XII. 22.) CSTNM rendelet módosításáról[38]
- 1/2021. (II. 2.) NVTNM rendelet A Nemzeti Fogyatékosságügyi- és Szociálpolitikai Központ Közhasznú Nonprofit Korlátolt Felelősségű Társaság felett a tulajdonosi jogok gyakorlója kijelölésének módosítása érdekében az egyes állami tulajdonban álló gazdasági társaságok felett az államot megillető tulajdonosi jogok és kötelezettségek összességét gyakorló személyek kijelöléséről szóló 1/2018. (VI. 25.) NVTNM rendelet módosításáról[38]
- 2/2021. (II. 2.) KKM rendelet A külgazdasági és külügyminiszter feladatkörét érintő ágazati honvédelmi feladatokról[38]
- 2/2021. (II. 2.) PM rendelet A pénzmosás és a terrorizmus finanszírozása megelőzéséről és megakadályozásáról szóló jogszabályok hatálya alá tartozó egyes nem pénzügyi szolgáltatók részére a pénzmosás és a terrorizmus finanszírozása megelőzéséről és megakadályozásáról szóló 2017. évi LIII. törvény végrehajtásának, valamint az Európai Unió és az ENSZ Biztonsági Tanácsa által elrendelt pénzügyi és vagyoni korlátozó intézkedések végrehajtásáról szóló 2017. évi LII. törvény szerinti szűrőrendszer kidolgozásának és működtetése minimumkövetelményeinek részletes szabályairól[38]
- 3/2021. (II. 2.) PM rendelet A pénzmosás és a terrorizmus finanszírozása megelőzéséről és megakadályozásáról szóló 2017. évi LIII. törvény végrehajtásához kapcsolódó egyes miniszteri rendeletek módosításáról[38]
- 4/2021. (II. 2.) PM rendelet A termőföldnek nem minősülő ingatlanok hitelbiztosítéki értékének meghatározására vonatkozó módszertani elvekről szóló 25/1997. (VIII. 1.) PM rendelet módosításáról[38]
- 1/2021. (II. 5.) NMHH rendelet A rádióberendezésekről szóló 2/2017. (I. 17.) NMHH rendelet módosításáról[40]
- 1/2021. (II. 5.) AM rendelet Az Aggtelek-Rudabánya-Szendrői hegység földtani alapszelvényeinek védetté nyilvánításáról szóló 13/1991. (XII. 24.) KTM rendelet, valamint a földtani alapszelvények és földtani képződmények védetté nyilvánításáról és természetvédelmi kezelési tervéről szóló 55/2015. (IX. 18.) FM rendelet módosításáról[40]
- 3/2021. (II. 5.) BM rendelet A gyermekek esélynövelő szolgáltatásainak szakmai feladatairól és működésük feltételeiről szóló 40/2018. (XII. 4.) EMMI rendelet módosításáról[40]
- 5/2021. (II. 5.) EMMI rendelet Az egészségügyi szakellátás társadalombiztosítási finanszírozásának egyes kérdéseiről szóló 9/1993. (IV. 2.) NM rendelet és az egészségügyről szóló 1997. évi CLIV. törvénynek a szerv- és szövetátültetésre, valamint -tárolásra és egyes kórszövettani vizsgálatokra vonatkozó rendelkezései végrehajtásáról szóló 18/1998. (XII. 27.) EüM rendelet módosításáról[40]
- 6/2021. (II. 5.) ITM rendelet A távoli pilóták képzését és vizsgáztatását végző szervezetek kijelöléséről, a távoli pilóták képzésének és vizsgáztatásának részletes szabályairól, valamint a vizsgán való részvétel díjáról[40]
- 7/2021. (II. 5.) ITM rendelet A légiközlekedéssel összefüggő egyes miniszteri rendeletek módosításáról[40]
- 3/2021. (II. 5.) KKM rendelet A fejezeti kezelésű előirányzatok kezeléséről és felhasználásáról szóló 4/2019. (VI. 14.) KKM rendeletnek a Magyarország 2021. évi központi költségvetéséről szóló 2020. évi XC. törvény címrendi felépítésével összefüggő módosításáról[40]
- 5/2021. (II. 9.) MNB rendelet A Magyar Nemzeti Bank egyes hatósági döntéseivel kapcsolatos hatáskörgyakorlás, valamint a hatáskör gyakorlója helyettesítésének részletes szabályairól szóló 45/2019. (XII. 18.) MNB rendelet módosításáról[41]
- 2/2021. (II. 9.) NVTNM rendelet A turisztikai ágazatban működő egyes társaságok állami tulajdonú társasági részesedései tulajdonosi joggyakorlójának kijelölése érdekében az egyes állami tulajdonban álló gazdasági társaságok felett az államot megillető tulajdonosi jogok és kötelezettségek összességét gyakorló személyek kijelöléséről szóló 1/2018. (VI. 25.) NVTNM rendelet módosításáról[41]
- 1/2021. (II. 9.) MvM rendelet A fejezeti kezelésű előirányzatok és a központi kezelésű előirányzatok kezeléséről és felhasználásáról szóló 8/2016. (III. 25.) MvM rendeletnek a 2021. évi felhasználási szabályok megállapítására irányuló módosításáról[41]
- 6/2021. (II. 9.) EMMI rendelet Egyes egészségügyi tárgyú miniszteri rendeleteknek az egészségügyi ágazati képzésekkel összefüggő módosításáról[41]
- 1/2021. (II. 10.) MEKH rendelet A villamos energia rendszerhasználati díjak, csatlakozási díjak és külön díjak alkalmazási szabályairól szóló 10/2016. (XI. 14.) MEKH rendelet módosításáról[42]
- 4/2021. (II. 10.) BM rendelet A belügyminiszter irányítása alatt álló rendvédelmi feladatokat ellátó szerveknél a hivatásos szolgálati beosztásokról és a betöltésükhöz szükséges követelményekről szóló 30/2015. (VI. 16.) BM rendelet és a belügyminiszter irányítása alá tartozó rendvédelmi feladatokat ellátó szervek hivatásos állományát érintő személyügyi igazgatás rendjéről szóló 31/2015. (VI. 16.) BM rendelet módosításáról[42]
- 2/2021. (II. 12.) MvM rendelet A közigazgatási, rendészeti, katonai és nemzetbiztonsági felsőoktatás vonatkozásában az évenként felvehető hallgatói létszám megállapításával és elosztásával kapcsolatos eljárás részletes szabályairól, a Nemzeti Közszolgálati Egyetemre történő felvétel különös feltételeiről, valamint a külföldi hallgatók Nemzeti Közszolgálati Egyetemre történő felvételének, jogállásának és tanulmányainak részletes szabályairól szóló 1/2013. (I. 8.) KIM rendelet módosításáról[43]
- 7/2021. (II. 12.) EMMI rendelet Egyes miniszteri rendeleteknek az egyes törvényeknek nyilvántartásokkal és elektronikus ügyintézéssel összefüggő módosításáról szóló törvényhez kapcsolódó módosításáról[43]
- 8/2021. (II. 12.) ITM rendelet Egyes közlekedési képzésekkel összefüggő, a veszélyhelyzet megszűnésével kapcsolatos szabályokról[43]
- 2/2021. (II. 15.) AM rendelet Egyes vadgazdálkodási és agrártámogatási tárgyú rendeletek módosításáról[44]
- 9/2021. (II. 15.) ITM rendelet A tengeri hajók felszereléseinek alapvető követelményeiről, megfelelőségük tanúsításáról és a piacfelügyeleti eljárásról szóló 45/2016. (XI. 11.) NFM rendelet és a légijármű és a repülőeszköz személyzet, valamint a repülésüzemi tiszt képzéséről, vizsgáztatásáról, engedélyeiről és a képzésükben részt vevő képző szervezetek engedélyezéséről szóló 53/2016. (XII. 16.) NFM rendelet módosításáról[44]
- 2/2021. (II. 16.) NMHH rendelet Az elektromágneses összeférhetőségről szóló 8/2016. (XII. 6.) NMHH rendelet és az építési munkák összehangolásával és a fizikai infrastruktúra közös használatával kapcsolatos jogvitás eljárások részletes szabályairól szóló 5/2017. (VI. 1.) NMHH rendelet módosításáról[45]
- 5/2021. (II. 17.) BM rendelet A „Magyarország és a Szerb Köztársaság államhatárán a határvonal megjelölésének, a határjelek felújításának és karbantartásának 2012–2019. évi munkálatairól” című zárójegyzőkönyv, valamint a „Kiegészítés és módosítás a határleíráshoz, a határtérképekhez és a koordináta-jegyzékhez E és F határszakaszok 2019.” című határokmány jóváhagyásáról[200]
- 6/2021. (II. 19.) MNB rendelet A jövedelemarányos törlesztőrészlet és a hitelfedezeti arányok szabályozásáról szóló 32/2014. (IX. 10.) MNB rendelet módosításáról[46]
- 3/2021. (II. 19.) AM rendeletAz AKI Agrárközgazdasági Intézet Nonprofit Korlátolt Felelősségű Társaság alapításával összefüggő egyes miniszteri rendeletek módosításáról[46]
- 8/2021. (II. 19.) EMMI rendelet A közúti járművezetők egészségi alkalmasságának megállapításáról szóló 13/1992. (VI. 26.) NM rendelet módosításáról[46]
- 2/2021. (II. 23.) CSTNM rendelet Az Idősbarát Önkormányzat Díj alapításáról és adományozásáról szóló 58/2004. (VI. 18.) ESZCSM–BM együttes rendelet módosításáról[48]
- 4/2021. (II. 23.) AM rendelet A Nemzeti Agrárkutatási és Innovációs Központ megszűnésével összefüggő egyes miniszteri rendeletek módosításáról[48]
- 5/2021. (II. 23.) AM rendelet A halgazdálkodás és a halvédelem egyes szabályainak megállapításáról szóló 133/2013. (XII. 29.) VM rendelet, valamint az államot megillető halgazdálkodási jog vagyonkezelésbe, pályázati úton történő haszonbérbe, valamint alhaszonbérbe adásának egyes szabályairól szóló 89/2015. (XII. 22.) FM rendelet módosításáról[48]
- 9/2021. (II. 23.) EMMI rendelet A háziorvosi, házi gyermekorvosi és fogorvosi tevékenységről szóló 4/2000. (II. 25.) EüM rendelet módosításáról[48]
- 7/2021. (II. 25.) MNB rendelet A forint- és az euróérmék utánzatáról[2]
- 6/2021. (II. 27.) AM rendelet Az agrárminiszter által adományozható díjakról és más elismerésekről[50]
- 8/2021. (II. 27.) HM rendelet A honvédek jogállásáról szóló 2012. évi CCV. törvény egyes rendelkezéseinek végrehajtásáról szóló 9/2013. (VIII. 12.) HM rendelet és a honvédelmi alkalmazottak jogállásával összefüggő kérdésekről szóló 21/2018. (XII. 28.) HM rendelet módosításáról[50]

#### Március
- 3/2021. (III. 1.) NVTNM rendelet A Miniszterelnökség tulajdonosi joggyakorlói kijelölésével összefüggésben az egyes állami tulajdonban álló gazdasági társaságok felett az államot megillető tulajdonosi jogok és kötelezettségek összességét gyakorló személyek kijelöléséről szóló 1/2018. (VI. 25.) NVTNM rendelet módosításáról[201]
- 10/2021. (III. 1.) ITM rendelet Egyes ipari és kereskedelmi tevékenységek gyakorlásához szükséges képesítésekről szóló rendeletek módosításáról[201]
- 4/2021. (III. 1.) KKM rendelet A járványügyi készültségi időszakban a gazdasági, illetve üzleti célú utazás körébe tartozó további államokról[201]
- 9/2021. (III. 2.) HM rendelet Egyes lakhatási tárgyú honvédelmi miniszteri rendeletek módosításáról[202]
- 5/2021. (III. 2.) KKM rendelet A járványügyi készültségi időszakban a gazdasági, illetve üzleti célú utazás körébe tartozó további államokról szóló 4/2021. (III. 1.) KKM rendelet módosításáról[202]
- 1/2021. (III. 3.) MK rendelet A fejezeti és központi kezelésű előirányzatok kezeléséről és felhasználásáról szóló 2/2018. (XII. 28.) MK rendelet módosításáról[51]
- 6/2021. (III. 3.) BM rendelet A központi kezelésű előirányzatok felhasználásának rendjéről[51]
- 11/2021. (III. 3.) ITM rendelet A megújuló energiaforrásból származó villamos energia termelési támogatás korlátairól és a prémium típusú támogatásra irányuló pályázati eljárásról szóló 62/2016. (XII. 28.) NFM rendelet módosításáról[51]
- 10/2021. (III. 5.) EMMI rendelet A háziorvosi, házi gyermekorvosi és fogorvosi tevékenységről szóló 4/2000. (II. 25.) EüM rendelet és a törzskönyvezett gyógyszerek és a különleges táplálkozási igényt kielégítő tápszerek társadalombiztosítási támogatásba való befogadásának szempontjairól és a befogadás vagy a támogatás megváltoztatásáról szóló 32/2004. (IV. 26.) ESZCSM rendelet módosításáról[53]
- 11/2021. (III. 5.) EMMI rendelet A jelnyelvi tolmácsszolgálatok működésének és a jelnyelvi tolmácsszolgáltatás igénybevételének feltételeiről szóló 62/2011. (XI. 10.) NEFMI rendelet módosításáról[53]
- 12/2021. (III. 5.) ITM rendelet A közigazgatási szabályszegések szankcióiról szóló törvény hatálybalépésével összefüggő egyes, az Innovációs és Technológiai Minisztérium feladat- és hatáskörébe tartozó miniszteri rendeletek módosításáról[53]
- 7/2021. (III. 10.) AM rendelet Az egyes állat-járványügyi intézkedésekről és az azokkal összefüggő állami kártalanításról szóló 74/2013. (VIII. 30.) VM rendelet módosításáról[55]
- 8/2021. (III. 10.) AM rendelet A nem állami laboratóriumok engedélyezéséről, nyilvántartásba vételéről és működési feltételeinek részletes szabályozásáról[55]
- 7/2021. (III. 10.) BM rendelet A lakáscélú munkáltatói kölcsönről szóló 44/2012. (VIII. 29.) BM rendelet módosításáról[55]
- 13/2021. (III. 10.) ITM rendelet Az épületek energetikai jellemzőinek meghatározásáról szóló 7/2006. (V. 24.) TNM rendelet módosításáról[55]
- 9/2021. (III. 12.) AM rendelet A dohány szerkezetátalakítási nemzeti programról és az azzal összefüggésben igényelhető csekély összegű támogatások feltételeinek megállapításáról szóló 53/2015. (IX. 14.) FM rendelet, valamint a karácsonyfa-ültetvények után igénybe vehető támogatásról szóló 37/2020. (VII. 10.) AM rendelet módosításáról[56]
- 1/2021. (III. 12.) IM rendelet A közjegyzői ügyvitel szabályairól szóló 29/2019. (XII. 20.) IM rendelet módosításáról[56]
- 6/2021. (III. 12.) KKM rendelet A járványügyi készültségi időszakban a gazdasági, illetve üzleti célú utazás körébe tartozó további államokról szóló 4/2021. (III. 1.) KKM rendelet módosításáról[56]
- 4/2021. (III. 17.) NVTNM rendelet A Magyar Házak Közhasznú Nonprofit Korlátolt Felelősségű Társaság tulajdonosi joggyakorlójának kijelölése érdekében az egyes állami tulajdonban álló gazdasági társaságok felett az államot megillető tulajdonosi jogok és kötelezettségek összességét gyakorló személyek kijelöléséről szóló 1/2018. (VI. 25.) NVTNM rendelet módosításáról[58]
- 10/2021. (III. 17.) AM rendelet A Nemzeti Földalappal kapcsolatos bevételek és kiadások fejezetbe sorolt központi kezelésű előirányzatok felhasználásáról szóló 32/2015. (VI. 19.) FM rendelet módosításáról[58]
- 8/2021. (III. 17.) BM rendelet A körözési célú mintabiztosításhoz és mintavételhez, a biometrikus adatok körözési célú rögzítéséhez, valamint a körözési célú biometrikus adatok nyilvántartásaihoz kapcsolódó feladatok végrehajtásáról[58]
- 12/2021. (III. 17.) EMMI rendelet A fejezeti kezelésű előirányzatok és központi kezelésű előirányzatok kezeléséről és felhasználásáról szóló 58/2015. (XII. 30.) EMMI rendelet módosításáról[58]
- 11/2021. (III. 19.) AM rendelet A zöldség-gyümölcs termelői szervezetekről szóló 50/2017. (X. 10.) FM rendelet módosításáról[60]
- 5/2021. (III. 23.) NVTNM rendelet A Magyar Fejlesztésösztönző Iroda Nonprofit Korlátolt Felelősségű Társaság tulajdonosi joggyakorlójának kijelölése érdekében az egyes állami tulajdonban álló gazdasági társaságok felett az államot megillető tulajdonosi jogok és kötelezettségek összességét gyakorló személyek kijelöléséről szóló 1/2018. (VI. 25.) NVTNM rendelet módosításáról[62]
- 12/2021. (III. 23.) AM rendelet Az Európai Mezőgazdasági Garancia Alapból, valamint a központi költségvetésből finanszírozott egyes támogatások igénybevételével kapcsolatos eljárási szabályokról szóló miniszteri rendeletek módosításáról[62]
- 13/2021. (III. 23.) AM rendelet Az Európai Mezőgazdasági Vidékfejlesztési Alapból finanszírozott egyes támogatások 2021. évi igénybevételével kapcsolatos egységes eljárási szabályokról[62]
- 10/2021. (III. 23.) HM rendelet Az állami repülések céljára kijelölt légterekben végrehajtott repülések szabályairól szóló 3/2006. (II. 2.) HM rendelet módosításáról[62]
- 2/2021. (III. 24.) MEKH rendelet A rendszeres adatszolgáltatásra kötelezettek által szolgáltatandó adatok köréről, a teljesítés módjára vonatkozó követelményekről, valamint az adatszolgáltatási kötelezettség határidejéről, továbbá a rendkívüli adatszolgáltatással kapcsolatos rendelkezésekről, valamint a földgáz rendszerhasználati díjak, a külön díjak és a csatlakozási díjak meghatározásának keretszabályairól szóló 8/2016. (X. 13.) MEKH rendelet, a földgáz rendszerhasználati díjak, a külön díjak, valamint a csatlakozási díjak alkalmazásának szabályairól szóló 11/2016. (XI. 14.) MEKH rendelet és a földgáz rendszerhasználati díjak, a külön díjak és a csatlakozási díjak mértékéről szóló 13/2016. (XII. 20.) MEKH rendelet módosításáról szóló 7/2017. (VII. 13.) MEKH rendelet eltérő szöveggel történő hatályba léptetéséről szóló 11/2017. (VIII. 25.) MEKH rendelet és a villamos energia rendszerhasználati díjak, csatlakozási díjak és külön díjak alkalmazási szabályairól szóló 10/2016. (XI. 14.) MEKH rendelet módosításáról[64]
- 13/2021. (III. 24.) EMMI rendelet A 2020/2021. tanév rendjéről szóló 27/2020. (VIII. 11.) EMMI rendelet és a kulturális intézményben foglalkoztatottak munkaköreiről és foglalkoztatási követelményeiről, az intézményvezetői pályázat lefolytatásának rendjéről, valamint egyes kulturális tárgyú rendeletek módosításáról szóló 39/2020. (X. 30.) EMMI rendelet módosításáról[64]
- 14/2021. (III. 24.) EMMI rendelet Egyes egészségügyi és egészségbiztosítási tárgyú miniszteri rendeletek módosításáról[64]
- 14/2021. (III. 25.) AM rendelet A fejezeti és központi kezelésű előirányzatok kezelésének és felhasználásának szabályairól[203]
- 2/2021. (III. 29.) IM rendelet A közjegyzői díjszabásról szóló 22/2018. (VIII. 23.) IM rendelet módosításáról[67]
- 9/2021. (III. 30.) BM rendelet A központosított informatikai és elektronikus hírközlési szolgáltatásokat egyedi szolgáltatási megállapodás útján igénybe vevő szervezetekről, valamint a központi szolgáltató által üzemeltetett vagy fejlesztett informatikai rendszerekről szóló 7/2013. (II. 26.) NFM rendelet és a nem a Kormány irányítása vagy felügyelete alá tartozó költségvetési szervek részére nyújtott központosított infokommunikációs közszolgáltatások igénybevételének szabályairól szóló 41/2019. (XI. 19.) BM rendelet módosításáról[204]
- 3/2021. (III. 31.) CSTNM rendelet A család- és ifjúságügyi célú fejezeti kezelésű előirányzatok kezeléséről és felhasználásáról szóló 1/2020. (XII. 22.) CSTNM rendelet módosításáról[68]
- 4/2021. (III. 31.) CSTNM rendelet A személyes gondoskodást nyújtó gyermekjóléti, gyermekvédelmi intézmények, valamint személyek szakmai feladatairól és működésük feltételeiről szóló 15/1998. (IV. 30.) NM rendelet módosításáról[68]
- 15/2021. (III. 31.) AM rendelet Az iskolagyümölcs- és iskolazöldség-program végrehajtásáról[68]
- 14/2021. (III. 31.) ITM rendelet Egyes energetikai tárgyú miniszteri rendeletek módosításáról[68]

#### Április
- 8/2021. (IV. 30.) MNB rendelet a „Millenniumi Földalatti Vasút” rézötvözetű emlékérme kibocsátásáról

#### Május
- 5/2021. (V. 6.) CSTNM rendelet A családokért felelős tárca nélküli miniszter által adományozható elismerésekről [205]
- 11/2021. (V. 6.) BM rendelet A fejezeti kezelésű előirányzatok felhasználásának rendjéről szóló 13/2020. (V. 5.) BM rendelet módosításáról [205]
- 9/2021. (V. 13.) MNB rendelet a Magyar Nemzeti Bank egyes hatósági döntéseivel kapcsolatos hatáskörgyakorlás, valamint a hatáskör gyakorlója helyettesítésének részletes szabályairól szóló 45/2019. (XII. 18.) MNB rendelet módosításáról
- 10/2021. (V. 14.) MNB rendelet a „XVI. UEFA Labdarúgó-Európa-bajnokság” ezüst emlékérme kibocsátásáról
- 11/2021. (V. 14.) MNB rendelet a „XVI. UEFA Labdarúgó-Európa-bajnokság” rézötvözetű emlékérme kibocsátásáról
- 12/2021. (V. 17.) MNB rendelet az „Európa Tanács magyar elnöksége, 2021” rézötvözetű emlékérme kibocsátásáról

#### Június
- 13/2021. (VI. 3.) MNB rendelet a „XXXII. Nyári Olimpiai és XVI. Nyári Paralimpiai Játékok” ezüst emlékérme kibocsátásáról
- 14/2021. (VI. 3.) MNB rendelet a „XXXII. Nyári Olimpiai és XVI. Nyári Paralimpiai Játékok” rézötvözetű emlékérme kibocsátásáról
- 15/2021. (VI. 8.) MNB rendelet az „Önálló ügyészi szervezet” ezüst emlékérme kibocsátásáról
- 16/2021. (VI. 8.) MNB rendelet az „Önálló ügyészi szervezet” rézötvözetű emlékérme kibocsátásáról
- 17/2021. (VI. 9.) MNB rendelet a „750 éves Győr” rézötvözetű emlékérme kibocsátásáról
- 23/2021. (VI. 14.) EMMI rendelet Az emberi erőforrások minisztere által adományozható elismerésekről szóló 26/2016. (IX. 8.) EMMI rendelet módosításáról [206]
- 5/2021. (VI. 16.) NMHH rendelet Az elektronikus hírközlési építmények elhelyezéséről és az elektronikus hírközlési építményekkel kapcsolatos hatósági eljárásokról szóló 20/2020. (XII. 18.) NMHH rendelet módosításáról [207]
- 14/2021. (VI. 16.) BM rendelet A képesítési követelményekkel összefüggésben egyes belügyi tárgyú miniszteri rendeletek módosításáról [207]
- 24/2021. (VI. 16.) EMMI rendelet A fejezeti kezelésű előirányzatok és központi kezelésű előirányzatok kezeléséről és felhasználásáról szóló 58/2015. (XII. 30.) EMMI rendelet módosításáról [207]
- 25/2021. (VI. 16.) ITM rendelet A vizsgálóállomások auditálásáról és akkreditált státuszának elfogadásáról [207]
- 18/2021. (VI. 21.) MNB rendelet az „Ópusztaszeri Nemzeti Történeti Emlékpark Nemzeti Emlékhely” rézötvözetű emlékérme kibocsátásáról [207]
- 19/2021. (VI. 22.) MNB rendelet a jegybanki alapkamat mértékéről
- 20/2021. (VI. 23.) MNB rendelet a hitelintézetek forint lejárati összhangjának szabályozásáról

#### Július
- 21/2021. (VII. 15.) MNB rendelet A hitelintézetek forint lejárati összhangjának szabályozásáról szóló 20/2021. (VI. 23.) MNB rendelet módosításáról [208]
- 8/2021. (VII. 15.) MEKH rendelet A rendszer-összekötési pontokra vonatkozó szabályok harmadik országok tekintetében történő alkalmazhatóságáról szóló 8/2019. (VII. 12.) MEKH rendelet módosításáról
- 13/2021. (VII. 15.) HM rendelet Egyes honvédelmi tárgyú miniszteri rendeletek módosításáról
- 6/2021. (VII. 19.) CSTNM rendelet A személyes gondoskodást nyújtó gyermekjóléti, gyermekvédelmi intézmények, valamint személyek szakmai feladatairól és működésük feltételeiről szóló 15/1998. (IV. 30.) NM rendeletnek a bölcsődei ellátással összefüggő módosításáról [209]
- 28/2021. (VII. 19.) KKM rendelet A védettségi igazolások egyoldalú elismeréséről szóló 17/2021. (V. 22.) KKM rendelet Svájci Államszövetséggel összefüggő módosításáról
- 22/2021. (VII. 27.) MNB rendelet a jegybanki alapkamat mértékéről

#### Augusztus
- 23/2021. (VIII. 2.) MNB rendelet a forint bevezetésének 75. évfordulója alkalmából 5 forintos címletű érmék kibocsátásáról
- 24/2021. (VIII. 11.) MNB rendelet „az égig érő fa” rézötvözetű emlékérme kibocsátásáról
- 25/2021. (VIII. 18.) MNB rendelet a jegybanki információs rendszerhez elsődlegesen a Magyar Nemzeti Bank alapvető feladatai ellátása érdekében teljesítendő adatszolgáltatási kötelezettségekről szóló 41/2020. (XI. 18.) MNB rendelet módosításáról
- 26/2021. (VIII. 18.) MNB rendelet a pénz- és hitelpiaci szervezetek által a jegybanki információs rendszerhez elsődlegesen a Magyar Nemzeti Bank felügyeleti feladatai ellátása érdekében teljesítendő adatszolgáltatási kötelezettségekről szóló 42/2020. (XI. 19.) MNB rendelet módosításáról
- 27/2021. (VIII. 24.) MNB rendelet A jegybanki alapkamat mértékéről [210]
- 28/2021. (VIII. 31.) MNB rendelet a 2021-ben Budapesten megrendezésre kerülő 52. Nemzetközi Eucharisztikus Kongresszus alkalmából 50 forintos címletű érme kibocsátásáról
- 29/2021. (VIII. 31.) MNB rendelet az „52. Nemzetközi Eucharisztikus Kongresszus” ezüst emlékérme kibocsátásáról
- 30/2021. (VIII. 31.) MNB rendelet az „52. Nemzetközi Eucharisztikus Kongresszus” rézötvözetű emlékérme kibocsátásáról

#### Szeptember
- 31/2021. (IX. 3.) MNB rendelet a nem teljesítő kitettségre és az átstrukturált követelésre vonatkozó prudenciális követelményekről szóló 39/2016. (X. 11.) MNB rendelet módosításáról
- 32/2021. (IX. 3.) MNB rendelet az ügyfél- és partnerminősítés, valamint a fedezetértékelés prudenciális követelményeiről szóló 40/2016. (X. 11.) MNB rendelet módosításáról
- 33/2021. (IX. 15.) MNB rendelet a fizetési rendszer működtetése tevékenységre vonatkozó részletes szabályokról
- 34/2021. (IX. 15.) MNB rendelet a fizetési rendszer működtetését végző szervezetek üzletszabályzatára és egyes szabályzataira vonatkozó követelményekről
- 6/2021. (IX. 15.) MK rendelet a hiteltörlesztési moratórium igénybevételéhez alkalmazandó kérelemről
- 35/2021. (IX. 17.) MNB rendelet a „Benyovszky Móric” ezüst emlékérme kibocsátásáról
- 36/2021. (IX. 17.) MNB rendelet a „Benyovszky Móric” rézötvözetű emlékérme kibocsátásáról
- 37/2021. (IX. 21.) MNB rendelet a jegybanki alapkamat mértékéről
- 38/2021. (IX. 24.) MNB rendelet az „Egy a Természettel – Vadászati és Természeti Világkiállítás” ezüst emlékérme kibocsátásáról
- 39/2021. (IX. 24.) MNB rendelet az „Egy a Természettel – Vadászati és Természeti Világkiállítás” rézötvözetű emlékérme kibocsátásáról

#### Október
- 40/2021. (X. 1.) MNB rendelet a „Magyar agár” rézötvözetű emlékérme kibocsátásáról
- 41/2021. (X. 1.) MNB rendelet a jegybanki információs rendszerhez elsődlegesen a Magyar Nemzeti Bank alapvető feladatai ellátása érdekében teljesítendő adatszolgáltatási kötelezettségekről szóló 41/2020. (XI. 18.) MNB rendelet módosításáról
- 42/2021. (X. 19.) MNB rendelet a jegybanki alapkamat mértékéről
- 43/2021. (X. 21.) MNB rendelet a „Cziffra György” ezüst emlékérme kibocsátásáról
- 44/2021. (X. 21.) MNB rendelet a „Cziffra György” rézötvözetű emlékérme kibocsátásáról

#### November
- 45/2021. (XI. 5.) MNB rendelet a Magyar Nemzeti Bank elnöke által adományozható díjakról szóló 27/2013. (XII. 10.) MNB rendelet módosításáról
- 46/2021. (XI. 11.) MNB rendelet a „Szegedi Tudományegyetem” ezüst emlékérme kibocsátásáról
- 47/2021. (XI. 11.) MNB rendelet a „Szegedi Tudományegyetem” rézötvözetű emlékérme kibocsátásáról
- 48/2021. (XI. 15.) MNB rendelet a „10 éves Magyarország Alaptörvénye” ezüst emlékérme kibocsátásáról
- 49/2021. (XI. 15.) MNB rendelet a „10 éves Magyarország Alaptörvénye” rézötvözetű emlékérme kibocsátásáról
- 50/2021. (XI. 16.) MNB rendelet a jegybanki alapkamat mértékéről
- 51/2021. (XI. 16.) MNB rendelet a jövedelemarányos törlesztőrészlet és a hitelfedezeti arányok szabályozásáról szóló 32/2014. (IX. 10.) MNB rendelet módosításáról
- 52/2021. (XI. 18.) MNB rendelet az „Árpád-házi Szent Erzsébet” arany emlékérme kibocsátásáról
- 53/2021. (XI. 18.) MNB rendelet az „Árpád-házi Szent Erzsébet” rézötvözetű emlékérme kibocsátásáról
- 54/2021. (XI. 23.) MNB rendelet A jegybanki információs rendszerhez elsődlegesen a Magyar Nemzeti Bank alapvető feladatai ellátása érdekében teljesítendő adatszolgáltatási kötelezettségekről  [211]
- 55/2021. (XI. 23.) MNB rendelet A pénz- és hitelpiaci szervezetek által a jegybanki információs rendszerhez elsődlegesen a Magyar Nemzeti Bank felügyeleti feladatai ellátása érdekében teljesítendő adatszolgáltatási kötelezettségekről  [211]
- 56/2021. (XI. 24.) MNB rendelet A tőkepiaci szervezetek által a jegybanki információs rendszerhez elsődlegesen a Magyar Nemzeti Bank felügyeleti feladatai ellátása érdekében teljesítendõ adatszolgáltatási kötelezettségekről [212]
- 57/2021. (XI. 24.) MNB rendelet A pénztárak és a foglalkoztatói nyugdíjszolgáltató intézmény által a jegybanki információs rendszerhez elsődlegesen a Magyar Nemzeti Bank felügyeleti feladatai ellátása érdekében teljesítendõ adatszolgáltatási kötelezettségekrõl [212]
- 58/2021. (XI. 24.) MNB rendelet A biztosítási piaci szervezetek által a jegybanki információs rendszerhez elsődlegesen a Magyar Nemzeti Bank felügyeleti feladatai ellátása érdekében teljesítendő adatszolgáltatási kötelezettségekről szóló 44/2020. (XI. 20.) MNB rendelet módosításáról [212]
- 59/2021. (XI. 24.) MNB rendelet A jegybanki információs rendszerhez a hitelügyletek egyes adataira vonatkozóan teljesítendõ adatszolgáltatási kötelezettségrõl szóló 35/2018. (XI. 13.) MNB rendelet módosításáról
- 60/2021. (XI. 25.) MNB rendelet A "Pilinszky János" ezüst emlékérme kibocsátásáról [213]
- 61/2021. (XI. 25.) MNB rendelet A "Pilinszky János" rézötvözetű emlékérme kibocsátásáról [213]
- 41/2021. (XI. 25.) BM rendelet A belügyi szervek rendelkezésében lévő, lakásnak nem minősülő szállóférőhelyek, lakóegységek használatáról, valamint a bérleti, albérleti díj hozzájárulás szabályairól szóló 40/2000. (XII. 12.) BM rendelet módosításáról [213]
- 14/2021. (XI. 25.) IM rendelet Az igazságügyi miniszter által adományozható elismerésekről szóló 4/2015. (III. 3.) IM rendelet módosításáról  [213]
- 37/2021. (XI. 25.) KKM rendelet Az Információs Hivatalban alkalmazandó egészségügyi szakdolgozói pótlékról [213]

#### December
- 62/2021. (XII. 9.) MNB rendelet a hitelintézetek eszközei és forrásai közötti általános denominációs összhang szabályozásáról szóló, valamint a kapcsolódó adatszolgáltatási kötelezettséget meghatározó MNB rendeletek módosításáról
- 63/2021. (XII. 13.) MNB rendelet a „Sopron, a leghűségesebb város” ezüst emlékérme kibocsátásáról
- 64/2021. (XII. 13.) MNB rendelet a „Sopron, a leghűségesebb város” rézötvözetű emlékérme kibocsátásáról
- 65/2021. (XII. 14.) MNB rendelet A jegybanki alapkamat mértékéről
- 17/2021. (XII. 16.) MEKH rendelet [214] a rendszeres adatszolgáltatásra kötelezettek által szolgáltatandó adatok köréről
- 18/2021. (XII. 17.) MEKH rendelet a kötelező átvételi jogosultságok, valamint a pályázati eljárás alá nem tartozó, új létesítésű termelőegységekhez kapcsolódó prémium típusú támogatások esetében a villamosenergia-termelés megkezdés, kereskedelmi üzem megkezdés határidőinek veszélyhelyzettel összefüggésben történő meghosszabbításáról szóló 7/2020. (VIII. 5.) MEKH rendelet módosításáról [215]
- 26/2021. (XII. 17.) HM rendelet a honvédelmi ágazat katasztrófák elleni védekezésének irányításáról és feladatairól [215]
- 27/2021. (XII. 17.) HM rendelet a ruházati ellátásról szóló 20/2013. (IX. 16.) HM rendelet módosításáról

- 15/2021. (XII. 17.) PM rendelet a kötelező gépjármű-felelősségbiztosítás 1991. július 1. előtti rendszeréből származó állami kötelezettségek rendezéséről szóló 5/1996. (I. 26.) PM rendelet, valamint a gépjármű-szavatossági károk 1971. január 1. előtti rendszere alapján fizetett baleseti kártérítési járadékokról szóló 12/1998. (III. 27.) PM rendelet módosításáról [215]

### Kormányhatározatok

#### Január (1001–1020)
- 1001/2021. (I. 5.) Korm. határozat A XII. Agrárminisztérium és a XI. Miniszterelnökség, valamint a XII. Agrárminisztérium és a XLIV. A Nemzeti Földalappal kapcsolatos bevételek és kiadások fejezetek közötti előirányzat-átcsoportosításról[197]
- 1002/2021. (I. 7.) Korm. határozat A Kossuth Lajos téri Igazságügyi Palota és Agrárminisztérium épület rekonstrukciójával kapcsolatos intézkedésekről[29]
- 1003/2021. (I. 11.) Korm. határozat A vidéki Magyarország megújításáról, a hazai mezőgazdaság és élelmiszeripar versenyképességének, valamint a gazdák támogatási szintjének a 2021–2027-es időszakban történő megőrzéséről[216]
- 1004/2021. (I. 14.) Korm. határozat A COVID-19 oltóanyagok további beszerzéseiről[217]
- 1005/2021. (I. 14.) Korm. határozat A rendkívüli kormányzati intézkedésekre szolgáló tartalékból, a Beruházás Előkészítési Alapból, a Gazdaságvédelmi programok előirányzatból történő, valamint fejezetek közötti előirányzat-átcsoportosításról, egyes kormányhatározatok módosításáról, a 2021. évi központi költségvetés végrehajtása érdekében szükséges intézkedésekről és címrendi kiegészítésről[31]
- 1006/2021. (I. 20.) Korm. határozat A közép-európai összehasonlító jogi tudományos együttműködés erősítését szolgáló professzori hálózat és junior képzési program működéséhez szükséges irodai elhelyezés és munkakörnyezet üzemeltetési és infrastrukturális feltételeinek biztosításával összefüggő intézkedésekről[33]
- 1007/2021. (I. 20.) Korm. határozat Magyarország Európai Unió melletti Állandó Képviseletén a Közös Agrárpolitika 2020 utáni szabályozásának tárgyalásait segítő, határozott idejű szakdiplomata álláshely 2021. évre vonatkozó fedezetének átcsoportosításáról[33]
- 1008/2021. (I. 20.) Korm. határozat A Központi Maradványelszámolási Alapból történő előirányzat-átcsoportosításról[33]
- 1009/2021. (I. 20.) Korm. határozat Egyes kormányhatározatok módosításáról[33]
- 1010/2021. (I. 20.) Korm. határozat A Modern Városok Program keretében a Veszprémi Petőfi Színház komplex fejlesztéséről szóló 1203/2017. (IV. 10.) Korm. határozat módosításáról[33]
- 1011/2021. (I. 20.) Korm. határozat Az Idősek Tanácsáról szóló 1712/2014. (XII. 5.) Korm. határozat módosításáról[33]
- 1012/2021. (I. 22.) Korm. határozat A Haladás Sportkomplexum Fejlesztő Nonprofit Korlátolt Felelősségű Társaság önkormányzati tulajdonú társasági részesedésének állam javára történő megszerzéséről[34]
- 1013/2021. (I. 27.) Korm. határozatAz Egységes Szanálási Rendszerhez kapcsolódó kormányközi megállapodás módosításáról szóló megállapodás szövegének végleges megállapítására adott felhatalmazásról[35]
- 1014/2021. (I. 28.) Korm. határozat A Magyar Házak Közhasznú Nonprofit Korlátolt Felelősségű Társaság működését érintő egyes kérdésekről[36]
- 1015/2021. (I. 28.) Korm. határozat A Modern Városok Program keretén belül a salgótarjáni Szent Lázár Megyei Kórház komplex fejlesztése megvalósítása érdekében szükséges 2021. évi forrás átcsoportosításáról és a szükséges többlettámogatás biztosításáról[36]
- 1016/2021. (I. 28.) Korm. határozat A Zalaegerszegi Szakképzési Centrum egyes intézményeinek 21. századi elvárásoknak megfelelő fejlesztését célzó beruházás előkészítéséhez szükséges intézkedésekről[36]
- 1017/2021. (I. 28.) Korm. határozat Kormánybiztos kinevezéséről[36]
- 1018/2021. (I. 28.) Korm. határozat A bajai sportuszoda és élményfürdő beruházás előkészítéséről[36]
- 1019/2021. (I. 28.) Korm. határozat A Nemzeti Cirkuszművészeti Központ részeként a Baross Imre Artistaképző Intézet Előadó-művészeti Szakgimnázium, Gimnázium és Alapfokú Táncművészeti Iskola elhelyezését célzó beruházással összefüggő intézkedésekről[36]
- 1020/2021. (I. 29.) Korm. határozat Kormánybiztos kinevezéséről és feladatairól[199]

#### Február (1021–1084)
- 1021/2021. (II. 2.) Korm. határozat A rendkívüli kormányzati intézkedésekre szolgáló tartalékból, a Beruházás Előkészítési Alapból, a Központi Maradványelszámolási Alapból, a Gazdaságvédelmi programok előirányzatból történő, valamint fejezetek közötti előirányzat-átcsoportosításról és kormányhatározat módosításáról[38]
- 1022/2021. (II. 2.) Korm. határozat A vízügyi igazgatási szervek 2020. évi mezőgazdasági vízszolgáltatási költségeinek kiegészítő finanszírozásáról[38]
- 1023/2021. (II. 2.) Korm. határozat A HungaroControl Magyar Légiforgalmi Szolgálat Zártkörűen Működő Részvénytársaságnak a pilóta nélküli légijárművek használatát támogató honlap és mobilalkalmazás fejlesztéséhez nyújtott támogatásról[38]
- 1024/2021. (II. 2.) Korm. határozat A Nemzetközi Űrhajós Szövetség 2020-ban megrendezésre kerülő 33. Kongresszusának magyarországi megrendezése iránti szándék bejelentéséhez kapcsolódó hozzájárulásról szóló 1108/2019. (III. 12.) Korm. határozat módosításáról[38]
- 1025/2021. (II. 2.) Korm. határozat Az Európa Tanács labdarúgó-mérkőzések és egyéb sportrendezvények biztonságához, biztosításához és az ott nyújtott szolgáltatásokhoz kapcsolódó integrált megközelítésről szóló Egyezménye szövegének végleges megállapítására adott felhatalmazásról[38]
- 1026/2021. (II. 2.) Korm. határozat A veszélyhelyzettel összefüggésben a közfoglalkoztatási szabályok eltérő alkalmazásáról szóló 1846/2020. (XI. 25.) Korm. határozat módosításáról[38]
- 1027/2021. (II. 5.) Korm. határozat A közbeszerzések hatékonyságának javítása érdekében szükséges intézkedésekről[40]
- 1028/2021. (II. 5.) Korm. határozat A Járvány Elleni Védekezés Központi Tartaléka előirányzatból történő előirányzat-átcsoportosításról[40]
- 1029/2021. (II. 5.) Korm. határozat A Speciális Önkéntes Területvédelmi Tartalékos program folytatásához szükséges források biztosításáról[40]
- 1030/2021. (II. 5.) Korm. határozat Az „Álmok Álmodói – Világraszóló magyarok 2.0” kiállítás megrendezésének támogatásáról[40]
- 1031/2021. (II. 5.) Korm. határozat A Siemens Energy Korlátolt Felelősségű Társaság magyarországi nagybefektetővel való stratégiai együttműködési megállapodás megkötéséről[40]
- 1032/2021. (II. 5.) Korm. határozat A csíksomlyói tűzvész károsultjai között a koronavírus-járvány terjedésének megakadályozása érdekében egészségügyi készlet biztosításáról[40]
- 1033/2021. (II. 5.) Korm. határozat Az EFOP-4.1.2-17 azonosító jelű („Iskola 2020” Köznevelési intézmények infrastrukturális fejlesztése a hátránykompenzáció elősegítése és a minőségi oktatás megteremtése érdekében című) felhívás keretében megvalósuló egyes projektek összköltségének növeléséről[40]
- 1034/2021. (II. 5.) Korm. határozat Az EFOP-2.4.1-16-2017-00088 azonosító számú („Esély Bérbaltavárnak” című) projekt összköltségének növeléséről[40]
- 1035/2021. (II. 5.) Korm. határozat A Magyar Testgyakorlók Köre Budapest létesítményfejlesztési programja megvalósításának előkészítéséhez szükséges kormányzati intézkedésekről szóló 1371/2019. (VI. 25.) Korm. határozat módosításáról[40]
- 1036/2021. (II. 5.) Korm. határozat Egyes települések kiemelt társadalmi igényeken alapuló szennyvíz-elvezetési és -tisztítási fejlesztéseinek finanszírozhatóságáról[40]
- 1037/2021. (II. 5.) Korm. határozat A Gazdaság-újraindítási Akciótervről[40]
- 1038/2021. (II. 5.) Korm. határozat A Kamatmentes Újraindítási Gyorskölcsönről[40]
- 1039/2021. (II. 9.) Korm. határozat A Beruházási Alap létrehozásáról, valamint fejezetek közötti előirányzat-átcsoportosításról[41]
- 1040/2021. (II. 9.) Korm. határozat A Pécsi Tudományegyetem Balassa Kollégium felújítása II. ütemének munkálatairól[41]
- 1041/2021. (II. 9.) Korm. határozat Az UEFA 2020 labdarúgó Európa-bajnokság budapesti mérkőzéseinek és kapcsolódó programjainak megrendezésével összefüggő egyes intézkedésekről szóló kormányhatározatok módosításáról[41]
- 1042/2021. (II. 9.) Korm. határozat A Terület- és Településfejlesztési Operatív Program és a Versenyképes Közép-Magyarország Operatív Program keretében finanszírozott egyes projektek támogatásának növeléséről[41]
- 1043/2021. (II. 9.) Korm. határozat Az EFOP-1.3.2-16-2016-00001 azonosító számú („Felzárkózási mentorhálózat fejlesztése” című) projekt támogatásának növeléséről, valamint az Emberi Erőforrás Fejlesztési Operatív Program éves fejlesztési keretének megállapításáról szóló 1037/2016. (II. 9.) Korm. határozat módosításáról[41]
- 1044/2021. (II. 9.) Korm. határozat Az Egészségbiztosítási Alap Gyógyító-megelőző ellátás jogcímcsoport Fogászati ellátás jogcíme 2021. évi előirányzatának megemeléséről[41]
- 1045/2021. (II. 10.) Korm. határozat A rendkívüli kormányzati intézkedésekre szolgáló tartalékból, a Beruházás Előkészítési Alapból, a Központi Maradványelszámolási Alapból, a Gazdaságvédelmi programok, a Járvány Elleni Védekezés Központi Tartaléka előirányzatból történő, valamint fejezetek közötti előirányzat-átcsoportosításról és kormányhatározat módosításáról[42]
- 1046/2021. (II. 10.) Korm. határozat A Szlovák Köztársaságban működő egészségügyi intézmény részére egészségügyi eszközök biztosításáról[42]
- 1047/2021. (II. 10.) Korm. határozat A MotoGP és a Superbike verseny hazai megrendezéséhez szükséges intézkedésekről, valamint a MotoGP kelet-magyarországi helyszínen történő megrendezésével, valamint egyes autó-motorsport stratégiai kérdésekkel kapcsolatos döntésekről szóló 1399/2020. (VII. 15.) Korm. határozat módosításáról[42]
- 1048/2021. (II. 12.) Korm. határozat A Vidékfejlesztési Kormánybizottságról[43]
- 1049/2021. (II. 12.) Korm. határozat Az egykori szlovák ajkú evangélikus gyülekezet templomának felújításával kapcsolatos intézkedésekről[43]
- 1050/2021. (II. 15.) Korm. határozat A 2021-ben államtudományi és közigazgatási, rendészeti, katonai, nemzetbiztonsági, valamint nemzetközi és európai közszolgálati felsőoktatásban felvehető, államilag támogatott és önköltséges hallgatói létszámkeretről[44]
- 1051/2021. (II. 15.) Korm. határozat A Budapesti Agglomerációhoz tartozó Pest megyei településeken működő köznevelési intézmények infrastrukturális fejlesztéseinek további előkészítéséről[44]
- 1052/2021. (II. 16.) Korm. határozat Magyarország Kuangcsoui Főkonzulátusa megnyitásához szükséges intézkedésekről[45]
- 1053/2021. (II. 16.) Korm. határozat Egyes zeneművészeti szervezetek 2021. és 2022. évi támogatásáról[45]
- 1054/2021. (II. 16.) Korm. határozat A komáromi ipari-innovációs fejlesztési terület kialakításával összefüggő infrastruktúra-fejlesztésekről szóló 1871/2020. (XII. 2.) Korm. határozat módosításáról[45]
- 1055/2021. (II. 16.) Korm. határozat A nyírbátori Báthory Anna Református Általános Iskola épületének fejlesztéséhez szükséges támogatásról[45]
- 1056/2021. (II. 19.) Korm. határozat A Gazdaságvédelmi Akcióterv keretében az MFB Magyar Fejlesztési Bank Zártkörűen Működő Részvénytársaság egyes agrár forgóeszköz hitelprogramjai igénybevételi lehetőségének meghosszabbításáról[46]
- 1057/2021. (II. 19.) Korm. határozat A Magyarország egyes területei közötti gazdasági egyenlőtlenség csökkentése érdekében szükséges fejlesztési program, továbbá a „Felzárkózó települések” hosszú távú programjának kiterjesztéséről[46]
- 1058/2021. (II. 19.) Korm. határozat A nemzeti tervvagyonhoz kapcsolódó feladatok ellátásához szükséges forrás biztosításáról[46]
- 1059/2021. (II. 19.) Korm. határozat A nemzeti vagyon kezeléséért felelős tárca nélküli miniszter irányítása alá tartozó költségvetési fejezetekkel kapcsolatos intézkedésekről[46]
- 1060/2021. (II. 19.) Korm. határozat A kormányzati szintű beruházás-monitoring rendszer kialakításáról[46]
- 1061/2021. (II. 19.) Korm. határozat A közúti gépjármű-közlekedési hatóságként eljáró fővárosi és megyei kormányhivatalok által üzemeltetett műszaki vizsgálóállomások fejlesztéséhez szükséges intézkedésekről[46]
- 1062/2021. (II. 19.) Korm. határozat A rendkívüli kormányzati intézkedésekre szolgáló tartalékból, a Központi Maradványelszámolási Alapból, a Gazdaságvédelmi programok előirányzatból történő, fejezetek közötti és fejezeten belüli előirányzat-átcsoportosításról, valamint kötelezettségvállalás engedélyezéséről, címrendi kiegészítésről és kormányhatározat módosításáról[46]
- 1063/2021. (II. 19.) Korm. határozat A Magyar Nemzeti Levéltár digitális adatvagyona Kormányzati Adattrezorban történő tárolása pénzügyi forrásának biztosításáról[46]
- 1064/2021. (II. 19.) Korm. határozat Az Európai Biztonsági és Együttműködési Szervezet Ukrajnai Különleges Megfigyelői Missziója számára 2500 darab Covid-19 vírusfertőzés kimutatását szolgáló Standard Q COVID-19 típusú antigén gyorsteszt adományozásáról és szállításáról[46]
- 1065/2021. (II. 19.) Korm. határozat Határon túli támogatás forrásszükségletének biztosításáról[46]
- 1066/2021. (II. 19.) Korm. határozat A turisztikai célú keskeny nyomközű kisvasutak fejlesztésének II. üteméről szóló 1474/2019. (VIII. 1.) Korm. határozat módosításáról[46]
- 1067/2021. (II. 19.) Korm. határozat A Gazdaságfejlesztési és Innovációs Operatív Program éves fejlesztési keretének megállapításáról szóló 1006/2016. (I. 18.) Korm. határozat módosításáról[46]
- 1068/2021. (II. 19.) Korm. határozat Az EFOP-1.6.1-VEKOP-16-2016-00001 azonosító számú („Felzárkózási együttműködések támogatása” című) projekt összköltségének növeléséről, valamint az Emberi Erőforrás Fejlesztési Operatív Program éves fejlesztési keretének megállapításáról szóló 1037/2016. (II. 9.) Korm. határozat módosításáról[46]
- 1069/2021. (II. 19.) Korm. határozat A Debrecen város közigazgatási területén fekvő földrészlet beruházási célterületté nyilvánításáról[46]
- 1070/2021. (II. 19.) Korm. határozat A debreceni velodrom előkészítésével összefüggő intézkedésekről szóló 1298/2020. (VI. 11.) Korm. határozat és a Kemény Ferenc Sportlétesítmény-fejlesztési Programról szóló 1839/2016. (XII. 23.) Korm. határozat módosításáról[46]
- 1071/2021. (II. 19.) Korm. határozat A 2021. évi FIE Felnőtt Vívó Kard Olimpiai Kvalifikációs versenysorozat megrendezéséhez szükséges kormányzati intézkedésekről[46]
- 1072/2021. (II. 23.) Korm. határozat A mezőgazdasági termelést érintő időjárási és más természeti kockázatok kezeléséről szóló 2011. évi CLXVIII. törvény szerinti agrárkár-enyhítési rendszer alapja forrásainak bővítésével összefüggő kormányzati lépésekről[48]
- 1073/2021. (II. 23.) Korm. határozat A lendvai Alexandriai Szent Katalin Plébániatemplom felújításához, valamint a horvátországi Remetében található kolostor felújítási munkálataihoz szükséges előirányzat-átcsoportosításról[48]
- 1074/2021. (II. 23.) Korm. határozat A 2021. évi női és férfi 3×3 kosárlabda olimpiai kvalifikációs torna megrendezése érdekében szükséges kormányzati intézkedésekről[48]
- 1075/2021. (II. 23.) Korm. határozat A 2020/21. évi női kosárlabda Euroliga rájátszás zárt rendszerben történő hazai megrendezése érdekében szükséges kormányzati intézkedésekről[48]
- 1076/2021. (II. 27.) Korm. határozat A koronavírus-világjárvány elleni védekezéssel kapcsolatos egyes kérdésekről[50]
- 1077/2021. (II. 27.) Korm. határozat A Nemzeti Kutatási, Fejlesztési és Innovációs Alap 2021. évi programstratégiájáról[50]
- 1078/2021. (II. 27.) Korm. határozat A szabályozott piacra bevezetett értékpapírokra vonatkozó éves pénzügyi jelentés egységes elektronikus beszámolási formátumban való közzétételének feltételes halasztásáról[50]
- 1079/2021. (II. 27.) Korm. határozat Egyes települési önkormányzatok fejlesztési és működési feladatainak támogatásáról, helyi önkormányzatokat érintő kormányhatározat módosításáról[50]
- 1080/2021. (II. 27.) Korm. határozat Egyes víziközmű-beruházások megvalósításához szükséges kormányhatározatok módosításáról[50]
- 1081/2021. (II. 27.) Korm. határozat A külpiaci mintafarm-hálózat létrehozásáról és az első ütemében megvalósítandó projektről[50]
- 1082/2021. (II. 27.) Korm. határozat Egyes állami vagyonelemek ingyenes egyházi tulajdonba adásáról[50]
- 1083/2021. (II. 27.) Korm. határozat A Gazdaságvédelmi Akcióterv keretében a koronavírus-világjárvány vállalkozásokra gyakorolt gazdasági hatásainak mérséklése érdekében szükséges további intézkedésekről[50]
- 1084/2021. (II. 27.) Korm. határozat A kéményseprő-ipari szerv többletfeladatainak ellátásához kapcsolódó forrásbiztosításról[50]

#### Március (1085–1160)
- 1085/2021. (III. 1.) Korm. határozat  A Gazdaság-újraindítási Akcióterv keretében az MFB Növekedési Garanciaprogram meghirdetéséről[201]
- 1086/2021. (III. 3.) Korm. határozat A digitalizációt szolgáló nemzetközi tanulmányi versenyrendszerekben történő fokozott részvételről[51]
- 1087/2021. (III. 3.) Korm. határozat A Nemzetiségi Tanulmányi Ösztöndíj 2021. évben történő megvalósításához szükséges fejezeten belüli előirányzat-átcsoportosításról[51]
- 1088/2021. (III. 3.) Korm. határozat A Magyar Falu Program – sportparkok építése alprogram keretében megvalósuló egyes beruházásokhoz szükséges fedezet biztosításáról[51]
- 1089/2021. (III. 3.) Korm. határozat A nyíregyházi stadion beruházás megvalósításáról[51]
- 1090/2021. (III. 3.) Korm. határozat A Gazdaságvédelmi Akcióterv és a kiemelt budapesti közösségi fejlesztések keretében a Budai fonódó villamoshálózat fejlesztésének II. üteme – Műegyetem rakparti villamosvonal megtervezésével összefüggő egyes intézkedésekről szóló 1460/2020. (VII. 30.) Korm. határozat módosításáról[51]
- 1091/2021. (III. 3.) Korm. határozat A Magyar Máltai Szeretetszolgálat Egyesület és a Johannita Segítő Szolgálat működéséhez szükséges intézkedésekről[51]
- 1092/2021. (III. 3.) Korm. határozat Egészségügyi eszközök a Szlovák Köztársaság számára történő biztosításáról[51]
- 1093/2021. (III. 3.) Korm. határozat A Stratégiai Légiszállítási Képességről szóló többoldalú Egyetértési Megállapodás második módosításáról szóló Megállapodás szövegének végleges megállapítására adott felhatalmazásról[51]
- 1094/2021. (III. 3.) Korm. határozat A Magyar Köztársaság Kormánya és az Oroszországi Föderáció Kormánya között a földgáz Magyar Köztársaság területén történő tranzitszállítását szolgáló gázvezeték megépítésével kapcsolatos együttműködésről 2008. február 28. napján aláírt Megállapodás megszüntetéséről szóló Jegyzőkönyv szövegének végleges megállapítására adott felhatalmazásról[51]
- 1095/2021. (III. 4.) Korm. határozat Az Országos Sportegészségügyi Intézet infrastrukturális fejlesztésének I. üteméről[3]
- 1096/2021. (III. 5.) Korm. határozat Az ország működéséhez szükséges stratégiai célú állami és nem állami gazdasági társaságok és szervezetek veszélyhelyzetben történő támogatásáról[53]
- 1097/2021. (III. 5.) Korm. határozat A 2020. évben kedvezményes villamos energia felhasználásra jogosult költségvetési intézmények kijelöléséről[53]
- 1098/2021. (III. 5.) Korm. határozat A 2021. évben kedvezményes villamos energia felhasználásra jogosult költségvetési intézmények kijelöléséről[53]
- 1099/2021. (III. 5.) Korm. határozat A rendkívüli kormányzati intézkedésekre szolgáló tartalékból, a Központi Maradványelszámolási Alapból történő, valamint fejezetek közötti és fejezeten belüli előirányzat-átcsoportosításról, továbbá előirányzat-túllépés és éven túli kötelezettségvállalás engedélyezéséről[53]
- 1100/2021. (III. 5.) Korm. határozat A rendkívüli kormányzati intézkedésekre szolgáló tartalékból, a Központi Maradványelszámolási Alapból, a Gazdaságvédelmi programok, a Járvány Elleni Védekezés Központi Tartaléka előirányzatból történő, valamint fejezeten belüli és fejezetek közötti előirányzat-átcsoportosításról[53]
- 1101/2021. (III. 5.) Korm. határozat A Terület- és Településfejlesztési Operatív Program, valamint a Versenyképes Közép-Magyarország Operatív Program keretében finanszírozott egyes projektek támogatásának növeléséről[53]
- 1102/2021. (III. 5.) Korm. határozat Az EFOP-2.1.1-16-2016-00022 azonosító számú („4 új lakásotthon létrehozása Szikszón” című) projekt támogatásának növeléséről[53]
- 1103/2021. (III. 5.) Korm. határozat A KEHOP-2.1.1-15-2016-00021 azonosító számú,„Ivóvízminőség-javítás Hajdúbagoson” és a KEHOP-2.1.3-15-2016-00005 azonosító számú „Vízminőség-javítás Nyírlugos város szolgáltatási területén” című projektek támogatásának növeléséről, valamint a Környezeti és Energiahatékonysági Operatív Program éves fejlesztési keretének megállapításáról szóló 1084/2016. (II. 29.) Korm. határozat módosításáról[53]
- 1104/2021. (III. 5.) Korm. határozat A 2022. évi Felnőtt Judo Világbajnokság megrendezése érdekében szükséges kormányzati intézkedésekről szóló 1369/2019. (VI. 25.) Korm. határozat módosításáról[53]
- 1105/2021. (III. 10.) Korm. határozat Egészségügyi eszközök nemzetközi fejlesztési együttműködés keretében történő biztosításáról[55]
- 1106/2021. (III. 10.) Korm. határozat Egészségügyi eszközök értékesítéséről[55]
- 1107/2021. (III. 10.) Korm. határozat A rozsdaövezeti akcióterületek lehatárolásával kapcsolatos döntések kormányzaton belüli előkészítésének rendjéről[55]
- 1108/2021. (III. 10.) Korm. határozat Egyes kultúrstratégiai kérdésekről[55]
- 1109/2021. (III. 10.) Korm. határozat Magyarország Római Nagykövetségén mezőgazdasági és környezetügyi szakdiplomata-álláshely létesítéséről[55]
- 1110/2021. (III. 10.) Korm. határozat A 2022. évi magyar–szlovák közös rendezésű férfi kézilabda Európa-bajnokság megrendezéséhez szükséges többletforrás biztosításáról, valamint a kapcsolódó kormányhatározatok módosításáról[55]
- 1111/2021. (III. 10.) Korm. határozat A Gazdaságvédelmi Akcióterv keretében a gödi ipari-innovációs fejlesztési terület infrastruktúra-fejlesztéseiről szóló 1173/2020. (IV. 22.) Korm. határozat módosításáról[55]
- 1112/2021. (III. 10.) Korm. határozat A Pázmány Péter Katolikus Egyetem hallgatóinak kollégiumi lakhatását biztosító beruházás támogatásáról[55]
- 1113/2021. (III. 10.) Korm. határozat A nemzetpolitikai kiadások és beszerzések 2021. évben történő megvalósításához szükséges fejezeten belüli előirányzat-átcsoportosításról[55]
- 1114/2021. (III. 10.) Korm. határozat A 2021. évi határátlépéssel járó csapatmozgások engedélyezéséről szóló 1898/2020. (XII. 14.) Korm. határozat módosításáról[55]
- 1115/2021. (III. 10.) Korm. határozat A Szatmárnémeti Római Katolikus Püspökség intézményfejlesztésének és beruházásainak támogatásához szükséges forrás biztosításáról és az egyes egyházi ingatlanok fejlesztésének támogatásáról szóló 1712/2020. (X. 30.) Korm. határozat módosításáról[55]
- 1116/2021. (III. 10.) Korm. határozat A Terület- és Településfejlesztési Operatív Program keretében finanszírozott egyes projektek támogatásának növeléséről[55]
- 1117/2021. (III. 10.) Korm. határozat A KEHOP-5.2.2-16-2016-00059 azonosító számú („Budapesti Gépészeti Szakképzési Centrum Magyar Hajózási Technikum energetikai korszerűsítése” című) és a KEHOP-5.2.2-16-2016-00081 azonosító számú („Bács-Kiskun Megyei Rendőr-főkapitányság épületeinek energetikai fejlesztése” című) projektek megvalósításához szükséges források biztosításáról[55]
- 1118/2021. (III. 10.) Korm. határozat A KEHOP-3.2.1-15-2017-00029 azonosító számú, „Komplex hulladékgazdálkodási rendszer fejlesztése a Mecsek–Dráva Regionális Szilárdhulladék Kezelő Rendszer Létrehozását Célzó Önkormányzati Társulás területén, különös tekintettel az elkülönített hulladékgyűjtési, szállítási és előkezelő rendszerre” című projekt költségnövekményéről, valamint a Környezeti és Energiahatékonysági Operatív Program éves fejlesztési keretének megállapításáról szóló 1084/2016. (II. 29.) Korm. határozat módosításáról[55]
- 1119/2021. (III. 10.) Korm. határozat A Rászoruló Személyeket Támogató Operatív Program éves fejlesztési keretének megállapításáról szóló 1347/2016. (VII. 6.) Korm. határozat módosításáról[55]
- 1120/2021. (III. 10.) Korm. határozat Egészségügyi eszközök Bosznia-Hercegovina és Montenegró számára történő biztosításáról[55]
- 1121/2021. (III. 12.) Korm. határozat A Budai Várnegyed, a Citadella és a visegrádi műemlék-együttes területén megvalósuló kormányzati beruházásokért felelős kormánybiztos kinevezéséről és feladatairól[56]
- 1122/2021. (III. 12.) Korm. határozat Kormánybiztos kinevezéséről és feladatairól[56]
- 1123/2021. (III. 12.) Korm. határozat A „30 éve szabadon” emlékévről szóló 1002/2019. (I. 9.) Korm. határozat módosításáról[56]
- 1124/2021. (III. 12.) Korm. határozat A Nemzeti Állatvédelmi Tanácsról[56]
- 1125/2021. (III. 12.) Korm. határozat Az adminisztratív terhek csökkentésével összefüggő anyakönyvi eljárások egyszerűsítésének és elektronizálásának megvalósításához kapcsolódó informatikai fejlesztési feladatokhoz szükséges források biztosításáról[56]
- 1126/2021. (III. 13.) Korm. határozat A 2021. évre halasztott Birkózó Európai Kontinens Olimpiai Kvalifikációs Verseny járműveinek az autóbusz forgalmi sáv használatáról[57]
- 1127/2021. (III. 15.) Korm. határozat A Magyarország Kiváló Művésze, a Magyarország Érdemes Művésze és a Magyarország Babérkoszorúja díjak 2021. évi adományozásáról[218]
- 1128/2021. (III. 17.) Korm. határozat A rendkívüli kormányzati intézkedésekre szolgáló tartalékból, a Központi Maradványelszámolási Alapból, a Gazdaságvédelmi programok előirányzatból történő, valamint fejezeten belüli és fejezetek közötti előirányzat-átcsoportosításról[58]
- 1129/2021. (III. 17.) Korm. határozat A Magyar Falu Program  óvodai sport alprogram keretében megvalósuló egyes beruházások megvalósításához szükséges fedezet biztosításáról[58]
- 1130/2021. (III. 19.) Korm. határozat Magyarország tagállami projektjavaslatainak az Európai Hálózatfinanszírozási Eszköz 2020. évi pályázati kiírására történő benyújtásáról[60]
- 1131/2021. (III. 19.) Korm. határozat Magyarország nem tagállami projektjavaslatának az Európai Hálózatfinanszírozási Eszköz 2020. évi pályázati kiírására történő benyújtásáról[60]
- 1132/2021. (III. 23.) Korm. határozat A H8 Budapest−Gödöllő és a H9 Budapest-Cinkota−Csömör HÉV-vonalszakaszok korszerűsítéséről és az Örs vezér terén az M2 metróvonallal történő összekötéséről, valamint az Integrált Közlekedésfejlesztési Operatív Program éves fejlesztési keretének megállapításáról szóló 1247/2016. (V. 18.) Korm. határozat módosításáról[62]
- 1133/2021. (III. 23.) Korm. határozat Az ország működéséhez szükséges stratégiai célú állami és nem állami gazdasági társaságok és szervezetek veszélyhelyzetben történő támogatásáról szóló 1096/2021. (III. 5.) Korm. határozat módosításáról[63]
- 1134/2021. (III. 23.) Korm. határozat Egyes Közigazgatás- és Közszolgáltatás-fejlesztés Operatív Programhoz tartozó projektek támogatása növelésének jóváhagyásáról és a Közigazgatás- és Közszolgáltatás-fejlesztés Operatív Program éves fejlesztési keretének megállapításáról szóló 1004/2016. (I. 18.) Korm. határozat módosításáról[63]
- 1135/2021. (III. 23.) Korm. határozat Magyarország Kormánya és Türkmenisztán Kormánya között a beruházások ösztönzéséről és kölcsönös védelméről szóló megállapodás szövegének végleges megállapítására adott felhatalmazásról[63]
- 1136/2021. (III. 24.) Korm. határozat A Járvány Elleni Védekezés Központi Tartaléka előirányzatból történő előirányzat-átcsoportosításról[64]
- 1137/2021. (III. 24.) Korm. határozat Magyarország Kormánya és a Kirgiz Köztársaság Kormánya között a nemzetközi közúti személyszállításról és árufuvarozásról szóló Megállapodás szövegének végleges megállapítására adott felhatalmazásról[64]
- 1138/2021. (III. 27.) Korm. határozat Egyes települési önkormányzatok fejlesztési feladatainak támogatásáról[66]
- 1139/2021. (III. 27.) Korm. határozat Egyes kulturális támogatási célú kormányhatározatok módosításáról[66]
- 1140/2021. (III. 27.) Korm. határozat A Terület- és Településfejlesztési Operatív Program, valamint a Versenyképes Közép-Magyarország Operatív Program keretében finanszírozott egyes projektek támogatásának növeléséről[66]
- 1141/2021. (III. 27.) Korm. határozat A Terület- és Településfejlesztési Operatív Program keretében finanszírozott TOP-1.2.1-16-FE1-2017-00003 azonosító számú, Lajtha Ház és Kulturális Központ létrehozása Bicskén című projekt támogatásának növeléséről[66]
- 1142/2021. (III. 27.) Korm. határozat A Magyarország és a Tádzsik Köztársaság között létrejött, az elítélt személyek átszállításáról szóló egyezmény szövegének végleges megállapítására adott felhatalmazásról[66]
- 1143/2021. (III. 27.) Korm. határozat A Magyarország és a Tádzsik Köztársaság között létrejött kiadatási egyezmény szövegének végleges megállapítására adott felhatalmazásról[66]
- 1144/2021. (III. 29.) Korm. határozat Az 1-es típusú diabétesszel élő gyermekek és családjaik életkörülményeinek további javításáról[67]
- 1145/2021. (III. 31.) Korm. határozat A MagyarIndonéz Tőkealap létrehozásáról[68]
- 1146/2021. (III. 31.) Korm. határozat A rendkívüli kormányzati intézkedésekre szolgáló tartalékból, a Központi Maradványelszámolási Alapból, a Gazdaságvédelmi programok előirányzatból történő, fejezeten belüli és fejezetek közötti előirányzat-átcsoportosításról, címrendi módosításról, valamint kötelezettségvállalás engedélyezéséről[68]
- 1147/2021. (III. 31.) Korm. határozat Egyes önkormányzati fejlesztéseket érintő kormányhatározatok módosításáról[68]
- 1148/2021. (III. 31.) Korm. határozat A Magyar Templom-felújítási Program megvalósításához szükséges támogatás biztosításáról[68]
- 1149/2021. (III. 31.) Korm. határozat A Beregszász városát ért környezeti károk kezelését célzó magyar hozzájárulásról[68]
- 1150/2021. (III. 31.) Korm. határozat A Kárpát-medencei óvodafejlesztési program negyedik üteméről[68]
- 1151/2021. (III. 31.) Korm. határozat A 20142020 programozási időszakban a Terület- és Településfejlesztési Operatív Program likviditási hiányának kezeléséről[68]
- 1152/2021. (III. 31.) Korm. határozat A Magyar Halgazdálkodási Operatív Program éves fejlesztési keretének megállapításáról szóló 1056/2016. (II. 17.) Korm. határozat módosításáról[68]
- 1153/2021. (III. 31.) Korm. határozat Az EFOP-2.4.1-16 azonosító számú, Szegregált élethelyzetek felszámolása komplex programokkal (ERFA) című felhívás keretében megvalósuló egyes projektek tekintetében a költségek ingatlanvásárlásra történő átcsoportosításáról, valamint a felhívásban meghatározott elszámolható költségtípusok mértékének együttes összege túllépéséhez történő hozzájárulásról[68]
- 1154/2021. (III. 31.) Korm. határozat Az EFOP-4.2.1-16-2017-00008 azonosító számú (A Pécsi Tudományegyetem infrastrukturális fejlesztése című) projekt összköltségének növeléséről[68]
- 1155/2021. (III. 31.) Korm. határozat Az EFOP-4.1.2-17-2017-00117 azonosító számú, A harkai Pantzer Gertrud Általános Iskola infrastrukturális fejlesztése a hátránykompenzáció elősegítése és a minőségi oktatás megteremtése érdekében című projekt összköltségének növeléséről[68]
- 1156/2021. (III. 31.) Korm. határozat A KEHOP-4.1.0-15-2016-00049 azonosító számú, Az Aggteleki Nemzeti Park Igazgatóság működési területén található védett gyepterületek legeltetéssel történő természetvédelmi célú kezeléséhez szükséges állattartási infrastruktúra fejlesztése című projekt támogatásának növeléséről, valamint a Környezeti és Energiahatékonysági Operatív Program éves fejlesztési keretének megállapításáról szóló 1084/2016. (II. 29.) Korm. határozat módosításáról[68]
- 1157/2021. (III. 31.) Korm. határozat A KEHOP-1.3.0-15-2017-00019 azonosító számú, Vízgazdálkodási fejlesztések a Felső-Tisza-vidéken című projekt támogatásának növeléséről, valamint a Környezeti és Energiahatékonysági Operatív Program éves fejlesztési keretének megállapításáról szóló 1084/2016. (II. 29.) Korm. határozat módosításáról[68]
- 1158/2021. (III. 31.) Korm. határozat Magyarország projektjavaslatának az Európai Hálózatfinanszírozási Eszköz Koordinációs mechanizmus megvalósítása az informatika keretében létrehozott nemzeti hozzáférési pontok egyesítésére elnevezésű CEF közlekedési pályázati felhívására történő benyújtásáról és a hazai költségvetési támogatás biztosításáról[68]
- 1159/2021. (III. 31.) Korm. határozat A Ravasz László Emlékház, Egyházi Gyűjtemény és Rendezvényközpont létrehozását célzó beruházás és a bánffyhunyadi Ravasz László Emlékház felújításának megvalósításához szükséges forrás biztosításáról[68]
- 1160/2021. (III. 31.) Korm. határozat A 20142020. évekre szóló Vidékfejlesztési Program módosításáról[68]

#### Április (1161−1223)
- 1161/2021. (IV. 2.) Korm. határozat A Bicskei Egészségügyi Központ felújítását célzó beruházás előkészítési feladatainak megvalósításáról[70]
- 1162/2021. (IV. 2.) Korm. határozat A 2021. évi női kosárlabda Európa-kupa négyes döntőjének megrendezése érdekében szükséges kormányzati intézkedésekről[70]
- 1163/2021. (IV. 7.) Korm. határozat A Makói Városi Termál- és Gyógyfürdő (Hagymatikum) fejlesztésének megvalósításáról[72]
- 1164/2021. (IV. 7.) Korm. határozat A Magyar−Kirgiz Fejlesztési Alap létrehozásáról szóló 1612/2020. (IX. 28.) Korm. határozat módosításáról[72]
- 1165/2021. (IV. 7.) Korm. határozat A Magyarország Kormánya és a Kirgiz Köztársaság Kormánya között a Magyar−Kirgiz Fejlesztési Alapról szóló Megállapodás szövegének végleges megállapítására adott felhatalmazásról[72]
- 1166/2021. (IV. 7.) Korm. határozat A Magyarország Kormánya és Románia Kormánya között a Mátészalka  Csenger (H) és Oar (Óvári)  Satu Mare (Szatmárnémeti) (RO) közötti gyorsforgalmi úti kapcsolat létesítéséről szóló Megállapodás szövegének végleges megállapítására adott felhatalmazásról[72]
- 1167/2021. (IV. 9.) Korm. határozat A Mádl Ferencre történő emlékezéshez kapcsolódó egyes intézkedésekről és az azokhoz szükséges költségvetési források biztosításáról[73]
- 1168/2021. (IV. 9.) Korm. határozat A Schams Ferenc Terv megvalósításáról[73]
- 1169/2021. (IV. 9.) Korm. határozat Egyes sport tárgyú kormányhatározatok módosításáról[73]
- 1170/2021. (IV. 9.) Korm. határozat A LIFE-IP North-HU-Trans integrált projekt megvalósításához szükséges költségvetési feltételek megteremtéséről, valamint a LIFE integrált és hagyományos projektek megvalósításához szükséges költségvetési feltételek megteremtéséről szóló 1072/2017. (II. 10.) Korm. határozat végrehajtása során alkalmazandó eltérő rendelkezésekről[73]
- 1171/2021. (IV. 9.) Korm. határozat A Modern Városok Program keretében a debreceni Csokonai Nemzeti Színház teljes körű felújításához szükséges többletforrás biztosításáról[73]
- 1172/2021. (IV. 9.) Korm. határozat Az EFOP-2.2.3-17-2017-00016 azonosító számú, Jövő Idő Putnokon című projekt összköltségének növeléséről[73]
- 1173/2021. (IV. 9.) Korm. határozat A KEHOP-1.3.0-15-2015-00009 azonosító számú, Tiszalöki vízlépcső és hajózsilip rekonstrukciója című projekt támogatásának növeléséről, valamint a Környezeti és Energiahatékonysági Operatív Program éves fejlesztési keretének megállapításáról szóló 1084/2016. (II. 29.) Korm. határozat módosításáról[73]
- 1174/2021. (IV. 9.) Korm. határozat Magyarország Kormánya és az Egyesült Arab Emírségek Kormánya között a beruházások ösztönzéséről és kölcsönös védelméről szóló megállapodás szövegének végleges megállapítására adott felhatalmazásról[73]
- 1175/2021. (IV. 14.) Korm. határozat Az ENSZ Gyermekalapja budapesti Globális Szolgáltató Központjának harmadik ütemű bővítéséről[219]
- 1176/2021. (IV. 14.) Korm. határozat A Nemzeti Köznevelési Infrastruktúra Fejlesztési Program III. ütemének keretében megvalósuló tornaterem-beruházások további előkészítési feladatainak a Beruházás Előkészítési Alapból történő támogatásáról[219]
- 1177/2021. (IV. 14.) Korm. határozat Az EFOP-3.3.5-19 azonosító jelű, Csodaszarvas Iskolai Közösségi Program című felhívásra benyújtott projektjavaslatok támogatásához szükséges forrás biztosításáról[219]
- 1178/2021. (IV. 14.) Korm. határozat A rendkívüli kormányzati intézkedésekre szolgáló tartalékból, a Központi Maradványelszámolási Alapból, a Járvány Elleni Védekezés Központi Tartaléka előirányzatból történő, fejezetek közötti és fejezeten belüli előirányzat-átcsoportosításról, kötelezettségvállalás engedélyezéséről, kormányhatározat végrehajtása során alkalmazandó eltérő rendelkezésről, valamint kormányhatározat módosításáról[219]
- 1179/2021. (IV. 14.) Korm. határozat A koronavírus-járvány következtében szükségessé vált versenyképesség-növelő támogatási program bővítéséről és az előirányzat rendelkezésre álló keretösszegének megemeléséről[219]
- 1180/2021. (IV. 14.) Korm. határozat A Jász-Plasztik Korlátolt Felelősségű Társaság magyarországi nagybefektetővel való stratégiai együttműködési megállapodás megkötéséről[219]
- 1181/2021. (IV. 16.) Korm. határozat A Déli Városkapu Fejlesztési Program, a Budapest Diákváros és a Fudan Hungary Egyetem megvalósításával összefüggő feladatokról[75]
- 1182/2021. (IV. 16.) Korm. határozat Kormánybiztos kinevezéséről és feladatairól[75]
- 1183/2021. (IV. 16.) Korm. határozat Egyes állami vagyontárgyak ingyenes tulajdonba adásáról[75]
- 1184/2021. (IV. 16.) Korm. határozat A Modern Városok Program keretén belül a Csongrád-Csanád Megyei Egészségügyi Ellátó Központ honvéd egészségügyi ellátás rendszeréhez történő csatlakozása érdekében szükséges fejlesztés előkészítésének a Beruházás Előkészítési Alapból történő támogatásáról[75]
- 1185/2021. (IV. 16.) Korm. határozat A Modern Városok Program keretében a Nyíregyházi Állatpark fejlesztése projekt Jégkorszak interaktív állatbemutató projekteleme I. ütemének megvalósításához szükséges többletforrás biztosításáról[75]
- 1186/2021. (IV. 21.) Korm. határozat Stratégiai együttműködési megállapodás megkötéséről a Fudan Egyetemmel[76]
- 1187/2021. (IV. 21.) Korm. határozat A 2021. évi terrorellenes intézkedések megvalósításához szükséges további költségvetési többletforrások biztosításáról[76]
- 1188/2021. (IV. 21.) Korm. határozat A szociális szakosított ellátáshoz kapcsolódó egyes állami vagyonelemek ingyenes egyházi tulajdonba adásáról[76]
- 1189/2021. (IV. 21.) Korm. határozat Az ország működéséhez szükséges stratégiai célú állami és nem állami gazdasági társaságok és szervezetek veszélyhelyzetben történő támogatásáról szóló 1096/2021. (III. 5.) Korm. határozat módosításáról[76]
- 1190/2021. (IV. 21.) Korm. határozat A Vidékfejlesztési Program éves fejlesztési keretének megállapításáról szóló 1248/2016. (V. 18.) Korm. határozat módosításáról[76]
- 1191/2021. (IV. 21.) Korm. határozat A kaposvári ipari-innovációs fejlesztési terület kialakításával összefüggő infrastruktúra-fejlesztésekről[76]
- 1192/2021. (IV. 21.) Korm. határozat A Kaposvár Megyei Jogú Város külterületén fekvő földrészletek beruházási célterületté nyilvánításával kapcsolatos intézkedésekről[76]
- 1193/2021. (IV. 21.) Korm. határozat A Magyarország Kormánya és Veszprém Megyei Jogú Város Önkormányzata közötti együttműködési megállapodás végrehajtásával összefüggő feladatokról szóló 1284/2016. (VI. 7.) Korm. határozat módosításáról[76]
- 1194/2021. (IV. 21.) Korm. határozat A Modern Városok Program keretében a veszprémi belterületi közúthálózat és kapcsolódó tereinek fejlesztése érdekében szükséges támogatás biztosításáról[76]
- 1195/2021. (IV. 21.) Korm. határozat A Balatonfüred Város Önkormányzata által megvalósítandó Alkony program előkészítésének finanszírozásához szükséges forrás biztosításáról szóló 1993/2020. (XII. 23.) Korm. határozat módosításáról[76]
- 1196/2021. (IV. 23.) Korm. határozat Egészségügyi eszközök Libanon számára történő biztosításáról[78]
- 1197/2021. (IV. 26.) Korm. határozat Járóbeteg-szakellátó intézmény Egészséges Budapest Program keretében történő fejlesztésével kapcsolatos egyes további intézkedésekről[80]
- 1198/2021. (IV. 26.) Korm. határozat A Diósgyőri Városrész Testgyakorló Kör Sportegyesület észak-magyarországi sportfejlesztési programjának folytatásához, valamint az Észak-magyarországi Regionális Utánpótlás Központ működéséhez és sportszakmai fejlődéséhez szükséges intézkedésekről[80]
- 1199/2021. (IV. 26.) Korm. határozat A kőbányai fedett mobil velodrom megvalósításához szükséges kiegészítő kormányzati forrás biztosításáról[80]
- 1200/2021. (IV. 26.) Korm. határozat A Zalaegerszeg Megyei Jogú Város és Egervár község közigazgatási területén található földrészletek beruházási célterületté nyilvánításáról és a terület fejlesztéséhez szükséges intézkedésekről[80]
- 1201/2021. (IV. 26.) Korm. határozat A magyar−román határszakaszon két közúti határátkelőhely megnyitásáról és működtetéséről[80]
- 1202/2021. (IV. 26.) Korm. határozat A Magyarország Kormánya és Románia Kormánya között a Magyar Köztársaság Kormánya és Románia Kormánya között a Magyar Köztársaság és Románia között a közúti és a vasúti határforgalom ellenőrzéséről szóló, Bukarestben, 2004. április hó 27. napján aláírt Egyezmény végrehajtásáról szóló Megállapodás módosításáról szóló Megállapodás szövegének végleges megállapítására adott felhatalmazásról[80]
- 1203/2021. (IV. 27.) Korm. határozat A Magyarország Kormánya és Románia Kormánya között, a magyar−román államhatáron átvezető közúti kapcsolatokról szóló, 2014. július 24-én, Bukarestben aláírt megállapodás módosításáról szóló, Magyarország Kormánya és Románia Kormánya közötti megállapodás szövegének végleges megállapítására adott felhatalmazásról[220]
- 1204/2021. (IV. 28.) Korm. határozat Egyes rendezvények kiemelt fontosságú rendezvénnyé nyilvánításáról[81]
- 1205/2021. (IV. 29.) Korm. határozat A távvezeték beruházás engedélyezés hatékonyságának javítása érdekében szükséges intézkedésekről[83]
- 1206/2021. (IV. 29.) Korm. határozat A Kormányzati Személyügyi Döntéstámogató Rendszer fejlesztéséhez szükséges forrás biztosításáról[83]
- 1207/2021. (IV. 29.) Korm. határozat A 2014−2020 programozási időszakra vonatkozó indikatív támogatási keretösszegekről, valamint a kötelezettségvállalási szükségletről[83]
- 1208/2021. (IV. 29.) Korm. határozat A Magyar Falu Programhoz kapcsolódó települési nemzetiségi intézmények fejlesztése érdekében szükséges előirányzat-átcsoportosításról[83]
- 1209/2021. (IV. 29.) Korm. határozat A Békéscsaba Megyei Jogú Város, valamint Csorna város külterületén fekvő földrészletek beruházási célterületté nyilvánításáról[83]
- 1210/2021. (IV. 29.) Korm. határozat Biatorbágy településen technikum előkészítésének folytatásáról és megvalósításáról[83]
- 1211/2021. (IV. 29.) Korm. határozat Biatorbágy város közigazgatási területén fekvő földrészletek beruházási célterületté nyilvánításáról[83]
- 1212/2021. (IV. 29.) Korm. határozat A Dél-budai Centrumkórház megközelíthetőségéhez szükséges infrastrukturális fejlesztések előkészítéséről[83]
- 1213/2021. (IV. 29.) Korm. határozat A debreceni Észak-Nyugati Gazdasági Övezet kialakításával összefüggő vasúti infrastruktúra-fejlesztések 2. ütemének részbeni megvalósításáról[83]
- 1214/2021. (IV. 29.) Korm. határozat Az Eötvös Loránd Tudományegyetem Trefort Ágoston Gyakorló Gimnázium további infrastrukturális fejlesztésének előkészítéséről[83]
- 1215/2021. (IV. 29.) Korm. határozat A Modern Városok Program keretében a tatabányai egykori bányakórház katolikus gimnáziummá fejlesztése érdekében szükséges forrás-átcsoportosításról[83]
- 1216/2021. (IV. 29.) Korm. határozat A Felső-Szabolcsi Kórház fenntartóváltásáról[83]
- 1217/2021. (IV. 29.) Korm. határozat Az ÓAM ÓZDI ACÉLMÜVEK Korlátolt Felelősségű Társaság barnamezős területeinek kiemelt társadalmi igényeken alapuló és munkahelyteremtést támogató beruházás keretében történő hasznosításáról[83]
- 1218/2021. (IV. 29.) Korm. határozat A Várkapitányság Integrált Területfejlesztési Központ Nonprofit Zártkörűen Működő Részvénytársaság, valamint a Lechner Tudásközpont Nonprofit Korlátolt Felelősségű Társaság feladatainak ellátásához szükséges előirányzat-átcsoportosításról[83]
- 1219/2021. (IV. 29.) Korm. határozat A Velencei-tavi partfal komplex fenntartható rehabilitációja projekthez kapcsolódó feladatokhoz szükséges forrás biztosításáról[83]
- 1220/2021. (IV. 29.) Korm. határozat A Budapest Főváros Kormányhivatala Kőrösi Irodaház komplex tetőfelújításáról[83]
- 1221/2021. (IV. 29.) Korm. határozat Magyarország és az Andorrai Hercegség között a jövedelemadók területén a kettős adóztatás elkerüléséről és az adókijátszás és adóelkerülés megakadályozásáról szóló Egyezmény szövegének végleges megállapítására adott felhatalmazásról[83]
- 1222/2021. (IV. 30.) Korm. határozat Egyes önkormányzati beruházások megvalósításához szükséges források biztosításáról[84]
- 1223/2021. (IV. 30.) Korm. határozat A szolnoki Véső úti R.A.J.T. című projekt többletforrásának biztosításáról[84]

#### Május (1224−)
- 1224/2021. (V. 3.) Korm. határozat A rendkívüli kormányzati intézkedésekre szolgáló tartalékból, a Központi Maradványelszámolási Alapból, a Gazdaságvédelmi programokból, a Járvány Elleni Védekezés Központi Tartaléka előirányzatból történő, valamint fejezetek közötti előirányzat-átcsoportosításról[86]
- 1225/2021. (V. 3.) Korm. határozat A Miskolci Egyetem Tudományos Adatelemző Módszertani Központ és Levéltári Nyílt Kutatási Adatforrástár megvalósításáról[86]

#### Június
- 1378/2021. (VI. 14.) Korm. határozat Az önkormányzatok adósságot keletkeztető, valamint kezesség-, illetve garanciavállalásra vonatkozó ügyleteihez történő 2021. áprilisi előzetes kormányzati hozzájárulásról [206]
- 1379/2021. (VI. 14.) Korm. határozat A kormányzati szektorba nem sorolt, 100%-os önkormányzati tulajdonban álló gazdasági társaságok adósságot keletkeztető ügyleteihez történő 2021. áprilismájusi előzetes kormányzati hozzájárulásról [206]
- 1380/2021. (VI. 14.) Korm. határozat Verpelét vasútállomáson nyílt hozzáférésű rakodóterület kiépítéséről [206]
- 1381/2021. (VI. 15.) Korm. határozat Az iváncsai ipari-innovációs fejlesztési terület kialakításával összefüggő közúti és vasúti infrastruktúra-fejlesztések előkészítéséhez és megvalósításához szükséges intézkedésekről [221]
- 1382/2021. (VI. 15.) Korm. határozat Az iváncsai ipari-innovációs fejlesztési terület kialakításával összefüggő infrastruktúra-fejlesztések megvalósításához szükséges, műszaki ellenőrzést, minőségbiztosítást érintő intézkedésekről[221]
- 1383/2021. (VI. 15.) Korm. határozat Az iváncsai ipari-innovációs fejlesztési terület kialakításával összefüggő villamosenergia infrastruktúra-fejlesztés megvalósításához szükséges intézkedésekről[221]
- 1384/2021. (VI. 15.) Korm. határozat Az iváncsai ipari-innovációs fejlesztési terület kialakításával összefüggő vízgazdálkodási és víziközmű infrastruktúra-fejlesztések megvalósításához szükséges intézkedésekről[221]

### Július
- 1461/2021. (VII. 15.) Korm. határozat COVID-19 vakcina Cseh Köztársaság részére történő kölcsönbe adásáról (III. ütem) [208]
- 1462/2021. (VII. 15.) Korm. határozat A gyermekgyógyászati fekvőbeteg-szakellátás fejlesztéséről
- 1463/2021. (VII. 15.) Korm. határozat Az Erzsébet-táborok kapacitásbővítésének előkészítéséhez szükséges intézkedésekről
- 1464/2021. (VII. 15.) Korm. határozat Egyes egyházi felsőoktatási intézmények támogatásáról
- 1465/2021. (VII. 15.) Korm. határozat Az Apimondia 2025. évi Nemzetközi Méhészeti Kongresszusa Magyarországon történő megrendezésére irányuló előkészületek támogatásáról
- 1466/2021. (VII. 15.) Korm. határozat A Külgazdasági és Külügyminisztérium egyes szervezeti egységeinek elhelyezésével kapcsolatos intézkedésekről szóló 1578/2020. (IX. 10.) Korm. határozat módosításáról
- 1467/2021. (VII. 15.) Korm. határozat A közúti felújításokra vonatkozó kiemelt társadalmi igények megvalósítása érdekében szükséges intézkedésekről szóló 1744/2020. (XI. 11.) Korm. határozat módosításáról
- 1468/2021. (VII. 15.) Korm. határozat A Magyar Falu Program keretében faluközpont és kulturális rendezvényhelyszín kialakításához kapcsolódó előirányzat- átcsoportosításról
- 1469/2021. (VII. 15.) Korm. határozat Egyes sportcélú infrastruktúra-beruházásokkal összefüggő kormányhatározatok módosításáról
- 1470/2021. (VII. 15.) Korm. határozat Egyes vidéki sportfejlesztések támogatásáról
- 1471/2021. (VII. 15.) Korm. határozat A hévízi kézilabda munkacsarnok építéséről
- 1472/2021. (VII. 15.) Korm. határozat A komlói kézilabda munkacsarnok építéséről
- 1473/2021. (VII. 15.) Korm. határozat A nagyvarsányi tanuszoda beruházás előkészítésének folytatásával kapcsolatos intézkedésekről
- 1474/2021. (VII. 15.) Korm. határozat A vecsési kézilabda munkacsarnok építéséről
- 1475/2021. (VII. 15.) Korm. határozat A paksi Balogh Antal Katolikus Óvoda, Általános Iskola és Gimnázium fejlesztéséhez szükséges támogatásról
- 1476/2021. (VII. 15.) Korm. határozat Az EFOP-2.2.0-16-2016-00001 azonosító számú, "Egészségügyi szakellátók szállóinak fejlesztése" című projekt támogatásának növeléséről, valamint az Emberi Erőforrás Fejlesztési Operatív Program éves fejlesztési keretének megállapításáról szóló 1037/2016. (II. 9.) Korm. határozat módosításáról
- 1477/2021. (VII. 15.) Korm. határozat Az EFOP-2.2.1-VEKOP-16-2016-00001 azonosító számú, "Gyermek sürgősségi, baleseti ellátás fejlesztése" című projekt támogatásának növeléséről, valamint az Emberi Erőforrás Fejlesztési Operatív Program éves fejlesztési keretének megállapításáról szóló 1037/2016. (II. 9.) Korm. határozat módosításáról
- 1478/2021. (VII. 15.) Korm. határozat Az EFOP-4.1.2-17-2017-00021 azonosító számú ("A pécsváradi Kodolányi János Német Nemzetiségi Általános Iskola és Alapfokú Művészeti Iskola infrastrukturális fejlesztése a hátránykompenzáció elősegítése és a minőségi oktatás megteremtése érdekében" című) projekt összköltségének növeléséről
- 1479/2021. (VII. 15.) Korm. határozat A GINOP-7.1.3-15-2016-00001 azonosító számú, "Élményteli gyógyhely: Bükfürdő" című projekt támogatásának növeléséről, valamint a Gazdaságfejlesztési és Innovációs Operatív Program éves fejlesztési keretének megállapításáról szóló 1006/2016. (I. 18.) Korm. határozat módosításáról
- 1480/2021. (VII. 15.) Korm. határozat A KEHOP-3.2.1-15-2017-00025 azonosító számú, "Komplex hulladékgazdálkodási rendszer fejlesztése a Szabolcs-Szatmár-Bereg megyében, különös tekintettel az elkülönített hulladékgyűjtési, szállítási és előkezelő rendszerre" című projekt költségnövekményéről, valamint a Környezeti és Energiahatékonysági Operatív Program éves fejlesztési keretének megállapításáról szóló 1084/2016. (II. 29.) Korm. határozat módosításáról

### Augusztus
- 1528/2021. (VIII. 2.) Korm. határozat  a központi költségvetést érintő címrendi módosításról, a Gazdaság-újraindítási programok előirányzatból, a Központi Maradványelszámolási Alapból, a rendkívüli kormányzati intézkedésekre szolgáló tartalékból, valamint fejezetek között történő előirányzat-átcsoportosításról

### November
- 1818/2021. (XI. 25.) Korm. határozat A Nagyértékű gyógyszerfinanszírozási jogcímről történő kifizetések 2021. évi fedezetének biztosításáról [222]
- 1819/2021. (XI. 25.) Korm. határozat A Nemzetiségi Tanulmányi Ösztöndíj 2021. évi biztosításához szükséges fejezeten belüli előirányzat-átcsoportosításról  [222]
- 1820/2021. (XI. 25.) Korm. határozat A komplex közútfelújítási és -fejlesztési feladatok megvalósítása érdekében szükséges intézkedésekről  [222]
- 1821/2021. (XI. 25.) Korm. határozat Egyes felzárkózással és vízüggyel kapcsolatos kormányhatározatok módosításáról  [222]
- 1822/2021. (XI. 25.) Korm. határozat A taszári repülőtér hasznosításával összefüggő intézkedésekről

- 1823/2021. (XI. 25.) Korm. határozat A Kék Bolygó Klímavédelmi Kockázati Tőkealapról szóló 1260/2020. (V. 27.) Korm. határozat módosításáról  [222]
- 1824/2021. (XI. 25.) Korm. határozat A sárszentmihályi óvoda kivitelezéséhez szükséges forrás biztosításáról  [222]
- 1825/2021. (XI. 25.) Korm. határozat A Romániai Evangélikus-Lutheránus Egyház beruházásának támogatásához szükséges forrás biztosításáról  [222]
- 1826/2021. (XI. 25.) Korm. határozat A Demokrácia Központ Közalapítvány alapító okiratának módosításáról  [222]
- 1827/2021. (XI. 25.) Korm. határozat Az illegális bevándorlással összefüggésben a Litván Köztársaságnak történő segítségnyújtásról  [222]

### A köztársasági elnök határozatai
- 1/2021. (I. 7.) KE határozat A bírósági ülnökök soron kívüli választása időpontjának kitűzéséről[29]
- 2/2021. (I. 14.) KE határozat Államtitkári felmentésről és kinevezésről[31]
- 3/2021. (I. 14.) KE határozat Államtitkári felmentésről[31]
- 4/2021. (I. 14.) KE határozat Államtitkári felmentésről[31]
- 5/2021. (I. 14.) KE határozat Államtitkári felmentésről és kinevezésről[31]
- 6/2021. (I. 14.) KE határozat Vezérőrnagyi előléptetésről[31]
- 7/2021. (I. 14.) KE határozat Rektori megbízásról[31]
- 8/2021. (I. 14.) KE határozat Rektori megbízásról[31]
- 9/2021. (I. 14.) KE határozat Bírói kinevezésről[31]
- 10/2021. (I. 18.) KE határozat Állampolgárság visszavonással történő megszüntetéséről[32]
- 11/2021. (I. 18.) KE határozat Állampolgárság visszavonással történő megszüntetéséről[32]
- 12/2021. (I. 18.) KE határozat Állampolgárság visszavonással történő megszüntetéséről[32]
- 13/2021. (I. 18.) KE határozat Állampolgárság visszavonással történő megszüntetéséről[32]
- 14/2021. (I. 18.) KE határozat Állampolgárság visszavonással történő megszüntetéséről[32]
- 15/2021. (I. 18.) KE határozat Állampolgárság visszavonással történő megszüntetéséről[32]
- 16/2021. (I. 18.) KE határozat Állampolgárság visszavonással történő megszüntetéséről[32]
- 17/2021. (I. 18.) KE határozat Állampolgárság visszavonással történő megszüntetéséről[32]
- 18/2021. (I. 22.) KE határozat Altábornagy szolgálati viszonya megszűnésének megállapításáról[33]
- 19/2021. (I. 28.) KE határozat Államtitkári kinevezésről[36]
- 20/2021. (I. 28.) KE határozat Altábornagy szolgálati viszonyának megszüntetéséről[36]
- 21/2021. (I. 29.) KE határozat Bírói felmentésről[199]
- 22/2021. (I. 29.) KE határozat Bírói felmentésről[199]
- 23/2021. (I. 29.) KE határozat Bírói felmentésről[199]
- 24/2021. (I. 29.) KE határozat Bírói felmentésről[199]
- 25/2021. (I. 29.) KE határozat Bírói felmentésről[199]
- 26/2021. (I. 29.) KE határozat Bírói kinevezésről[199]
- 27/2021. (I. 29.) KE határozat Bírói kinevezésről[199]
- 28/2021. (I. 29.) KE határozat Bírói kinevezésről[199]
- 29/2021. (I. 29.) KE határozat Bírói kinevezésről[199]
- 30/2021. (I. 29.) KE határozat Bírói kinevezésről[199]
- 31/2021. (I. 29.) KE határozat Bírói kinevezésről[199]
- 32/2021. (I. 29.) KE határozat Bírói kinevezésről[199]
- 33/2021. (I. 29.) KE határozat Bírói kinevezésről[199]
- 34/2021. (I. 29.) KE határozat Bírói kinevezésről[199]
- 35/2021. (I. 29.) KE határozat Bírói kinevezésről[199]
- 36/2021. (I. 29.) KE határozat Bírói kinevezésről[199]
- 37/2021. (I. 29.) KE határozat Bírói kinevezésről[199]
- 38/2021. (I. 29.) KE határozat Bírói kinevezésről[199]
- 39/2021. (I. 29.) KE határozat Bírói kinevezésről[199]
- 40/2021. (I. 29.) KE határozat Bírói kinevezésről[199]
- 41/2021. (I. 29.) KE határozat Bírói kinevezésről[199]
- 42/2021. (I. 29.) KE határozat Bírói kinevezésről[199]
- 43/2021. (I. 29.) KE határozat Bírói kinevezésről[199]
- 44/2021. (I. 29.) KE határozat Bírói kinevezésről[199]
- 45/2021. (I. 29.) KE határozat Bírói felmentésről[199]
- 46/2021. (II. 5.) KE határozat Magyarországi rendkívüli és meghatalmazott nagykövet kinevezéséhez való hozzájárulásról[40]
- 47/2021. (II. 5.) KE határozat Magyarországi rendkívüli és meghatalmazott nagykövet kinevezéséhez való hozzájárulásról[40]
- 48/2021. (II. 5.) KE határozat Magyarországi rendkívüli és meghatalmazott nagykövet kinevezéséhez való hozzájárulásról[40]
- 49/2021. (II. 5.) KE határozat Magyarországi rendkívüli és meghatalmazott nagykövet kinevezéséhez való hozzájárulásról[40]
- 50/2021. (II. 5.) KE határozat Magyarországi rendkívüli és meghatalmazott nagykövet kinevezéséhez való hozzájárulásról[40]
- 51/2021. (II. 9.) KE határozat Egyetemi tanári kinevezésről[41]
- 52/2021. (II. 9.) KE határozat Állampolgárság visszavonással történő megszüntetéséről[41]
- 53/2021. (II. 9.) KE határozat Állampolgárság visszavonással történő megszüntetéséről[41]
- 54/2021. (II. 9.) KE határozat Állampolgárság visszavonással történő megszüntetéséről[41]
- 55/2021. (II. 12.) KE határozat Rendkívüli és meghatalmazott nagykövet kinevezéséről és megbízásáról[43]
- 56/2021. (II. 12.) KE határozat Rendkívüli és meghatalmazott nagykövet kinevezéséről és megbízásáról[43]
- 57/2021. (II. 12.) KE határozat Rendkívüli és meghatalmazott nagykövet megbízás alóli felmentéséről[43]
- 58/2021. (II. 12.) KE határozat Rendkívüli és meghatalmazott nagykövet megbízás alóli felmentéséről[43]
- 59/2021. (II. 12.) KE határozat Rendkívüli és meghatalmazott nagykövet megbízásáról[43]
- 60/2021. (II. 12.) KE határozat Határozott időre szóló rendkívüli követ és meghatalmazott miniszteri kinevezésről[43]
- 61/2021. (II. 12.) KE határozat Rendkívüli és meghatalmazott nagykövet kinevezéséről[43]
- 62/2021. (II. 12.) KE határozat Rendkívüli és meghatalmazott nagykövet kinevezéséről[43]
- 63/2021. (II. 12.) KE határozat Bírói felmentésről[43]
- 64/2021. (II. 12.) KE határozat Bírói felmentésről[43]
- 65/2021. (II. 12.) KE határozat Bírói felmentésről[43]
- 66/2021. (II. 12.) KE határozat Bírói felmentésről[43]
- 67/2021. (II. 12.) KE határozat Bírói felmentésről[43]
- 68/2021. (II. 12.) KE határozat Bírói kinevezésről[43]
- 69/2021. (II. 12.) KE határozat Bírói kinevezésről[43]
- 70/2021. (II. 12.) KE határozat Bírói kinevezésről[43]
- 71/2021. (II. 12.) KE határozat Bírói kinevezésről[43]
- 72/2021. (II. 12.) KE határozat Bírói kinevezésről[43]
- 73/2021. (II. 12.) KE határozat Bírói kinevezésről[43]
- 74/2021. (II. 23.) KE határozat Kitüntetés adományozásáról[48]
- 75/2021. (II. 23.) KE határozat Állampolgárság visszavonással történő megszüntetéséről[48]
- 76/2021. (II. 23.) KE határozat Állampolgárság visszavonással történő megszüntetéséről[48]
- 77/2021. (II. 23.) KE határozat Állampolgárság visszavonással történő megszüntetéséről[48]
- 78/2021. (II. 23.) KE határozat Állampolgárság visszavonással történő megszüntetéséről[48]
- 79/2021. (II. 24.) KE határozat Vezérőrnagy szolgálati viszonya megszűnésének megállapításáról[49]
- 80/2021. (II. 24.) KE határozat Állampolgárság visszavonással történő megszüntetéséről[49]
- 81/2021. (II. 24.) KE határozat Állampolgárság visszavonással történő megszüntetéséről[49]
- 82/2021. (II. 24.) KE határozat Állampolgárság visszavonással történő megszüntetéséről[49]
- 83/2021. (II. 25.) KE határozat Dandártábornok szolgálati viszonyának megszüntetéséről[2]
- 84/2021. (II. 25.) KE határozat Dandártábornoki kinevezésről[2]
- 85/2021. (II. 25.) KE határozat Altábornagyi előléptetésről[2]
- 86/2021. (II. 25.) KE határozat Vezérőrnagyi előléptetésről[2]
- 87/2021. (II. 25.) KE határozat Altábornagyi előléptetésről[2]
- 88/2021. (II. 25.) KE határozat Altábornagyi előléptetésről[2]
- 89/2021. (II. 25.) KE határozat Vezérőrnagyi előléptetésről[2]
- 90/2021. (II. 25.) KE határozat Dandártábornoki kinevezésről[2]
- 91/2021. (II. 25.) KE határozat Vezérőrnagyi előléptetésről[2]
- 92/2021. (II. 25.) KE határozat Vezérőrnagyi előléptetésről[2]
- 93/2021. (II. 25.) KE határozat Bírói felmentésről[2]
- 94/2021. (II. 25.) KE határozat Bírói felmentésről[2]
- 95/2021. (II. 25.) KE határozat Bírói felmentésről[2]
- 96/2021. (II. 25.) KE határozat Bírói felmentésről[2]
- 97/2021. (II. 25.) KE határozat A 87/2012. (III. 20.) KE határozat módosításáról[2]
- 98/2021. (III. 3.) KE határozat Egyetemi tanári kinevezésről[51]
- 99/2021. (III. 3.) KE határozat Egyetemi tanári kinevezésről[51]
- 100/2021. (III. 3.) KE határozat Egyetemi tanári kinevezésről[51]
- 101/2021. (III. 3.) KE határozat Egyetemi tanári kinevezésről[51]
- 102/2021. (III. 3.) KE határozat Egyetemi tanári kinevezésről[51]
- 103/2021. (III. 3.) KE határozat Egyetemi tanári kinevezésről[51]
- 104/2021. (III. 3.) KE határozat Egyetemi tanári kinevezésről[51]
- 105/2021. (III. 5.) KE határozat Egyetemi tanári kinevezésről[53]
- 106/2021. (III. 10.) KE határozat Kitüntetés adományozásáról[55]
- 107/2021. (III. 10.) KE határozat Állampolgárság visszavonással történő megszüntetéséről[55]
- 108/2021. (III. 12.) KE határozat Bírói felmentésről[56]
- 109/2021. (III. 12.) KE határozat Bírói felmentésről[56]
- 110/2021. (III. 12.) KE határozat Bírói felmentésről[56]
- 111/2021. (III. 12.) KE határozat Bírói felmentésről[56]
- 112/2021. (III. 12.) KE határozat Bírói felmentésről[56]
- 113/2021. (III. 12.) KE határozat Bírói felmentésről[56]
- 114/2021. (III. 12.) KE határozat Bírói kinevezésről[56]
- 115/2021. (III. 12.) KE határozat Bírói kinevezésről[56]
- 116/2021. (III. 15.) KE határozat A Kossuth- és Széchenyi-díj adományozásáról[218]
- 117/2021. (III. 15.) KE határozat Kitüntetés adományozásáról[218]
- 118/2021. (III. 15.) KE határozat Kitüntetés adományozásáról[218]
- 119/2021. (III. 15.) KE határozat Kitüntetés adományozásáról[218]
- 120/2021. (III. 15.) KE határozat Kitüntetés adományozásáról[218]
- 121/2021. (III. 15.) KE határozat Kitüntetés adományozásáról[218]
- 122/2021. (III. 15.) KE határozat Kitüntetés adományozásáról[218]
- 123/2021. (III. 15.) KE határozat Kitüntetés adományozásáról[218]
- 616/2021. (XII. 10.) KE határozat államtitkári kinevezésről  [223] (Répássy Róbert)